# الانتخابات الجماعية والجهوية المغربية 2015
الانتخابات الجماعية والجهوية المغربية 2015 هي انتخابات محلية جرت يوم 4 سبتمبر 2015 في المغرب لاختيار أعضاء المجالس الجماعية وأعضاء المجالس الجهوية في نفس الوقت. وتعد هذه الانتخابات هي أول انتخابات محلية بعد دستور المغرب 2011 الذي وسّع من صلاحيات مجالس الجهات وأصبح انتخابها مباشرة من المواطنين على عكس ما كان يجري سابقًا من انتخابها من طرف أعضاء المجالس البلدية أو ممن يوصفون بالناخبين الكبار. وبحسب التقسيم الإداري الجديد، تم خفض جهات المغرب من 16 إلى 12.
تبارى على هذه الانتخابات 19 حزب سياسي للظفر بـ 31,503 مقعد في الجماعات و 678 مقعد في الجهات. في المقابل قاطع الانتخابات حزب «النهج الديمقراطي» وجماعة العدل والإحسان الإسلامية وحركة 20 فبراير الاحتجاجية. بلغت نسبة المشاركة في هذه الانتخابات 53.67%. ففي الانتخابات الجهوية تصدّر حزب العدالة والتنمية الحاكم النتائج، تليه حزب الأصالة والمعاصرة ثم حزب الاستقلال، بينما في الانتخابات الجماعية، جاء حزب الأصالة والمعاصرة في الصدارة، تلاه حزب الاستقلال ثم حزب العدالة والتنمية.
وسوف تجري انتخابات اختيار رؤساء المجالس الجماعية والمقاطعات ابتداءا من يوم 15 سبتمبر 2015 إلا إذا لم يكتمل النصاب لانعقاد الجلسات وبالنسبة للجهات يوم 14 سبتمبر 2015. وسوف يتبعها انتخابات مجالس العمالات والأقاليم.

## خلفية

### التوقيت والقوانين المنظمة

شعار الانتخابات الجماعية والجهوية المغربية 2015 الموضوعة من قبل وزارة الداخلية المغربية.

كان من المتوقع أن تكون هذه الانتخابات سابقة لأوانها لتجديد مجلس المستشارين، مع الحراك الذي شهده المغرب بفعل احتجاجات 20 فبراير 2011، لكن تعقد الاجراءات والمساطر والنقاش السياسي أجلها من 2012 إلى 2014 إلى يونيو 2015 ليستقر الامر لتاريخ 4 سبتمبر 2015.
تنظم هذه الانتخابات ثلاث قوانين تنظيمية وهي القانون التنظيمي للجهات (رقم 111.14)، والقانون التنظيمي للجماعات والقانون التنظيمي المتعلق بالعمالات والاقاليم (رقم 112.14).

### التقسيم الإداري الجديد
تم إعادة تقسيم جهات المغرب وخفضت من 16 إلى 12 وهي:
- جهة طنجة-تطوان الحسيمة

ومركزها طنجة- أصيلة، وتتكون من عمالات وأقاليم طنجة-أصيلة والمضيق- الفنيدق وتطوان والفحص- أنجرة والعرائش والحسيمة وشفشاون ووزان.
- جهة الشرق

ومركزها وجدة أنجاد وتضم كلا من عمالات وأقاليم وجدة- أنجاد والناظور والدريوش وجرادة وبركان وتاوريرت وجرسيف وفجيج.
- جهة فاس مكناس

ومركزها فاس، فتضم كلا من عمالات وأقاليم فاس ومكناس والحاجب وإفران ومولاي يعقوب وصفرو وبولمان وتاونات وتازة.
- جهة الرباط- سلا- القنيطرة

ومركزها الرباط، وتضم كلا من الرباط وسلا والصخيرات- تمارة والقنيطرة والخميسات وسيدي قاسم وسيدي سليمان.
- جهة بني ملال- خنيفرة

ومركزها بني ملال، وتضم كلا من بني ملال وأزيلال والفقيه بن صالح وخنيفرة وخريبكة.
- جهة الدار البيضاء الكبرى- سطات

ومركزها الدار البيضاء، تتكون من عمالات وأقاليم الدار البيضاء والمحمدية والجديدة والنواصر ومديونة وبنسليمان وبرشيد وسطات وسيدي بنور.
- جهة مراكش- آسفي

ومركزها مراكش، تتكون من عمالات وأقاليم مراكش وشيشاوة والحوز وقلعة السراغنة والصويرة والرحامنة وآسفي واليوسفية.
- جهة درعة- تافيلالت

ومركزها الرشيدية، وتضم كلا من الرشيدية وورزازات وميدلت وتنغير وزاكورة.
- جهة سوس-ماسة

ومركزها أكادير إداوتنان، تضم عمالات وأقاليم أكادير إداوتنان وانزكان آيت ملول واشتوكة آيت باها وتارودانت وتيزنيت وطاطا.
- جهة كلميم واد نون

ومركزها كلميم، وتضم كلا من كلميم وآسا- الزاك وطانطان وسيدي إفني.
- جهة العيون الساقية الحمراء

ومركزها العيون، وتضم كلا من العيون وبوجدور وطرفاية والسمارة.
- جهة الداخلة- وادي الذهب

ومركزها وادي الذهب، فتضم كلا من وادي الذهب وأوسرد.

## الأحزاب السياسية المشاركة
زكّت الأحزاب الـ19 المشاركة مرشحين لها في الانتخابات قدر عددهم الاجمالي بـ130.925 مرشحا للاستحقاق الجماعي، و 7.588 مرشحا للاستحقاق الجهوي، في حين قاطع حزب «النهج الديمقراطي» بالإضافة إلى منظمات غير حزبية مثل جماعة العدل والإحسان الإسلامية وحركة 20 فبراير الاحتجاجية.
| الحزب                            | عدد المرشحين للجماعات | نسبة تغطية المقاعد % | عدد المرشحين للجهات | نسبة الترشيح % |
| -------------------------------- | --------------------- | -------------------- | ------------------- | -------------- |
| حزب الأصالة والمعاصرة            | 18227                 | 13.92                | 673                 | 99.26          |
| حزب الاستقلال                    | 17214                 | 13.15                | 678                 | 100            |
| حزب العدالة والتنمية             | 16310                 | 12.46                | 678                 | 100            |
| التجمع الوطني للأحرار            | 14617                 | 11.16                | 667                 | 98.53          |
| الاتحاد الاشتراكي للقوات الشعبية | 11685                 | 8.92                 | 637                 | 93.95          |
| الحركة الشعبية                   | 10767                 | 8.22                 | 577                 | 85.10          |
| حزب التقدم والاشتراكية           | 9675                  | 7.39                 | 638                 | 94.10          |
| الاتحاد الدستوري                 | 7923                  | 6.05                 | 522                 | 76.99          |
| فدرالية اليسار الديمقراطي        | 3970                  | 3.03                 | 348                 | 51.33          |
| جبهة القوى الديمقراطية           | 3426                  | 2.62                 | 357                 | 52.65          |
| لا منتمون والأحزاب الأخرى        | 15879                 | 13.08                | 1789                | 23.58          |

## نتائج الانتخابات الجماعية
أعلن وزير الداخلية المغربي محمد حصاد صباح يوم السبت 5 سبتمبر 2015 عن النتائج النهائية للاسحقاقات الانتخابية التي جرت في 4 سبتمبر 2015، وجائت النتائج بفوز حزب الأصالة والمعاصرة بالمركز الأول على صعيد الجماعات باكتساح في الجماعات القروية بالخصوص، فيما تلاه حزب الاستقلال في المركز الثاني حيث كانت نتائجه كبيرة في الأقاليم الجنوبية (الصحراء) وسقوطه في معاقله التقليدية، وحل حزب العدالة والتنمية في المركز الثالث حيث حقق نجاح في المدن الكبرى، النتائج على الشكل التالي
| الحزب                                 | مجموع المقاعد | مقاعد % | أصوات | أصوات % | تغيير المقاعد % |
| حزب الأصالة والمعاصرة                 | 6655          | 21.12   | -     | -       | 640             |
| حزب الاستقلال                         | 5106          | 16.22   | -     | -       | ▼ 186           |
| حزب العدالة والتنمية                  | 5021          | 15.94   | -     | -       | 3469            |
| التجمع الوطني للأحرار                 | 4408          | 13.99   | -     | -       | 296             |
| الحركة الشعبية                        | 3007          | 9.54    | -     | -       | 1240            |
| حزب الاتحاد الاشتراكي للقوات الشعبية  | 2656          | 8.48    | -     | -       | 122             |
| حزب التقدم والاشتراكية                | 1766          | 5.61    | -     | -       | 816             |
| الاتحاد الدستوري                      | 1489          | 4.73    | -     | -       | 468             |
| تحالف أحزاب فدرالية اليسار الديمقراطي | 333           | 1.06    | -     | -       | -               |
| الحركة الديمقراطية والاجتماعية        | 297           | 0.94    | -     | -       | 60              |
| جبهة القوى الديمقراطية                | 193           | 0.61    | -     | -       | ▼ 358           |
| حزب العهد الديمقراطي                  | 142           | 0.45    | -     | -       | ▼ 138           |

### جهة طنجة تطوان الحسيمة

انفو جرافيك يوضح النتائج المحصل عليها على صعيد جهة طنجة تطوان الحسيمة

انفو جرافيك يوضح النتائج المحصل عليها على صعيد جهة طنجة تطوان الحسيمة

حل حزب الأصالة والمعاصرة في المرتبة الأولى على صعيد الجهة في انتخابات مجالس الجماعات الترابية وسيطر على نصف عدد جماعات الجهة، متبوعا بحزب العدالة والتنمية ثم تلاه حزب الاستقلال والتجمع الوطني للأحرار. وتضم الجهة 6 أقاليم وعمالتين و 4 مقاطعات. حيث كانت نسبة المشاركة تناهز 51.59% على صعيد الجهة. وكانت النتائج على النحو التالي:
| الحزب                                | عدد المقاعد المحققة بالجهة | مقاعد % | أصوات | أصوات % |
| حزب الأصالة والمعاصرة                | 1002                       | 32.07   | X     |         |
| حزب العدالة والتنمية                 | 477                        | 15.26   | X     |         |
| حزب الاستقلال                        | 426                        | 13.63   | X     |         |
| التجمع الوطني للأحرار                | 351                        | 11.23   | X     |         |
| الحركة الشعبية                       | 262                        | 8.38    | X     |         |
| حزب الاتحاد الاشتراكي للقوات الشعبية | 251                        | 8.03    | X     |         |
| حزب التقدم والاشتراكية               | 178                        | 5.69    | X     |         |
| الاتحاد الدستوري                     | 104                        | 3.32    | X     |         |
| حزب الحرية والعدالة الاجتماعية       | 11                         | 0.35    | X     |         |
| باقي الأحزاب                         | 62                         | 1.98    | X     |         |
| المجموع                              | 3124                       | 100.00  | X     |         |

أما في شأن تصدر والفوز بالجماعات على صعيد الجهة، فكانت النتائج على النحو التالي
| الحزب/عدد الجماعات الفائز بها        | عمالة طنجة أصيلة | عمالة المضيق الفنيدق | إقليم تطوان | إقليم الفحص أنجرة | إقليم وزان | إقليم الحسيمة | إقليم العرائش | إقليم شفشاون | مجموع لكل حزب |
| حزب الأصالة والمعاصرة                | 9                | 1                    | 2           | 6                 | 11         | 25            | 0             | 7            | 69            |
| حزب العدالة والتنمية                 | 1                | 0                    | 4           | 0                 | 0          | 0             | 1             | 3            | 9             |
| حزب الاستقلال                        | 0                | 0                    | 0           | 0                 | 4          | 6             | 2             | 3            | 15            |
| التجمع الوطني للأحرار                | 0                | 1                    | 8           | 1                 | 0          | 0             | 0             | 5            | 15            |
| الحركة الشعبية                       | 0                | 1                    | 0           | 0                 | 1          | 2             | 5             | 1            | 10            |
| حزب الاتحاد الاشتراكي للقوات الشعبية | 0                | 0                    | 2           | 0                 | 0          | 1             | 0             | 7            | 6             |
| حزب التقدم والاشتراكية               | 0                | 2                    | 5           | 0                 | 0          | 0             | 0             | 0            | 7             |
| الاتحاد الدستوري                     | 1                | 0                    | 0           | 0                 | 0          | 0             | 2             | 1            | 4             |
| حزب الحرية والعدالة الاجتماعية       | 0                | 0                    | 0           | 0                 | 0          | 0             | 0             | 1            | 1             |
| التعادل في المقاعد                   | 1                | 0                    | 1           | 0                 | 0          | 2             | 1             | 0            | X             |
| عدد الجماعات/العدد الكلي             | 12               | 5                    | 22          | 7                 | 16         | 36            | 19            | 28           | 145           |

#### وحدة المدينة جماعة طنجة

انفو جرافيك يوضح النتائج المحصل عليها على صعيد مدينة طنجة

تعد مدينة طنجة من بين المدن التي تتمتع ببرنامج ترابي مختلف عن باقي المناطق، وتتشارك مع مدن الدار البيضاء ومراكش وفاس والرباط وسلا نظام ما يسمى بوحدة المدينة وتقسيمها إلى مقاطعات ادارية وانتخابية، وهذا التقسيم مرده إلى كثرة السكان والمدن التي يتعدّى سكانها الـ 500 ألف نسمة، لطنجة أربع مقاطعات وهي مقاطعة مغوغة ومقاطعة بني مكادة (الأكبر في المغرب من حيث عدد السكان) ومقاطعة السواني ومقاطعة المدينة (مقاطعة طنجة المدينة)، جاء اقتراع 4 من سبتمبر 2015 ليكتسح حزب العدالة والتنمية مقاعد المقاطعات والمجلس الجماعي لطنجة بالأغلبية المطلقة من الأصوات. وسجلت نسبة المشاركة معدل 37.66% وهو الأضعف من سابقه.

### جهة الشرق

انفو جرافيك يوضح النتائج المحصل عليها على صعيد جهة الشرق

حل حزب الأصالة والمعاصرة في المرتبة الأولى في انتخابات مجالس الجماعات الترابية لجهة الشرق متبوعا بحزب الاستقلال تم الحركة الشعبية. وتضم الجهة عمالة و 7 أقاليم. نسبة المشاركة في الجهة في حدود 50.66%. النتائج على النحو التالي:
| الحزب                                | عدد المقاعد المحققة بالجهة | مقاعد % | أصوات | أصوات % |
| حزب الأصالة والمعاصرة                | 598                        | 24.48   | X     |         |
| حزب الاستقلال                        | 415                        | 16.99   | X     |         |
| الحركة الشعبية                       | 357                        | 14.61   | X     |         |
| التجمع الوطني للأحرار                | 297                        | 12.16   | X     |         |
| حزب العدالة والتنمية                 | 289                        | 11.83   | X     |         |
| حزب الاتحاد الاشتراكي للقوات الشعبية | 161                        | 6.59    | X     |         |
| حزب العهد الديمقراطي                 | 83                         | 3.39    | X     |         |
| حزب التقدم والاشتراكية               | 78                         | 3.19    | X     |         |
| الاتحاد الدستوري                     | 58                         | 2.37    | X     |         |
| تحالف فدرالية اليسار الديمقراطي      | 37                         | 1.51    | X     |         |
| باقي الاحزاب                         | 69                         | 2.88    | X     |         |
| المجموع                              | 2442                       | 100.00  | X     |         |

### جهة فاس مكناس

انفو جرافيك يوضح النتائج المحصل عليها على صعيد جهة فاس مكناس

حل حزب الاستقلال في المرتبة الأولى في انتخابات مجالس الجماعات الترابية لجهة فاس مكناس متبوعا بحزب العدالة والتنمية ثم تلاه التجمع الوطني للأحرار. وتضم الجهة 7 أقاليم وعمالتين و 6 مقاطعات. حيث حققت نسبة المشاركة تناهز 57.71% على مستوى الجهة. النتائج على النحو التالي:
| الحزب                                | عدد المقاعد المحققة بالجهة | مقاعد % | أصوات | أصوات % |
| حزب الاستقلال                        | 788                        | 19.36   | X     |         |
| حزب العدالة والتنمية                 | 677                        | 16.63   | X     |         |
| التجمع الوطني للأحرار                | 580                        | 14.25   | X     |         |
| الحركة الشعبية                       | 553                        | 13.60   | X     |         |
| حزب الأصالة والمعاصرة                | 543                        | 13.36   | X     |         |
| حزب الاتحاد الاشتراكي للقوات الشعبية | 416                        | 10.23   | X     |         |
| حزب التقدم والاشتراكية               | 247                        | 6.07    | X     |         |
| تحالف فدرالية اليسار الديمقراطي      | 68                         | 1.67    | X     |         |
| جبهة القوى الديمقراطية               | 55                         | 1.35    | X     |         |
| الاتحاد الدستوري                     | 54                         | 1.34    | X     |         |
| حزب الوحدة والديمقراطية              | 36                         | 0.88    | X     |         |
| باقي الأحزاب                         | 48                         | 1.17    | X     |         |
| المجموع                              | 4069                       | 100.00  | X     |         |

أما في شأن تصدر والفوز بالجماعات على صعيد الجهة، فكانت النتائج على النحو التالي
| الحزب/عدد الجماعات الفائز بها        | عمالة فاس | عمالة مكناس | إقليم الحاجب | إقليم بولمان | إقليم إفران | إقليم تاونات | إقليم مولاي يعقوب | إقليم صفرو | إقليم تازة | مجموع لكل حزب |
| حزب الاستقلال                        | 0         | 4           | 4            | 2            | 1           | 11           | 5                 | 2          | 5          | 34            |
| الحركة الشعبية                       | 0         | 7           | 1            | 6            | 3           | 1            | 1                 | 6          | 5          | 30            |
| التجمع الوطني للأحرار                | 2         | 0           | 2            | 1            | 2           | 15           | 1                 | 0          | 4          | 27            |
| حزب العدالة والتنمية                 | 2+6       | 4           | 2            | 3            | 1           | 3            | 0                 | 4          | 4          | 24+6          |
| حزب الأصالة والمعاصرة                | 0         | 1           | 1            | 5            | 0           | 4            | 2                 | 3          | 8          | 24            |
| حزب الاتحاد الاشتراكي للقوات الشعبية | 0         | 1           | 3            | 0            | 2           | 5            | 0                 | 7          | 3          | 21            |
| حزب التقدم والاشتراكية               | 0         | 0           | 2            | 1            | 1           | 5            | 0                 | 0          | 2          | 11            |
| تحالف فدرالية اليسار الديمقراطي      | 0         | 0           | 0            | 2            | 0           | 1            | 0                 | 1          | 0          | 4             |
| جبهة القوى الديمقراطية               | 0         | 0           | 0            | 0            | 0           | 1            | 0                 | 0          | 2          | 3             |
| الاتحاد الدستوري                     | 0         | 2           | 0            | 0            | 0           | 0            | 0                 | 0          | 0          | 2             |
| حزب الوحدة والديمقراطية              | 0         | 0           | 0            | 0            | 0           | 0            | 0                 | 0          | 2          | 2             |
| حزب النهضة والفضيلة                  | 0         | 0           | 0            | 0            | 0           | 0            | 0                 | 0          | 1          | 1             |
| الحركة الديمقراطية والاجتماعية       | 0         | 0           | 0            | 0            | 0           | 0            | 1                 | 0          | 0          | 1             |
| التعادل في المقاعد                   | 0         | 2           | 1            | 1            | 0           | 3            | 1                 | 0          | 2          | 10            |
| عدد الجماعات/العدد الكلي             | 11        | 21          | 16           | 21           | 10          | 49           | 11                | 23         | 38         | 200           |

#### وحدة المدينة جماعة فاس

انفو جرافيك يوضح النتائج المحصل عليها على صعيد مدينة فاس

تعتبر مدينة فاس العاصمة العلمية للمغرب، ومركزا مهما لحزب الاستقلال. وهي من بين المدن التي تتمتع ببرنامج ترابي مختلف عن باقي المناطق، وتتشارك مع مدن الدار البيضاء ومراكش وطنجة والرباط وسلا نظام ما يسمى بوحدة المدينة وتقسيمها إلى مقاطعات ادارية وانتخابية، لفاس ست مقاعات وهي مقاطعة أكدال ومقاطعة جنان الورد ومقاطعة المرينيين ومقاطعة المدينة ومقاطعة سايس ومقاطعة زواغة، جاء اقتراع 4 من سبتمبر 2015 ليكتسح حزب العدالة والتنمية مقاعد المقاطعات والمجلس الجماعي لطنجة بالأغلبية المطلقة وصل إلى الثلثين. وسجلت نسبة المشاركة معدل 41.76%.

### جهة الرباط سلا القنيطرة
حل حزب العدالة والتنمية في المرتبة الأولى في انتخابات مجالس الجماعات الترابية لجهة الرباط سلا القنيطرة متبوعا ب حزب الأصالة والمعاصرة ثم تلاه الاتحاد الدستوري. وتضم الجهة ثلاث عمالات و 4 أقاليم. حيث حققت نسبة المشاركة تناهز 51.57% على مستوى الجهة. النتائج على النحو التالي:
| الحزب                                | عدد المقاعد المحققة بالجهة | مقاعد % | أصوات | أصوات % |
| حزب العدالة والتنمية                 | 591                        | 19.42   | X     |         |
| حزب الأصالة والمعاصرة                | 511                        | 16.78   | X     |         |
| الاتحاد الدستوري                     | 400                        | 13.14   | X     |         |
| التجمع الوطني للأحرار                | 314                        | 10.31   | X     |         |
| حزب الاستقلال                        | 305                        | 10.01   | X     |         |
| حزب التقدم والاشتراكية               | 274                        | 9.00    | X     |         |
| الحركة الشعبية                       | 260                        | 8.54    | X     |         |
| حزب الاتحاد الاشتراكي للقوات الشعبية | 133                        | 4.36    | X     |         |
| الحركة الديمقراطية الاجتماعية        | 132                        | 4.33    | X     |         |
| حزب البيئة والتنمية المستدامة        | 30                         | 0.98    | X     |         |
| باقي الأحزاب                         | 94                         | 3.13    | X     |         |
| المجموع                              | 3044                       | 100.00  | X     |         |

### جهة بني ملال خنيفرة
حلت الحركة الشعبية في المرتبة الأولى في انتخابات مجالس الجماعات الترابية لجهة بني ملال خنيفرة متبوعا بحزب الأصالة والمعاصرة تم حزب الاتحاد الاشتراكي للقوات الشعبية. وتضم الجهة 5 أقاليم. نسبة المشاركة في الجهة في حدود 58.14%. النتائج على النحو التالي:
| الحزب                                | عدد المقاعد المحققة بالجهة | مقاعد % | أصوات | أصوات % |
| الحركة الشعبية                       | 515                        | 18.24   | X     |         |
| حزب الأصالة والمعاصرة                | 478                        | 16.94   | X     |         |
| حزب الاتحاد الاشتراكي للقوات الشعبية | 391                        | 13.85   | X     |         |
| حزب الاستقلال                        | 336                        | 11.90   | X     |         |
| حزب العدالة والتنمية                 | 324                        | 11.47   | X     |         |
| التجمع الوطني للأحرار                | 280                        | 9.92    | X     |         |
| الاتحاد الدستوري                     | 168                        | 5.96    | X     |         |
| حزب التقدم والاشتراكية               | 126                        | 4.46    | X     |         |
| تحالف فدرالية اليسار الديمقراطي      | 82                         | 2.90    | X     |         |
| حزب الحركة الديمقراطية الاجتماعية    | 43                         | 1.52    | X     |         |
| باقي الاحزاب                         | 72                         | 2.84    | X     |         |
| المجموع                              | 2823                       | 100.00  | X     |         |

### جهة الدار البيضاء سطات

انفو جرافيك يوضح النتائج المحصل عليها على صعيد جهة الدار البيضاء سطات

حل حزب الأصالة والمعاصرة في المرتبة الأولى في انتخابات مجالس الجماعات الترابية لجهة الدار البيضاء سطات متبوعا بحزب الاستقلال تبعه حزب العدالة والتنمية. وتضم الجهة 7 أقاليم وعمالتين (مدينة الدار البيضاء تضم 8 عمالات مقاطعات). نسبة المشاركة في الجهة في حدود 45.26%. النتائج على النحو التالي:
| الحزب                                | عدد المقاعد المحققة بالجهة | مقاعد % | أصوات | أصوات % |
| حزب الأصالة والمعاصرة                | 916                        | 23.77   | X     |         |
| حزب الاستقلال                        | 661                        | 17.15   | X     |         |
| حزب العدالة والتنمية                 | 650                        | 16.87   | X     |         |
| حزب الاتحاد الاشتراكي للقوات الشعبية | 400                        | 10.38   | X     |         |
| التجمع الوطني للأحرار                | 347                        | 9.01    | X     |         |
| الاتحاد الدستوري                     | 263                        | 6.82    | X     |         |
| الحركة الشعبية                       | 222                        | 5.76    | X     |         |
| حزب التقدم والاشتراكية               | 203                        | 5.26    | X     |         |
| حزب الحركة الديمقراطية الاجتماعية    | 78                         | 2.02    | X     |         |
| تحالف فدرالية اليسار الديمقراطي      | 44                         | 1.14    | X     |         |
| النهضة والفضيلة                      | 17                         | 0.44    | X     |         |
| حزب البيئة والتنمية المستدامة        | 17                         | 0.44    | X     |         |
| باقي الاحزاب                         | 34                         | 0.94    | X     |         |
| المجموع                              | 3852                       | 100.00  | X     |         |

اما في شأن تصدر والفوز بالجماعات على صعيد الجهة، فكانت النتائج على النحو التالي
| الحزب/عدد الجماعات الفائز بها        | عمالة الدار البيضاء | عمالة المحمدية | إقليم الجديدة | إقليم النواصر | إقليم مديونة | إقليم بن سليمان | إقليم برشيد | إقليم سطات | إقليم سيدي بنور | مجموع لكل حزب |
| حزب الأصالة والمعاصرة                | 0                   | 2              | 7             | 2             | 3            | 1               | 2           | 9          | 14              | 40            |
| حزب الاستقلال                        | 0                   | 0              | 7             | 1             | 2            | 2               | 7           | 8          | 1               | 28            |
| حزب العدالة والتنمية                 | 1 +(15)             | 1              | 2             | 0             | 0            | 1               | 2           | 6          | 1               | 14+(15)       |
| حزب الاتحاد الاشتراكي للقوات الشعبية | 0                   | 2              | 3             | 0             | 0            | 1               | 2           | 4          | 1               | 13            |
| التجمع الوطني للأحرار                | 1                   | 0              | 0             | 0             | 0            | 2               | 5           | 1          | 4               | 13            |
| الحركة الشعبية                       | 0                   | 1              | 4             | 0             | 0            | 3               | 1           | 1          | 0               | 10            |
| حزب التقدم والاشتراكية               | 0                   | 0              | 0             | 0             | 0            | 2               | 0           | 3          | 4               | 9             |
| الاتحاد الدستوري                     | 0+(1)               | 0              | 1             | 1             | 0            | 0               | 0           | 5          | 0               | 7+(1)         |
| حزب الحركة الديمقراطية الاجتماعية    | 0                   | 0              | 0             | 0             | 0            | 0               | 0           | 4          | 0               | 4             |
| جبهة القوى الديمقراطية               | 0                   | 0              | 0             | 0             | 0            | 1               | 0           | 0          | 0               | 1             |
| حزب البيئة والتنمية                  | 0                   | 0              | 0             | 0             | 0            | 1               | 0           | 0          | 0               | 1             |
| الوطني الديمقراطي                    | 0                   | 0              | 0             | 0             | 0            | 0               | 0           | 1          | 0               | 1             |
| التعادل في المقاعد                   | 0                   | 0              | 3             | 1             | 0            | 1               | 3           | 4          | 0               | 12            |
| عدد الجماعات/العدد الكلي             | 2+(16)              | 6              | 27            | 5             | 5            | 15              | 22          | 46         | 25              | 169           |

#### وحدة المدينة جماعة الدار البيضاء

انفو جرافيك يوضح النتائج المحصل عليها على صعيد مدينة الدار البيضاء

تعد مدينة الدار البيضاء من بين المدن التي تتمتع ببرنامج ترابي مختلف عن باقي المناطق وأكثرها بينهم في التفرع والتعقد، فنظام ما يسمى بوحدة المدينة وتقسيمها إلى مقاطعات إدارية وانتخابية يشمل عمالات داخل المدينة ومقاطعات داخل المقاطعات، وهذا التقسيم مردّه إلى كثرة السكان، لــ مدينة الدار البيضاء ثمان عمالات مقاطعات وتتفرع منها 16 مقاطعة تشكل المجلس الجماعي للمدينة وهي مقاطعة أنفا، مقاطعة المعاريف، مقاطعة سيدي بليوط ومقاطعة ابن مسيك، مقاطعة سباتة ومقاطعة سيدي البرنوصي، مقاطعة سيدي مؤمن ومرس السلطان، مقاطعة الفداء و مقاطعة الصخور السوداء، مقاطعة عين السبع، مقاطعة الحي المحمدي و مقاطعة سيدي عثمان، مقاطعة مولاي رشيد بالإضافة إلى مقاطعة الحي الحسني و مقاطعة عين الشق، جاء اقراع 4 من سبتمبر 2015 ليكتسح حزب العدالة والتنمية مقاعد المقاطعات والمجلس الجماعي مدينة الدار البيضاء بالأغلبية المطلقة من الأصوات. وسجلت نسبة المشاركة معدل 30.02% وهو الأضعف.
| نتائج المقاطعات المشكلة للدار البيضاء 4 سبتمبر 2015 | نتائج المقاطعات المشكلة للدار البيضاء 4 سبتمبر 2015 | نتائج المقاطعات المشكلة للدار البيضاء 4 سبتمبر 2015 | نتائج المقاطعات المشكلة للدار البيضاء 4 سبتمبر 2015 | نتائج المقاطعات المشكلة للدار البيضاء 4 سبتمبر 2015 | نتائج المقاطعات المشكلة للدار البيضاء 4 سبتمبر 2015 | نتائج المقاطعات المشكلة للدار البيضاء 4 سبتمبر 2015 | نتائج المقاطعات المشكلة للدار البيضاء 4 سبتمبر 2015 | نتائج المقاطعات المشكلة للدار البيضاء 4 سبتمبر 2015 | نتائج المقاطعات المشكلة للدار البيضاء 4 سبتمبر 2015 | نتائج المقاطعات المشكلة للدار البيضاء 4 سبتمبر 2015 | نتائج المقاطعات المشكلة للدار البيضاء 4 سبتمبر 2015 | نتائج المقاطعات المشكلة للدار البيضاء 4 سبتمبر 2015 | نتائج المقاطعات المشكلة للدار البيضاء 4 سبتمبر 2015 | نتائج المقاطعات المشكلة للدار البيضاء 4 سبتمبر 2015 | نتائج المقاطعات المشكلة للدار البيضاء 4 سبتمبر 2015 | نتائج المقاطعات المشكلة للدار البيضاء 4 سبتمبر 2015 |
| العمالات                                            | عمالة مقاطعة الدار البيضاء أنفا                     | عمالة مقاطعة الدار البيضاء أنفا                     | عمالة مقاطعة الدار البيضاء أنفا                     | عمالة مقاطعات ابن مسيك                              | عمالة مقاطعات ابن مسيك                              | عمالة مقاطعات سيدي البرنوصي                         | عمالة مقاطعات سيدي البرنوصي                         | عمالة مقاطعات الفداء مرس السلطان                    | عمالة مقاطعات الفداء مرس السلطان                    | عمالة مقاطعات عين السبع الحي المحمدي                | عمالة مقاطعات عين السبع الحي المحمدي                | عمالة مقاطعات عين السبع الحي المحمدي                | عمالة مقاطعات مولاي رشيد                            | عمالة مقاطعات مولاي رشيد                            | عمالة مقاطعة الحي الحسني                            | عمالة مقاطعة عين الشق                               |
| الاحزاب/المقاعد                                     | مقاطعة أنفا                                         | مقاطعة المعاريف                                     | مقاطعة سيدي بليوط                                   | مقاطعة ابن امسيك                                    | مقاطعة سباتة                                        | مقاطعة سيدي مومن                                    | مقاطعة سيدي البرنوصي                                | مقاطعة مرس السلطان                                  | مقاطعة الفداء                                       | مقاطعة عين السبع                                    | مقاطعة الصخور السوداء                               | مقاطعة الحي المحمدي                                 | مقاطعة سيدي عثمان                                   | مقاطعة مولاي رشيد                                   | مقاطعة الحي الحسني                                  | مقاطعة عين الشق                                     |
| توزيع المقاعد                                       | توزيع المقاعد                                       | توزيع المقاعد                                       | توزيع المقاعد                                       | توزيع المقاعد                                       | توزيع المقاعد                                       | توزيع المقاعد                                       | توزيع المقاعد                                       | توزيع المقاعد                                       | توزيع المقاعد                                       | توزيع المقاعد                                       | توزيع المقاعد                                       | توزيع المقاعد                                       | توزيع المقاعد                                       | توزيع المقاعد                                       | توزيع المقاعد                                       | توزيع المقاعد                                       |
| --------------------------------------------------- | --------------------------------------------------- | --------------------------------------------------- | --------------------------------------------------- | --------------------------------------------------- | --------------------------------------------------- | --------------------------------------------------- | --------------------------------------------------- | --------------------------------------------------- | --------------------------------------------------- | --------------------------------------------------- | --------------------------------------------------- | --------------------------------------------------- | --------------------------------------------------- | --------------------------------------------------- | --------------------------------------------------- | --------------------------------------------------- |
| العدالة والتنمية                                    | 6                                                   | 18                                                  | 17                                                  | 9                                                   | 9                                                   | 20                                                  | 16                                                  | 10                                                  | 16                                                  | 10                                                  | 12                                                  | 10                                                  | 17                                                  | 18                                                  | 20                                                  | 18                                                  |
| التجمع الوطني                                       | 5                                                   | 5                                                   | 3                                                   | 3                                                   | 5                                                   | 3                                                   | 3                                                   | 6                                                   | 2                                                   | 6                                                   | 2                                                   | 0                                                   | 11                                                  | 6                                                   | 0                                                   | 4                                                   |
| الدستوري                                            | 1                                                   | 0                                                   | 3                                                   | 13                                                  | 5                                                   | 0                                                   | 5                                                   | 2                                                   | 3                                                   | 0                                                   | 6                                                   | 5                                                   | 1                                                   | 3                                                   | 0                                                   | 8                                                   |
| الأصالة والمعاصرة                                   | 1                                                   | 3                                                   | 3                                                   | 0                                                   | 0                                                   | 9                                                   | 3                                                   | 6                                                   | 0                                                   | 8                                                   | 1                                                   | 1                                                   | 3                                                   | 2                                                   | 7                                                   | 0                                                   |
| الاستقلال                                           | 5                                                   | 2                                                   | 1                                                   | 0                                                   | 1                                                   | 0                                                   | 1                                                   | 0                                                   | 5                                                   | 3                                                   | 0                                                   | 0                                                   | 0                                                   | 0                                                   | 3                                                   | 2                                                   |
| التقدم والاشتراكية                                  | 1                                                   | 0                                                   | 0                                                   | 0                                                   | 1                                                   | 0                                                   | 0                                                   | 0                                                   | 0                                                   | 0                                                   | 0                                                   | 3                                                   | 0                                                   | 3                                                   | 3                                                   | 0                                                   |
| الاتحاد الاشتراكي                                   | 0                                                   | 0                                                   | 5                                                   | 0                                                   | 0                                                   | 0                                                   | 0                                                   | 0                                                   | 1                                                   | 1                                                   | 1                                                   | 1                                                   | 0                                                   | 0                                                   | 0                                                   | 0                                                   |
| الحركة الشعبية                                      | 0                                                   | 0                                                   | 0                                                   | 0                                                   | 1                                                   | 0                                                   | 0                                                   | 1                                                   | 1                                                   | 0                                                   | 0                                                   | 5                                                   | 0                                                   | 0                                                   | 0                                                   | 0                                                   |
| المجموع                                             | 19                                                  | 28                                                  | 32                                                  | 25                                                  | 22                                                  | 32                                                  | 28                                                  | 25                                                  | 28                                                  | 28                                                  | 22                                                  | 25                                                  | 32                                                  | 32                                                  | 33                                                  | 32                                                  |

### جهة مراكش أسفي

انفو جرافيك يوضح النتائج المحصل عليها على صعيد جهة مراكش اسفي

حل حزب الأصالة والمعاصرة في المرتبة الأولى في انتخابات مجالس الجماعات الترابية لجهة مراكش أسفي متبوعا بحزب العدالة والتنمية ثم تلاه حزب الاستقلال. وتضم الجهة عمالة و7 أقاليم. نسبة المشاركة في الجهة فاقت 58.23%. النتائج على النحو التالي:
| الحزب                                | عدد المقاعد المحققة بالجهة | مقاعد % | أصوات | أصوات % |
| حزب الأصالة والمعاصرة                | 1629                       | 32.30   | X     |         |
| حزب العدالة والتنمية                 | 749                        | 14.86   | X     |         |
| حزب الاستقلال                        | 652                        | 12.93   | X     |         |
| التجمع الوطني للأحرار                | 627                        | 12.43   | X     |         |
| الحركة الشعبية                       | 387                        | 7.67    | X     |         |
| حزب الاتحاد الاشتراكي للقوات الشعبية | 347                        | 6.89    | X     |         |
| الاتحاد الدستوري                     | 277                        | 5.50    | X     |         |
| حزب التقدم والاشتراكية               | 260                        | 5.15    | X     |         |
| جبهة القوى الديمقراطية               | 46                         | 0.92    | X     |         |
| تحالف فدرالية اليسار الديمقراطي      | 29                         | 0.57    | X     |         |
| باقي الأحزاب                         | 35                         | 0.78    | X     |         |
| المجموع                              | 5043                       | 100.00  | X     |         |

### جهة درعة تافيلالت

انفو جرافيك يوضح النتائج المحصل عليها على صعيد جهة درعة تافيلالت

حل التجمع الوطني للأحرار في المرتبة الأولى في انتخابات مجالس الجماعات الترابية لجهة درعة تافيلالت متبوعا بحزب العدالة والتنمية ثم تلاه حزب الاستقلال. وتضم الجهة 5 أقاليم. نسبة المشاركة في الجهة فاقت 61.91%. النتائج على النحو التالي:
| الحزب                                | عدد المقاعد المحققة بالجهة | مقاعد % | أصوات | أصوات % |
| التجمع الوطني للأحرار                | 605                        | 25.09   | X     |         |
| حزب العدالة والتنمية                 | 459                        | 19.02   | X     |         |
| حزب الاستقلال                        | 331                        | 13.72   | X     |         |
| الحركة الشعبية                       | 314                        | 13.02   | X     |         |
| حزب الأصالة والمعاصرة                | 270                        | 11.20   | X     |         |
| حزب التقدم والاشتراكية               | 250                        | 10.37   | X     |         |
| حزب الاتحاد الاشتراكي للقوات الشعبية | 91                         | 3.77    | X     |         |
| الاتحاد الدستوري                     | 46                         | 1.91    | X     |         |
| تحالف فدرالية اليسار الديمقراطي      | 12                         | 0.49    | X     |         |
| جبهة القوى الديمقراطية               | 9                          | 0.37    | X     |         |
| باقي الأحزاب                         | 21                         | 0.87    | X     |         |
| المجموع                              | 2412                       | 100.00  | X     |         |

أما في شأن تصدّر والفوز بالجماعات على صعيد الجهة، فكانت النتائج على النحو التالي
| الحزب/عدد الجماعات الفائز بها        | إقليم الرشيدية | إقليم ورزازات | إقليم ميدلت | إقليم تنغير | إقليم زاكورة | مجموع لكل حزب |
| التجمع الوطني للأحرار                | 3              | 2             | 18          | 9           | 5            | 37            |
| حزب العدالة والتنمية                 | 10             | 1             | 2           | 3           | 3            | 19            |
| حزب الأصالة والمعاصرة                | 4              | 0             | 6           | 6           | 0            | 16            |
| الحركة الشعبية                       | 0              | 10            | 1           | 2           | 2            | 15            |
| حزب الاستقلال                        | 7              | 0             | 2           | 1           | 5            | 15            |
| حزب التقدم والاشتراكية               | 1              | 2             | 0           | 3           | 3            | 9             |
| حزب الاتحاد الاشتراكي للقوات الشعبية | 2              | 0             | 0           | 0           | 2            | 4             |
| الاتحاد الدستوري                     | 0              | 0             | 0           | 0           | 2            | 2             |
| التعادل في المقاعد                   | 2              | 2             | 0           | 1           | 3            | 8             |
| عدد الجماعات/العدد الكلي             | 29             | 17            | 29          | 25          | 25           | 125           |

### جهة سوس ماسة
حل التجمع الوطني للأحرار في المرتبة الأولى في انتخابات مجالس الجماعات الترابية ل جهة سوس ماسة متبوعا بحزب الاستقلال ثم تلاه حزب العدالة والتنمية. وتضم الجهة عمالتين و4 أقاليم. نسبة المشاركة في الجهة في حدود 56.62%. النتائج على النحو التالي:
| الحزب                                | عدد المقاعد المحققة بالجهة | مقاعد % | أصوات | أصوات % |
| التجمع الوطني للأحرار                | 801                        | 25.02   | X     |         |
| حزب الاستقلال                        | 754                        | 23.56   | X     |         |
| حزب العدالة والتنمية                 | 722                        | 23.56   | X     |         |
| حزب الأصالة والمعاصرة                | 529                        | 16.52   | X     |         |
| حزب الاتحاد الاشتراكي للقوات الشعبية | 142                        | 4.43    | X     |         |
| حزب التقدم والاشتراكية               | 102                        | 3.18    | X     |         |
| الاتحاد الدستوري                     | 87                         | 2.72    | X     |         |
| تحالف فدرالية اليسار الديمقراطي      | 39                         | 1.21    | X     |         |
| باقي الأحزاب                         | 25                         | 0.8     | X     |         |
| المجموع                              | 3201                       | 100.00  | X     |         |

### جهة كلميم واد نون

انفو جرافيك يوضح النتائج المحصل عليها على صعيد جهة كلميم واد نون

حل حزب الاتحاد الاشتراكي للقوات الشعبية في المرتبة الأولى على صعيد الجهة في انتخابات مجالس الجماعات الترابية بــ 306 مستشارا من أصل 873. متبوعا بحزب الأصالة والمعاصرة ثم التجمع الوطني للأحرار. وتضم الجهة 4 أقاليم و 53 جماعة. وشكلت نسبة المشاركة زهاء 64.18% على صعيد الجهة. النتائج على النحو التالي:
| الحزب                                | عدد المقاعد المحققة بالجهة | مقاعد % | أصوات | أصوات % |
| حزب الاتحاد الاشتراكي للقوات الشعبية | 306                        | 35.05   | X     |         |
| حزب الأصالة والمعاصرة                | 125                        | 14.32   | X     |         |
| التجمع الوطني للأحرار                | 121                        | 13.86   | X     |         |
| حزب الاستقلال                        | 109                        | 12.48   | X     |         |
| الحركة الشعبية                       | 65                         | 7.45    | X     |         |
| حزب العدالة والتنمية                 | 58                         | 6.64    | X     |         |
| حزب التقدم والاشتراكية               | 44                         | 5.04    | X     |         |
| حزب الإصلاح والتنمية                 | 18                         | 2.06    | X     |         |
| باقي الأحزاب                         | 64                         | 3.1     | X     |         |
| المجموع                              | 873                        | 100.00  | X     |         |

أما في شأن تصدر والفوز بالجماعات على صعيد الجهة، فكانت النتائج على النحو التالي
| الحزب/عدد الجماعات الفائز بها        | إقليم كلميم | إقليم اسا الزاك | إقليم طانطان | إقليم سيدي إفني | مجموع لكل حزب |
| حزب الاتحاد الاشتراكي للقوات الشعبية | 12          | 2               | 0            | 10              | 24            |
| التجمع الوطني للأحرار                | 3           | 1               | 2            | 2               | 8             |
| حزب الأصالة والمعاصرة                | 1           | 3               | 0            | 3               | 7             |
| حزب الاستقلال                        | 2           | 0               | 2            | 0               | 4             |
| الحركة الشعبية                       | 0           | 0               | 1            | 1               | 2             |
| حزب العدالة والتنمية                 | 1           | 0               | 1            | 0               | 2             |
| حزب التقدم والاشتراكية               | 0           | 0               | 0            | 1               | 1             |
| حزب الإصلاح والتنمية                 | 0           | 0               | 1            | 0               | 1             |
| التعادل                              | 1           | 1               | 0            | 2               | 4             |
| عدد الجماعات/العدد الكلي             | 20          | 7               | 7            | 19              | 53            |

### جهة العيون الساقية الحمراء

انفو جرافيك يوضح النتائج المحصل عليها على صعيد جهة العيون الساقية الحمراء

حل حزب الاستقلال في المرتبة الأولى على صعيد الجهة في انتخابات مجالس الجماعات الترابية بــ 190 مستشارا من أصل 380. متبوعا بالتجمع الوطني للأحرار ثم حزب الأصالة والمعاصرة. وتضم الجهة 4 أقاليم و 20 جماعة. وشكلت نسبة المشاركة زهاء 57.66% على صعيد الجهة. النتائج على النحو التالي:
| الحزب                 | عدد المقاعد المحققة بالجهة | مقاعد % | أصوات | أصوات % |
| حزب الاستقلال         | 190                        | 50.00   | X     |         |
| التجمع الوطني للأحرار | 85                         | 22.36   | X     |         |
| حزب الأصالة والمعاصرة | 49                         | 12.89   | X     |         |
| حزب العمل             | 15                         | 3.95    | X     |         |
| حزب العدالة والتنمية  | 12                         | 3.15    | X     |         |
| باقي الأحزاب          | 29                         | 7.65    | X     |         |
| المجموع               | 380                        | 100.00  | X     |         |

اما في شأن تصدر والفوز بالجماعات على صعيد الجهة، فكانت النتائج على النحو التالي
| الحزب/عدد الجماعات الفائز بها | إقليم العيون | إقليم بوجدور | إقليم طرفاية | إقليم السمارة | مجموع لكل حزب |
| حزب الاستقلال                 | 4            | 1            | 2            | 4             | 11            |
| التجمع الوطني للأحرار         | 1            | 1            | 3            | 1             | 6             |
| حزب الأصالة والمعاصرة         | 0            | 1            | 0            | 1             | 2             |
| حزب العمل                     | 0            | 1            | 0            | 0             | 1             |
| عدد الجماعات/العدد الكلي      | 5            | 4            | 5            | 6             | 20            |

### جهة الداخلة وادي الذهب

انفو جرافيك يوضح النتائج المحصل عليها على صعيد جهة الداخلة وادي الذهب

حل حزب الاستقلال في المرتبة الأولى على صعيد الجهة في انتخابات مجالس الجماعات الترابية، ثم تلاه الحركة الشعبية في باقي المناطق، وتضم الجهة إقليمين يتفرع منها 13 جماعة قروية وحضرية، وحققت نسبة المشاركة 52.14% على صعيد الجهة.
النتائج على النحو التالي:
| الحزب                                | عدد المقاعد المحققة بالجهة | مقاعد % | أصوات | أصوات % |
| حزب الاستقلال                        | 118                        | 53.88   | X     |         |
| الحركة الشعبية                       | 56                         | 25.57   | X     |         |
| حزب الاتحاد الاشتراكي للقوات الشعبية | 12                         | 5.48    | X     |         |
| حزب الأصالة والمعاصرة                | 12                         | 5.47    | X     |         |
| حزب العدالة والتنمية                 | 10                         | 4.58    | X     |         |
| التجمع الوطني للأحرار                | 8                          | 3.65    | X     |         |
| باقي الأحزاب                         | 3                          | 1.36    | X     |         |
| المجموع                              | 219                        | 100.00  | X     |         |

أما في شأن تصدر والفوز بالجماعات على صعيد الأقاليم المكونة للجهة، فكانت النتائج على النحو التالي
| الحزب/عدد الجماعات الفائز بها | إقليم وادي الذهب | إقليم أوسرد | مجموع لكل حزب |
| حزب الاستقلال                 | 3                | 6           | 9             |
| الحركة الشعبية                | 4                | 0           | 4             |
| عدد الجماعات/العدد الكلي      | 7                | 6           | 13            |

## نتائج الانتخابات الجهوية

انفو جرافيك يوضح اطلس توزيع الأحزاب المتصدرة على مستوى جهات المغرب

وجائت نتائج الانتخابات الجهوية التي جرت بالاقتراع العام المباشر لأول مرة في التاريخ الانتخابات، والتي أصبحت للجهة (الولاية أو المحافظة) صلاحيات كبيرة قريبة من الحكم الذاتي، بصلاحيات ذاتية (حصرا) وصلاحيات منقولة (تنقلها الدولة للجهة خصوصا الجهات الغنية) وصلاحيات مشتركة (بين الدولة والجهة بالتساوي)، حيث تصدر حزب العدالة و التنمية النتائج، تبعه حزب الأصالة والمعاصرة ثانيا وحزب الاستقلال ثالثا.
علما ان النتائج لا تعبر عن الرئيس القادم للجهة ان لم يحصل على الاغلبية المطلقة من المقاعد أو عبر التحالف.
| الحزب                                 | مجموع المقاعد | مقاعد % | أصوات | أصوات % |
| حزب العدالة والتنمية                  | 174           | 25.67   | -     |         |
| حزب الأصالة والمعاصرة                 | 132           | 19.47   | -     |         |
| حزب الاستقلال                         | 119           | 17.55   | -     |         |
| التجمع الوطني للأحرار                 | 90            | 13.28   | -     |         |
| الحركة الشعبية                        | 58            | 8.55    | -     |         |
| حزب الاتحاد الاشتراكي للقوات الشعبية  | 48            | 7.08    | -     |         |
| الاتحاد الدستوري                      | 27            | 3.98    | -     |         |
| حزب التقدم والاشتراكية                | 23            | 3.39    | -     |         |
| حزب العهد الديمقراطي                  | 2             | 0.29    | -     |         |
| حزب الحركة الديمقراطية الاجتماعية     | 2             | 0.28    | -     |         |
| حزب الإصلاح والتنمية                  | 2             | 0.27    | -     |         |
| تحالف أحزاب فدرالية اليسار الديمقراطي | 1             | 0.15    | -     |         |

### جهة طنجة تطوان الحسيمة
حل حزب الأصالة والمعاصرة في المرتبة الأولى، متبوعا بحزب العدالة والتنمية ثم تلاه حزب الاستقلال والتجمع الوطني للأحرار، وتوزعت بقية المقاعد على أحزاب المعارضة وتحالف الأغلبية الحكومية.
وينص القانون على انتخاب رئيس الجهة بعد 15 يوم من تاريخ اعلان النتائج.
| الحزب                                | عدد المقاعد المحققه بالجهة | مقاعد % | أصوات | أصوات % |
| حزب الأصالة والمعاصرة                | 18                         | 28.57   | X     |         |
| حزب العدالة والتنمية                 | 16                         | 25.39   | X     |         |
| حزب الاستقلال                        | 7                          | 11.11   | X     |         |
| التجمع الوطني للأحرار                | 7                          | 11.11   | X     |         |
| حزب الاتحاد الاشتراكي للقوات الشعبية | 5                          | 7.93    | X     |         |
| الحركة الشعبية                       | 4                          | 6.34    | X     |         |
| حزب التقدم والاشتراكية               | 4                          | 6.34    | X     |         |
| الاتحاد الدستوري                     | 2                          | 3.17    | X     |         |
| المجموع                              | 63                         | 100.00  | X     |         |

#### نتائج رئاسة الجهة
عقد مجلس جهة طنجة تطوان الحسيمة يوم 15 سبتمبر 2015، جلسته الأولى بعد اقتراع 4 سبتمبر 2015 لانتخاب رئيس ونواب الرئيس، بمقر الجهة بمدينة طنجة، وافرز الاقتراع عن انتخاب نائب الأمين العام لحزب الأصالة والمعاصرة السيد إلياس العماري رئيسا للجهة لمدة 6 سنوات.
| انتخاب رئيس جهة طنجة تطوان الحسيمة 14 سبتمبر 2015 (توزيع أصوات الأحزاب) | انتخاب رئيس جهة طنجة تطوان الحسيمة 14 سبتمبر 2015 (توزيع أصوات الأحزاب) | انتخاب رئيس جهة طنجة تطوان الحسيمة 14 سبتمبر 2015 (توزيع أصوات الأحزاب) | انتخاب رئيس جهة طنجة تطوان الحسيمة 14 سبتمبر 2015 (توزيع أصوات الأحزاب) | انتخاب رئيس جهة طنجة تطوان الحسيمة 14 سبتمبر 2015 (توزيع أصوات الأحزاب) | انتخاب رئيس جهة طنجة تطوان الحسيمة 14 سبتمبر 2015 (توزيع أصوات الأحزاب) | انتخاب رئيس جهة طنجة تطوان الحسيمة 14 سبتمبر 2015 (توزيع أصوات الأحزاب) | انتخاب رئيس جهة طنجة تطوان الحسيمة 14 سبتمبر 2015 (توزيع أصوات الأحزاب) | انتخاب رئيس جهة طنجة تطوان الحسيمة 14 سبتمبر 2015 (توزيع أصوات الأحزاب) | انتخاب رئيس جهة طنجة تطوان الحسيمة 14 سبتمبر 2015 (توزيع أصوات الأحزاب) | انتخاب رئيس جهة طنجة تطوان الحسيمة 14 سبتمبر 2015 (توزيع أصوات الأحزاب) |
| ----------------------------------------------------------------------- | ----------------------------------------------------------------------- | ----------------------------------------------------------------------- | ----------------------------------------------------------------------- | ----------------------------------------------------------------------- | ----------------------------------------------------------------------- | ----------------------------------------------------------------------- | ----------------------------------------------------------------------- | ----------------------------------------------------------------------- | ----------------------------------------------------------------------- | ----------------------------------------------------------------------- |
| الحاضرون                                                                | الحاضرون                                                                | الحاضرون                                                                | الحاضرون                                                                | الحاضرون                                                                | الحاضرون                                                                | الحاضرون                                                                | الحاضرون                                                                | الحاضرون                                                                | الحاضرون                                                                | 63                                                                      |
| المصوتين                                                                | المصوتين                                                                | المصوتين                                                                | المصوتين                                                                | المصوتين                                                                | المصوتين                                                                | المصوتين                                                                | المصوتين                                                                | المصوتين                                                                | المصوتين                                                                | 62                                                                      |
| الممتنعون                                                               | الممتنعون                                                               | الممتنعون                                                               | الممتنعون                                                               | الممتنعون                                                               | الممتنعون                                                               | الممتنعون                                                               | الممتنعون                                                               | الممتنعون                                                               | الممتنعون                                                               | 1                                                                       |
| المترشح                                                                 | الإنتماء الحزبي                                                         | النتيجة                                                                 | الأصالة والمعاصرة                                                       | حزب الاستقلال                                                           | العدالة والتنمية                                                        | الحركة الشعبية                                                          | التقدم والاشتراكية                                                      | حزب الاتحاد الدستوري                                                    | الاتحاد الاشتراكي                                                       | التجمع الوطني للأحرار                                                   |
| إلياس العماري                                                           | الأصالة والمعاصرة                                                       | 42                                                                      | 18                                                                      | 7                                                                       | -                                                                       | 4                                                                       | -                                                                       | 2                                                                       | 3                                                                       | 8                                                                       |
| سعيد خيرون                                                              | العدالة والتنمية                                                        | 20                                                                      | -                                                                       | -                                                                       | 16                                                                      | -                                                                       | 4                                                                       | -                                                                       | -                                                                       | -                                                                       |

### جهة الشرق
حل حزب الأصالة والمعاصرة في المرتبة الأولى حيث ضفر بــ16 مقعد، متبوعا بحزبي الاستقلال والعدالة والتنمة بـ 9 مقاعد لكل منهما.
وينص القانون على انتخاب رئيس الجهة بعد 15 يوم من تاريخ اعلان النتائج.
| الحزب                                | عدد المقاعد المحققه بالجهة | مقاعد % | أصوات | أصوات % |
| حزب الأصالة والمعاصرة                | 16                         | 31.37   | X     |         |
| حزب الاستقلال                        | 9                          | 17.67   | X     |         |
| حزب العدالة والتنمية                 | 9                          | 17.67   | X     |         |
| الحركة الشعبية                       | 5                          | 9.80    | X     |         |
| التجمع الوطني للأحرار                | 4                          | 7.84    | X     |         |
| حزب الاتحاد الاشتراكي للقوات الشعبية | 4                          | 7.84    | X     |         |
| حزب العهد الديمقراطي                 | 2                          | 3.91    | X     |         |
| الاتحاد الدستوري                     | 2                          | 3.90    | X     |         |
| المجموع                              | 51                         | 100.00  | X     |         |

#### نتائج رئاسة الجهة
عقد مجلس جهة الشرق يوم 15 سبتمبر 2015، جلسته الأولى بعد اقتراع 4 سبتمبر 2015 لانتخاب رئيس ونواب الرئيس، بمقر الجهة بمدينة وجدة، وافرز الاقتراع عن انتخاب السيد عبد النبي بعيوي عن الأصالة والمعاصرة رئيسا للجهة لمدة 6 سنوات.
| انتخاب رئيس جهة الشرق 14 سبتمبر 2015 (توزيع أصوات الأحزاب) | انتخاب رئيس جهة الشرق 14 سبتمبر 2015 (توزيع أصوات الأحزاب) | انتخاب رئيس جهة الشرق 14 سبتمبر 2015 (توزيع أصوات الأحزاب) | انتخاب رئيس جهة الشرق 14 سبتمبر 2015 (توزيع أصوات الأحزاب) | انتخاب رئيس جهة الشرق 14 سبتمبر 2015 (توزيع أصوات الأحزاب) | انتخاب رئيس جهة الشرق 14 سبتمبر 2015 (توزيع أصوات الأحزاب) | انتخاب رئيس جهة الشرق 14 سبتمبر 2015 (توزيع أصوات الأحزاب) | انتخاب رئيس جهة الشرق 14 سبتمبر 2015 (توزيع أصوات الأحزاب) | انتخاب رئيس جهة الشرق 14 سبتمبر 2015 (توزيع أصوات الأحزاب) | انتخاب رئيس جهة الشرق 14 سبتمبر 2015 (توزيع أصوات الأحزاب) | انتخاب رئيس جهة الشرق 14 سبتمبر 2015 (توزيع أصوات الأحزاب) |
| ---------------------------------------------------------- | ---------------------------------------------------------- | ---------------------------------------------------------- | ---------------------------------------------------------- | ---------------------------------------------------------- | ---------------------------------------------------------- | ---------------------------------------------------------- | ---------------------------------------------------------- | ---------------------------------------------------------- | ---------------------------------------------------------- | ---------------------------------------------------------- |
| الحاضرون                                                   | الحاضرون                                                   | الحاضرون                                                   | الحاضرون                                                   | الحاضرون                                                   | الحاضرون                                                   | الحاضرون                                                   | الحاضرون                                                   | الحاضرون                                                   | الحاضرون                                                   | 51                                                         |
| المصوتين                                                   | المصوتين                                                   | المصوتين                                                   | المصوتين                                                   | المصوتين                                                   | المصوتين                                                   | المصوتين                                                   | المصوتين                                                   | المصوتين                                                   | المصوتين                                                   | 50                                                         |
| الممتنعون                                                  | الممتنعون                                                  | الممتنعون                                                  | الممتنعون                                                  | الممتنعون                                                  | الممتنعون                                                  | الممتنعون                                                  | الممتنعون                                                  | الممتنعون                                                  | الممتنعون                                                  | 1                                                          |
| المترشح                                                    | الإنتماء الحزبي                                            | النتيجة                                                    | الأصالة والمعاصرة                                          | حزب الاستقلال                                              | العدالة والتنمية                                           | الحركة الشعبية                                             | حزب العهد                                                  | الاتحاد الدستوري                                           | الاتحاد الاشتراكي                                          | التجمع الوطني للأحرار                                      |
| عبد النبي بعيوي                                            | الأصالة والمعاصرة                                          | 32                                                         | 16                                                         | 6                                                          | -                                                          | 2                                                          | 2                                                          | 2                                                          | 4                                                          | -                                                          |
| عبد القادر سلامة                                           | التجمع الوطني للأحرار                                      | 18                                                         | -                                                          | 3                                                          | 9                                                          | 2                                                          | -                                                          | -                                                          | -                                                          | 4                                                          |

### جهة فاس مكناس

انفو جرافيك يوضح النتائج المحصل عليها على صعيد جهة فاس مكناس

انفو جرافيك يوضح النتائج المحصل عليها على صعيد جهة الدار البيضاء سطات

تصدر حزب العدالة والتنمية مقاعد جهة فاس مكناس بــ 22 مقعد مثلما إكتسح المدينة ومقاطعاتها الست، وحل في الرتبة الثانية حزب الاستقلال تبعه في المرتبة الثالثة حزب الأصالة والمعاصرة، وتوزعت بقية المقاعد على أحزاب المعارضة وتحالف الأغلبية الحكومية.
وينص القانون على انتخاب رئيس الجهة بعد 15 يوم من تاريخ اعلان النتائج.
| الحزب                                | عدد المقاعد المحققه بالجهة | مقاعد % | أصوات | أصوات % |
| حزب العدالة والتنمية                 | 22                         | 31.88   | X     |         |
| حزب الاستقلال                        | 15                         | 21.73   | X     |         |
| حزب الأصالة والمعاصرة                | 9                          | 13.04   | X     |         |
| الحركة الشعبية                       | 9                          | 13.04   | X     |         |
| التجمع الوطني للأحرار                | 6                          | 8.69    | X     |         |
| حزب الاتحاد الاشتراكي للقوات الشعبية | 5                          | 7.24    | X     |         |
| الاتحاد الدستوري                     | 2                          | 2.89    | X     |         |
| حزب التقدم والاشتراكية               | 1                          | 1.49    | X     |         |
| المجموع                              | 69                         | 100.00  | X     |         |

#### نتائج رئاسة الجهة
عقد مجلس جهة فاس مكناس يوم 15 سبتمبر 2015، جلسته الأولى بعد اقتراع 4 سبتمبر 2015 لانتخاب رئيس ونواب الرئيس، بمقر الجهة بمدينة فاس، وافرز الاقتراع عن انتخاب الأمين العام لحزب الحركة الشعبية السيد امحند العنصر رئيسا للجهة لمدة 6 سنوات، بعد أن سحب السيد حميد شباط ترشيحه.
| انتخاب رئيس جهة فاس مكناس 14 سبتمبر 2015 (توزيع أصوات الأحزاب) | انتخاب رئيس جهة فاس مكناس 14 سبتمبر 2015 (توزيع أصوات الأحزاب) | انتخاب رئيس جهة فاس مكناس 14 سبتمبر 2015 (توزيع أصوات الأحزاب) | انتخاب رئيس جهة فاس مكناس 14 سبتمبر 2015 (توزيع أصوات الأحزاب) | انتخاب رئيس جهة فاس مكناس 14 سبتمبر 2015 (توزيع أصوات الأحزاب) | انتخاب رئيس جهة فاس مكناس 14 سبتمبر 2015 (توزيع أصوات الأحزاب) | انتخاب رئيس جهة فاس مكناس 14 سبتمبر 2015 (توزيع أصوات الأحزاب) | انتخاب رئيس جهة فاس مكناس 14 سبتمبر 2015 (توزيع أصوات الأحزاب) |
| -------------------------------------------------------------- | -------------------------------------------------------------- | -------------------------------------------------------------- | -------------------------------------------------------------- | -------------------------------------------------------------- | -------------------------------------------------------------- | -------------------------------------------------------------- | -------------------------------------------------------------- |
| الحاضرون                                                       | الحاضرون                                                       | الحاضرون                                                       | الحاضرون                                                       | الحاضرون                                                       | الحاضرون                                                       | الحاضرون                                                       | 52                                                             |
| الغائبون                                                       | الغائبون                                                       | الغائبون                                                       | الغائبون                                                       | الغائبون                                                       | الغائبون                                                       | الغائبون                                                       | 17                                                             |
| المصوتين                                                       | المصوتين                                                       | المصوتين                                                       | المصوتين                                                       | المصوتين                                                       | المصوتين                                                       | المصوتين                                                       | 43                                                             |
| الممتنعون                                                      | الممتنعون                                                      | الممتنعون                                                      | الممتنعون                                                      | الممتنعون                                                      | الممتنعون                                                      | الممتنعون                                                      | 9                                                              |
| المترشح                                                        | الإنتماء الحزبي                                                | النتيجة                                                        | العدالة والتنمية                                               | الحركة الشعبية                                                 | التقدم والاشتراكية                                             | الاتحاد الاشتراكي                                              | التجمع الوطني للأحرار                                          |
| امحند العنصر                                                   | الحركة الشعبية                                                 | 42                                                             | 22                                                             | 9                                                              | 1                                                              | 5                                                              | 6                                                              |

### جهة الرباط سلا القنيطرة

انفو جرافيك يوضح النتائج المحصل عليها على صعيد جهة الرباط سلا القنيطرة

وفي جهة العاصمة الجدبدة حصل حزب العدالة والتنمية على المركز الأول بــــ 26 مقعدا، متبوعا بحزب الأصالة والمعاصرة 13 مقعد والتجمع الوطني للأحرار والاتحاد الدستوري اللذين حصلا على تسعة مقاعد لكل منهما. وحصل حزب التقدم والاشتراكية على ستة مقاعد فيما حصل حزب الاستقلال والحركة الشعبية على التوالي على خمسة وأربعة مقاعد.
وفي المركز الأخير حل كل من الحركة الديمقراطية الاجتماعية بمقعدين وحزب الاتحاد الاشتراكي للقوات الشعبية بمقعد واحد. أما أحزاب العهد الديمقراطي والإصلاح والتنمية وتحالف أحزاب فدرالية اليسار الديمقراطي فلم تحصل على أي مقعد رغم مشاركتهم بلوائح جهوية.
| الحزب                                | عدد المقاعد المحققه بالجهة | مقاعد % | أصوات | أصوات % |
| حزب العدالة والتنمية                 | 26                         | 36.66   | X     |         |
| حزب الأصالة والمعاصرة                | 13                         | 17.33   | X     |         |
| التجمع الوطني للأحرار                | 9                          | 12.00   | X     |         |
| الاتحاد الدستوري                     | 9                          | 12.00   | X     |         |
| حزب التقدم والاشتراكية               | 6                          | 8.00    | X     |         |
| حزب الاستقلال                        | 5                          | 6.66    | X     |         |
| الحركة الشعبية                       | 4                          | 5.33    | X     |         |
| الحركة الديمقراطية الاجتماعية        | 2                          | 2.66    | X     |         |
| حزب الاتحاد الاشتراكي للقوات الشعبية | 1                          | 1.33    | X     |         |
| المجموع                              | 75                         | 100.00  | X     |         |

#### نتائج رئاسة الجهة
عقد مجلس جهة الرباط سلا القنيطرة يوم 15 سبتمبر 2015، جلسته الأولى بعد اقتراع 4 سبتمبر 2015 لانتخاب رئيس ونواب الرئيس، بمقر الجهة بمدينة الرباط، وافرز الاقتراع عن انتخاب السيد عبد الصمد سكال عن حزب العدالة والتنمية رئيسا للجهة لمدة 6 سنوات.
| انتخاب رئيس جهة الرباط سلا القنيطرة 14 سبتمبر 2015 (توزيع أصوات الأحزاب) | انتخاب رئيس جهة الرباط سلا القنيطرة 14 سبتمبر 2015 (توزيع أصوات الأحزاب) | انتخاب رئيس جهة الرباط سلا القنيطرة 14 سبتمبر 2015 (توزيع أصوات الأحزاب) | انتخاب رئيس جهة الرباط سلا القنيطرة 14 سبتمبر 2015 (توزيع أصوات الأحزاب) | انتخاب رئيس جهة الرباط سلا القنيطرة 14 سبتمبر 2015 (توزيع أصوات الأحزاب) | انتخاب رئيس جهة الرباط سلا القنيطرة 14 سبتمبر 2015 (توزيع أصوات الأحزاب) | انتخاب رئيس جهة الرباط سلا القنيطرة 14 سبتمبر 2015 (توزيع أصوات الأحزاب) | انتخاب رئيس جهة الرباط سلا القنيطرة 14 سبتمبر 2015 (توزيع أصوات الأحزاب) | انتخاب رئيس جهة الرباط سلا القنيطرة 14 سبتمبر 2015 (توزيع أصوات الأحزاب) | انتخاب رئيس جهة الرباط سلا القنيطرة 14 سبتمبر 2015 (توزيع أصوات الأحزاب) | انتخاب رئيس جهة الرباط سلا القنيطرة 14 سبتمبر 2015 (توزيع أصوات الأحزاب) | انتخاب رئيس جهة الرباط سلا القنيطرة 14 سبتمبر 2015 (توزيع أصوات الأحزاب) |
| ------------------------------------------------------------------------ | ------------------------------------------------------------------------ | ------------------------------------------------------------------------ | ------------------------------------------------------------------------ | ------------------------------------------------------------------------ | ------------------------------------------------------------------------ | ------------------------------------------------------------------------ | ------------------------------------------------------------------------ | ------------------------------------------------------------------------ | ------------------------------------------------------------------------ | ------------------------------------------------------------------------ | ------------------------------------------------------------------------ |
| الحاضرون                                                                 | الحاضرون                                                                 | الحاضرون                                                                 | الحاضرون                                                                 | الحاضرون                                                                 | الحاضرون                                                                 | الحاضرون                                                                 | الحاضرون                                                                 | الحاضرون                                                                 | الحاضرون                                                                 | الحاضرون                                                                 | 74                                                                       |
| المصوتين                                                                 | المصوتين                                                                 | المصوتين                                                                 | المصوتين                                                                 | المصوتين                                                                 | المصوتين                                                                 | المصوتين                                                                 | المصوتين                                                                 | المصوتين                                                                 | المصوتين                                                                 | المصوتين                                                                 | 74                                                                       |
| الممتنعون                                                                | الممتنعون                                                                | الممتنعون                                                                | الممتنعون                                                                | الممتنعون                                                                | الممتنعون                                                                | الممتنعون                                                                | الممتنعون                                                                | الممتنعون                                                                | الممتنعون                                                                | الممتنعون                                                                | 0                                                                        |
| المترشح                                                                  | الإنتماء الحزبي                                                          | النتيجة                                                                  | الأصالة والمعاصرة                                                        | حزب الاستقلال                                                            | العدالة والتنمية                                                         | الحركة الشعبية                                                           | التقدم والاشتراكية                                                       | حزب الاتحاد الدستوري                                                     | الاتحاد الاشتراكي                                                        | التجمع الوطني للأحرار                                                    | الحركة الديمقراطية                                                       |
| عبد الصمد سكال                                                           | العدالة والتنمية                                                         | 49                                                                       | -                                                                        | 5                                                                        | 26                                                                       | 4                                                                        | 6                                                                        | -                                                                        | -                                                                        | 8                                                                        | -                                                                        |
| سيدي عمر البحراوي                                                        | الاتحاد الدستوري                                                         | 25                                                                       | 13                                                                       | -                                                                        | -                                                                        | -                                                                        | -                                                                        | 9                                                                        | 1                                                                        | -                                                                        | 2                                                                        |

### جهة بني ملال خنيفرة

انفو جرافيك يوضح النتائج المحصل عليها على صعيد جهة بني ملال خنيفرة

حل حزب الحركة الشعبية في الصدارة، متبوعا بكل من حزب العدالة والتنمية وحزب الأصالة والمعاصرة وحزب الاتحاد الاشتراكي للقوات الشعبية، وتوزعت بقية المقاعد على أحزاب المعارضة وتحالف الأغلبية الحكومية، فيما لم يحصل كل من حزب الحركة الديمقراطية الاجتماعية وحزب العهد الديمقراطي وحزب الإصلاح والتنمية وتحالف أحزاب فدرالية اليسار الديمقراطي على أي مقعد، رغم ترشحهم في اللوائح الجهوية للجهة.
وينص القانون على انتخاب رئيس الجهة بعد 10 يوم من تاريخ اعلان النتائج.
| الحزب                                | عدد المقاعد المحققه بالجهة | مقاعد % | أصوات | أصوات % |
| الحركة الشعبية                       | 12                         | 21.05   | X     |         |
| حزب العدالة والتنمية                 | 9                          | 15.79   | X     |         |
| حزب الاتحاد الاشتراكي للقوات الشعبية | 9                          | 15.79   | X     |         |
| حزب الأصالة والمعاصرة                | 9                          | 15.79   | X     |         |
| حزب الاستقلال                        | 7                          | 12.28   | X     |         |
| التجمع الوطني للأحرار                | 6                          | 10.52   | X     |         |
| الاتحاد الدستوري                     | 4                          | 7.01    | X     |         |
| حزب التقدم والاشتراكية               | 1                          | 1.77    | X     |         |
| المجموع                              | 57                         | 100.00  | X     |         |

#### نتائج رئاسة الجهة
عقد مجلس جهة بني ملال خنيفرة يوم 14 سبتمبر 2015، جلسته الأولى بعد اقتراع 4 سبتمبر 2015 لانتخاب رئيس ونواب الرئيس، بمقر الجهة بمدينة بني ملال، وافرز الاقتراع عن انتخاب السيد إبراهيم مجاهد عن حزب الأصالة والمعاصرة رئيسا للجهة لمدة 6 سنوات.
| انتخاب رئيس جهة بني ملال خنيفرة 14 سبتمبر 2015 (توزيع أصوات الأحزاب) | انتخاب رئيس جهة بني ملال خنيفرة 14 سبتمبر 2015 (توزيع أصوات الأحزاب) | انتخاب رئيس جهة بني ملال خنيفرة 14 سبتمبر 2015 (توزيع أصوات الأحزاب) | انتخاب رئيس جهة بني ملال خنيفرة 14 سبتمبر 2015 (توزيع أصوات الأحزاب) | انتخاب رئيس جهة بني ملال خنيفرة 14 سبتمبر 2015 (توزيع أصوات الأحزاب) | انتخاب رئيس جهة بني ملال خنيفرة 14 سبتمبر 2015 (توزيع أصوات الأحزاب) | انتخاب رئيس جهة بني ملال خنيفرة 14 سبتمبر 2015 (توزيع أصوات الأحزاب) | انتخاب رئيس جهة بني ملال خنيفرة 14 سبتمبر 2015 (توزيع أصوات الأحزاب) | انتخاب رئيس جهة بني ملال خنيفرة 14 سبتمبر 2015 (توزيع أصوات الأحزاب) | انتخاب رئيس جهة بني ملال خنيفرة 14 سبتمبر 2015 (توزيع أصوات الأحزاب) | انتخاب رئيس جهة بني ملال خنيفرة 14 سبتمبر 2015 (توزيع أصوات الأحزاب) |
| -------------------------------------------------------------------- | -------------------------------------------------------------------- | -------------------------------------------------------------------- | -------------------------------------------------------------------- | -------------------------------------------------------------------- | -------------------------------------------------------------------- | -------------------------------------------------------------------- | -------------------------------------------------------------------- | -------------------------------------------------------------------- | -------------------------------------------------------------------- | -------------------------------------------------------------------- |
| الحاضرون                                                             | الحاضرون                                                             | الحاضرون                                                             | الحاضرون                                                             | الحاضرون                                                             | الحاضرون                                                             | الحاضرون                                                             | الحاضرون                                                             | الحاضرون                                                             | الحاضرون                                                             | 55                                                                   |
| الغائبون                                                             | الغائبون                                                             | الغائبون                                                             | الغائبون                                                             | الغائبون                                                             | الغائبون                                                             | الغائبون                                                             | الغائبون                                                             | الغائبون                                                             | الغائبون                                                             | 2                                                                    |
| المصوتين                                                             | المصوتين                                                             | المصوتين                                                             | المصوتين                                                             | المصوتين                                                             | المصوتين                                                             | المصوتين                                                             | المصوتين                                                             | المصوتين                                                             | المصوتين                                                             | 55                                                                   |
| الممتنعون                                                            | الممتنعون                                                            | الممتنعون                                                            | الممتنعون                                                            | الممتنعون                                                            | الممتنعون                                                            | الممتنعون                                                            | الممتنعون                                                            | الممتنعون                                                            | الممتنعون                                                            | 0                                                                    |
| المترشح                                                              | الإنتماء الحزبي                                                      | النتيجة                                                              | الأصالة والمعاصرة                                                    | حزب الاستقلال                                                        | العدالة والتنمية                                                     | الحركة الشعبية                                                       | التقدم والاشتراكية                                                   | حزب الاتحاد الدستوري                                                 | الاتحاد الاشتراكي                                                    | التجمع الوطني للأحرار                                                |
| إبراهيم مجاهد                                                        | الأصالة والمعاصرة                                                    | 35                                                                   | 9                                                                    | 6                                                                    | -                                                                    | 3                                                                    | 1                                                                    | 3                                                                    | 8                                                                    | 5                                                                    |
| المهدي عثمون                                                         | الحركة الشعبية                                                       | 20                                                                   | -                                                                    | 1                                                                    | 8                                                                    | 9                                                                    | 0                                                                    | 1                                                                    | -                                                                    | 1                                                                    |

### جهة الدار البيضاء سطات
تصدر حزب العدالة والتنمية نتائج الانتخابات الجهوية بحوالي 40 في مئة من المقاعد، وتوزعت باقي المقاعد على احزاب الاغلبية الحكومية والمعارضة، فيما حل في الرتبة الثانية حزب الأصالة والمعاصرة، متبوعا بحزب الاستقلال.
وينص القانون على انتخاب رئيس الجهة بعد 15 يوم من تاريخ اعلان النتائج.
علما ان النتائج لا تعبر عن الرئيس القادم للجهة ان لم يحصل على الاغلبية المطلقة من المقاعد كانت فردية أو عبر التحالف.
| الحزب                                | عدد المقاعد المحققه بالجهة | مقاعد % | أصوات | أصوات % |
| حزب العدالة والتنمية                 | 30                         | 40.00   | X     |         |
| حزب الأصالة والمعاصرة                | 19                         | 25.34   | X     |         |
| حزب الاستقلال                        | 12                         | 16.00   | X     |         |
| التجمع الوطني للأحرار                | 6                          | 8.00    | X     |         |
| الاتحاد الدستوري                     | 4                          | 5.32    | X     |         |
| حزب الاتحاد الاشتراكي للقوات الشعبية | 3                          | 4.00    | X     |         |
| الحركة الشعبية                       | 1                          | 1.34    | X     |         |
| المجموع                              | 75                         | 100.00  | X     |         |

#### نتائج رئاسة الجهة
عقد مجلس جهة الدار البيضاء سطات يوم 15 سبتمبر 2015، جلسته الأولى بعد اقتراع 4 سبتمبر 2015 لانتخاب رئيس ونواب الرئيس، بمقر الجهة بمدينة الدار البيضاء، وافرز الاقتراع عن انتخاب الأمين العام لحزب الأصالة والمعاصرة السيد مصطفى الباكوري رئيسا للجهة لمدة 6 سنوات.
| انتخاب رئيس جهة الدار البيضاء سطات 14 سبتمبر 2015 (توزيع أصوات الأحزاب) | انتخاب رئيس جهة الدار البيضاء سطات 14 سبتمبر 2015 (توزيع أصوات الأحزاب) | انتخاب رئيس جهة الدار البيضاء سطات 14 سبتمبر 2015 (توزيع أصوات الأحزاب) | انتخاب رئيس جهة الدار البيضاء سطات 14 سبتمبر 2015 (توزيع أصوات الأحزاب) | انتخاب رئيس جهة الدار البيضاء سطات 14 سبتمبر 2015 (توزيع أصوات الأحزاب) | انتخاب رئيس جهة الدار البيضاء سطات 14 سبتمبر 2015 (توزيع أصوات الأحزاب) | انتخاب رئيس جهة الدار البيضاء سطات 14 سبتمبر 2015 (توزيع أصوات الأحزاب) | انتخاب رئيس جهة الدار البيضاء سطات 14 سبتمبر 2015 (توزيع أصوات الأحزاب) | انتخاب رئيس جهة الدار البيضاء سطات 14 سبتمبر 2015 (توزيع أصوات الأحزاب) | انتخاب رئيس جهة الدار البيضاء سطات 14 سبتمبر 2015 (توزيع أصوات الأحزاب) |
| ----------------------------------------------------------------------- | ----------------------------------------------------------------------- | ----------------------------------------------------------------------- | ----------------------------------------------------------------------- | ----------------------------------------------------------------------- | ----------------------------------------------------------------------- | ----------------------------------------------------------------------- | ----------------------------------------------------------------------- | ----------------------------------------------------------------------- | ----------------------------------------------------------------------- |
| الحاضرون                                                                | الحاضرون                                                                | الحاضرون                                                                | الحاضرون                                                                | الحاضرون                                                                | الحاضرون                                                                | الحاضرون                                                                | الحاضرون                                                                | الحاضرون                                                                | 75                                                                      |
| المصوتين                                                                | المصوتين                                                                | المصوتين                                                                | المصوتين                                                                | المصوتين                                                                | المصوتين                                                                | المصوتين                                                                | المصوتين                                                                | المصوتين                                                                | 74                                                                      |
| الممتنعون                                                               | الممتنعون                                                               | الممتنعون                                                               | الممتنعون                                                               | الممتنعون                                                               | الممتنعون                                                               | الممتنعون                                                               | الممتنعون                                                               | الممتنعون                                                               | 1                                                                       |
| المترشح                                                                 | الإنتماء الحزبي                                                         | النتيجة                                                                 | الأصالة والمعاصرة                                                       | حزب الاستقلال                                                           | العدالة والتنمية                                                        | الحركة الشعبية                                                          | حزب الاتحاد الدستوري                                                    | الاتحاد الاشتراكي                                                       | التجمع الوطني للأحرار                                                   |
| مصطفى الباكوري                                                          | الأصالة والمعاصرة                                                       | 40                                                                      | 19                                                                      | 11                                                                      | -                                                                       | 1                                                                       | 4                                                                       | 3                                                                       | 2                                                                       |
| عبد الصمد حيكر                                                          | العدالة والتنمية                                                        | 34                                                                      | -                                                                       | -                                                                       | 30                                                                      | -                                                                       | -                                                                       | -                                                                       | 4                                                                       |

### جهة مراكش أسفي
حل حزب الأصالة والمعاصرة في المرتبة الأولى، متبوعا بحزب العدالة والتنمية ثم تلاه حزب الاستقلال والتجمع الوطني للأحرار، وتوزعت بقية المقاعد على أحزاب المعارضة وتحالف الأغلبية الحكومية.
وينص القانون على انتخاب رئيس الجهة بعد 15 يوم من تاريخ اعلان النتائج.
| الحزب                                | عدد المقاعد المحققه بالجهة | مقاعد % | أصوات | أصوات % |
| حزب الأصالة والمعاصرة                | 24                         | 32.00   | X     |         |
| حزب العدالة والتنمية                 | 16                         | 21.34   | X     |         |
| حزب الاستقلال                        | 11                         | 14.66   | X     |         |
| التجمع الوطني للأحرار                | 10                         | 13.32   | X     |         |
| الحركة الشعبية                       | 5                          | 6.67    | X     |         |
| حزب الاتحاد الاشتراكي للقوات الشعبية | 4                          | 5.32    | X     |         |
| الاتحاد الدستوري                     | 3                          | 4.00    | X     |         |
| حزب التقدم والاشتراكية               | 2                          | 2.69    | X     |         |
| المجموع                              | 75                         | 100.00  | X     |         |

#### نتائج رئاسة الجهة
عقد مجلس جهة مراكش أسفي يوم 15 سبتمبر 2015، جلسته الأولى بعد اقتراع 4 سبتمبر 2015 لانتخاب رئيس ونواب الرئيس، بمقر الجهة بمدينة مراكش، وافرز الاقتراع عن انتخاب السيد احمد اخشيشن عن حزب الأصالة والمعاصرة رئيسا للجهة لمدة 6 سنوات. بعد عدم تقدم أي منافس على الرئاسة.
| انتخاب رئيس جهة مراكش أسفي 14 سبتمبر 2015 (توزيع أصوات الأحزاب) | انتخاب رئيس جهة مراكش أسفي 14 سبتمبر 2015 (توزيع أصوات الأحزاب) | انتخاب رئيس جهة مراكش أسفي 14 سبتمبر 2015 (توزيع أصوات الأحزاب) | انتخاب رئيس جهة مراكش أسفي 14 سبتمبر 2015 (توزيع أصوات الأحزاب) | انتخاب رئيس جهة مراكش أسفي 14 سبتمبر 2015 (توزيع أصوات الأحزاب) | انتخاب رئيس جهة مراكش أسفي 14 سبتمبر 2015 (توزيع أصوات الأحزاب) | انتخاب رئيس جهة مراكش أسفي 14 سبتمبر 2015 (توزيع أصوات الأحزاب) | انتخاب رئيس جهة مراكش أسفي 14 سبتمبر 2015 (توزيع أصوات الأحزاب) | انتخاب رئيس جهة مراكش أسفي 14 سبتمبر 2015 (توزيع أصوات الأحزاب) | انتخاب رئيس جهة مراكش أسفي 14 سبتمبر 2015 (توزيع أصوات الأحزاب) |
| --------------------------------------------------------------- | --------------------------------------------------------------- | --------------------------------------------------------------- | --------------------------------------------------------------- | --------------------------------------------------------------- | --------------------------------------------------------------- | --------------------------------------------------------------- | --------------------------------------------------------------- | --------------------------------------------------------------- | --------------------------------------------------------------- |
| الحاضرون                                                        | الحاضرون                                                        | الحاضرون                                                        | الحاضرون                                                        | الحاضرون                                                        | الحاضرون                                                        | الحاضرون                                                        | الحاضرون                                                        | الحاضرون                                                        | 72                                                              |
| المصوتين                                                        | المصوتين                                                        | المصوتين                                                        | المصوتين                                                        | المصوتين                                                        | المصوتين                                                        | المصوتين                                                        | المصوتين                                                        | المصوتين                                                        | 55                                                              |
| الممتنعون                                                       | الممتنعون                                                       | الممتنعون                                                       | الممتنعون                                                       | الممتنعون                                                       | الممتنعون                                                       | الممتنعون                                                       | الممتنعون                                                       | الممتنعون                                                       | 17                                                              |
| المترشح                                                         | الإنتماء الحزبي                                                 | النتيجة                                                         | الأصالة والمعاصرة                                               | حزب الاستقلال                                                   | الحركة الشعبية                                                  | التقدم والاشتراكية                                              | حزب الاتحاد الدستوري                                            | الاتحاد الاشتراكي                                               | التجمع الوطني للأحرار                                           |
| احمد اخشيشن                                                     | الأصالة والمعاصرة                                               | 55                                                              | 25                                                              | 11                                                              | 5                                                               | 2                                                               | 2                                                               | 3                                                               | 7                                                               |

### جهة درعة تافيلالت

انفو جرافيك يوضح النتائج المحصل عليها على صعيد جهة درعة تافيلالت

احتل حزب العدالة والتنمية صدارة النتائج بحصوله على 13 مقعدا، متبوعا بالتجمع الوطني للأحرار 11 مقعد والاستقلال (سبعة مقاعد)، ثم حزب الحركة الشعبية والتقدم والاشتراكية بخمسة مقاعد لكل منهما، وحزب الأصالة والمعاصرة (أربعة مقاعد). أما أحزاب الاتحاد الاشتراكي للقوات الشعبية والاتحاد الدستوري والحركة الديمقراطية الاجتماعية والعهد الديمقراطي والإصلاح والتنمية وتحالف أحزاب فدرالية اليسار الديمقراطي فلم تحصل على أي مقعد.
وينص القانون على انتخاب رئيس الجهة بعد 15 يوم من تاريخ اعلان النتائج.
| الحزب                  | عدد المقاعد المحققه بالجهة | مقاعد % | أصوات | أصوات % |
| حزب العدالة والتنمية   | 13                         | 28.89   | X     |         |
| التجمع الوطني للأحرار  | 11                         | 24.45   | X     |         |
| حزب الاستقلال          | 7                          | 15.56   | X     |         |
| حزب التقدم والاشتراكية | 5                          | 11.11   | X     |         |
| الحركة الشعبية         | 5                          | 11.11   | X     |         |
| حزب الأصالة والمعاصرة  | 4                          | 8.88    | X     |         |
| المجموع                | 45                         | 100.00  | X     |         |

#### نتائج رئاسة الجهة
عقد مجلس جهة درعة تافيلالت يوم 15 سبتمبر 2015، جلسته الأولى بعد اقتراع 4 سبتمبر 2015 لانتخاب رئيس ونواب الرئيس، بمقر الجهة بمدينة الراشدية، وافرز الاقتراع عن انتخاب السيد الحبيب الشوباني عن حزب العدالة والتنمية رئيسا للجهة لمدة 6 سنوات.
| انتخاب رئيس جهة درعة تافيلالت 14 سبتمبر 2015 (توزيع أصوات الأحزاب) | انتخاب رئيس جهة درعة تافيلالت 14 سبتمبر 2015 (توزيع أصوات الأحزاب) | انتخاب رئيس جهة درعة تافيلالت 14 سبتمبر 2015 (توزيع أصوات الأحزاب) | انتخاب رئيس جهة درعة تافيلالت 14 سبتمبر 2015 (توزيع أصوات الأحزاب) | انتخاب رئيس جهة درعة تافيلالت 14 سبتمبر 2015 (توزيع أصوات الأحزاب) | انتخاب رئيس جهة درعة تافيلالت 14 سبتمبر 2015 (توزيع أصوات الأحزاب) | انتخاب رئيس جهة درعة تافيلالت 14 سبتمبر 2015 (توزيع أصوات الأحزاب) | انتخاب رئيس جهة درعة تافيلالت 14 سبتمبر 2015 (توزيع أصوات الأحزاب) | انتخاب رئيس جهة درعة تافيلالت 14 سبتمبر 2015 (توزيع أصوات الأحزاب) |
| ------------------------------------------------------------------ | ------------------------------------------------------------------ | ------------------------------------------------------------------ | ------------------------------------------------------------------ | ------------------------------------------------------------------ | ------------------------------------------------------------------ | ------------------------------------------------------------------ | ------------------------------------------------------------------ | ------------------------------------------------------------------ |
| الحاضرون                                                           | الحاضرون                                                           | الحاضرون                                                           | الحاضرون                                                           | الحاضرون                                                           | الحاضرون                                                           | الحاضرون                                                           | الحاضرون                                                           | 45                                                                 |
| المصوتين                                                           | المصوتين                                                           | المصوتين                                                           | المصوتين                                                           | المصوتين                                                           | المصوتين                                                           | المصوتين                                                           | المصوتين                                                           | 42                                                                 |
| الممتنعون                                                          | الممتنعون                                                          | الممتنعون                                                          | الممتنعون                                                          | الممتنعون                                                          | الممتنعون                                                          | الممتنعون                                                          | الممتنعون                                                          | 3                                                                  |
| المترشح                                                            | الإنتماء الحزبي                                                    | النتيجة                                                            | الأصالة والمعاصرة                                                  | حزب الاستقلال                                                      | العدالة والتنمية                                                   | الحركة الشعبية                                                     | التجمع الوطني للأحرار                                              | التقدم والاشتراكية                                                 |
| الحبيب الشوباني                                                    | العدالة والتنمية                                                   | 24                                                                 | -                                                                  | -                                                                  | 12                                                                 | 5                                                                  | 2                                                                  | 5                                                                  |
| محمد الأنصاري                                                      | حزب الاستقلال                                                      | 18                                                                 | 5                                                                  | 7                                                                  | -                                                                  | -                                                                  | 6                                                                  | -                                                                  |

### جهة سوس ماسة

انفو جرافيك يوضح النتائج المحصل عليها على صعيد جهة سوس ماسة

هيمن حزب العدالة والتنمية على المقدمة ب23 مقعدا، متبوعا بالتجمع الوطني للأحرار (11 مقعدا) وحزب الاستقلال (تسعة مقاعد) وحزب الأصالة والمعاصرة (سبعة مقاعد) وحزب التقدم والاشتراكية (أربعة مقاعد) وحزب الاتحاد الاشتراكي للقوات الشعبية (مقعدان) وتحالف أحزاب فدرالية اليسار الديمقراطي (مقعد واحد).
وينص القانون على انتخاب رئيس الجهة بعد 15 يوم من تاريخ اعلان النتائج.
| الحزب                                 | عدد المقاعد المحققه بالجهة | مقاعد % | أصوات | أصوات % |
| حزب العدالة والتنمية                  | 23                         | 40.35   | X     |         |
| التجمع الوطني للأحرار                 | 11                         | 19.89   | X     |         |
| حزب الاستقلال                         | 9                          | 15.78   | X     |         |
| حزب الأصالة والمعاصرة                 | 7                          | 12.28   | X     |         |
| حزب التقدم والاشتراكية                | 4                          | 7.01    | X     |         |
| حزب الاتحاد الاشتراكي للقوات الشعبية  | 2                          | 3.51    | X     |         |
| تحالف احزاب فدرالية اليسار الديمقراطي | 1                          | 1.78    | X     |         |
| المجموع                               | 57                         | 100.00  | X     |         |

#### نتائج رئاسة الجهة
عقد مجلس جهة سوس ماسة يوم 15 سبتمبر 2015، جلسته الأولى بعد اقتراع 4 سبتمبر 2015 لانتخاب رئيس ونواب الرئيس، بمقر الجهة بمدينة اغادير[ ؟ ]، وافرز الاقتراع عن انتخاب السيد إبراهيم حافيدي عن التجمع الوطني للأحرار رئيسا للجهة لمدة 6 سنوات.
| انتخاب رئيس جهة سوس ماسة 14 سبتمبر 2015 (توزيع أصوات الأحزاب) | انتخاب رئيس جهة سوس ماسة 14 سبتمبر 2015 (توزيع أصوات الأحزاب) | انتخاب رئيس جهة سوس ماسة 14 سبتمبر 2015 (توزيع أصوات الأحزاب) | انتخاب رئيس جهة سوس ماسة 14 سبتمبر 2015 (توزيع أصوات الأحزاب) | انتخاب رئيس جهة سوس ماسة 14 سبتمبر 2015 (توزيع أصوات الأحزاب) | انتخاب رئيس جهة سوس ماسة 14 سبتمبر 2015 (توزيع أصوات الأحزاب) | انتخاب رئيس جهة سوس ماسة 14 سبتمبر 2015 (توزيع أصوات الأحزاب) | انتخاب رئيس جهة سوس ماسة 14 سبتمبر 2015 (توزيع أصوات الأحزاب) | انتخاب رئيس جهة سوس ماسة 14 سبتمبر 2015 (توزيع أصوات الأحزاب) | انتخاب رئيس جهة سوس ماسة 14 سبتمبر 2015 (توزيع أصوات الأحزاب) |
| ------------------------------------------------------------- | ------------------------------------------------------------- | ------------------------------------------------------------- | ------------------------------------------------------------- | ------------------------------------------------------------- | ------------------------------------------------------------- | ------------------------------------------------------------- | ------------------------------------------------------------- | ------------------------------------------------------------- | ------------------------------------------------------------- |
| الحاضرون                                                      | الحاضرون                                                      | الحاضرون                                                      | الحاضرون                                                      | الحاضرون                                                      | الحاضرون                                                      | الحاضرون                                                      | الحاضرون                                                      | الحاضرون                                                      | 57                                                            |
| المصوتين                                                      | المصوتين                                                      | المصوتين                                                      | المصوتين                                                      | المصوتين                                                      | المصوتين                                                      | المصوتين                                                      | المصوتين                                                      | المصوتين                                                      | 57                                                            |
| الممتنعون                                                     | الممتنعون                                                     | الممتنعون                                                     | الممتنعون                                                     | الممتنعون                                                     | الممتنعون                                                     | الممتنعون                                                     | الممتنعون                                                     | الممتنعون                                                     | 0                                                             |
| المترشح                                                       | الإنتماء الحزبي                                               | النتيجة                                                       | الأصالة والمعاصرة                                             | حزب الاستقلال                                                 | العدالة والتنمية                                              | التقدم والاشتراكية                                            | فدرالية اليسار                                                | الاتحاد الاشتراكي                                             | التجمع الوطني للأحرار                                         |
| إبراهيم حافيدي                                                | التجمع الوطني للأحرار                                         | 39                                                            | -                                                             | -                                                             | 23                                                            | 4                                                             | 1                                                             | -                                                             | 11                                                            |
| عبد الصمد قيوح                                                | حزب الاستقلال                                                 | 18                                                            | 7                                                             | 9                                                             | -                                                             | -                                                             | -                                                             | 2                                                             | -                                                             |

### جهة كلميم واد نون

انفو جرافيك يوضح النتائج المحصل عليها على صعيد جهة كلميم واد نون

احتل الاتحاد الاشتراكي للقوات الشعبية صدارة النتائج بحصوله على 12 مقعدا، متبوعا بالتجمع الوطني للأحرار 8 مقاعد، ثم حزب الأصالة والمعاصرة في المركز الثالث.
وينص القانون على انتخاب رئيس الجهة بعد 15 يوم من تاريخ اعلان النتائج.
| الحزب                                | عدد المقاعد المحققه بالجهة | مقاعد % | أصوات | أصوات % |
| حزب الاتحاد الاشتراكي للقوات الشعبية | 12                         | 30.76   | X     |         |
| التجمع الوطني للأحرار                | 8                          | 20.52   | X     |         |
| حزب العدالة والتنمية                 | 6                          | 15.38   | X     |         |
| حزب الأصالة والمعاصرة                | 5                          | 12.82   | X     |         |
| حزب الاستقلال                        | 4                          | 10.25   | X     |         |
| الحركة الشعبية                       | 2                          | 5.14    | X     |         |
| حزب الإصلاح والتنمية                 | 2                          | 5.13    | X     |         |
| المجموع                              | 39                         | 100.00  | X     |         |

#### نتائج رئاسة الجهة
عقد مجلس جهة كلميم واد نون يوم 15 سبتمبر 2015، جلسته الأولى بعد اقتراع 4 سبتمبر 2015 لانتخاب رئيس ونواب الرئيس، بمقر الجهة بمدينة كلميم، وافرز الاقتراع عن انتخاب السيد عبد الرحيم بنبعيدة عن التجمع الوطني للأحرار رئيسا للجهة لمدة 6 سنوات.
| انتخاب رئيس جهة كلميم واد نون 14 سبتمبر 2015 (توزيع أصوات الأحزاب) | انتخاب رئيس جهة كلميم واد نون 14 سبتمبر 2015 (توزيع أصوات الأحزاب) | انتخاب رئيس جهة كلميم واد نون 14 سبتمبر 2015 (توزيع أصوات الأحزاب) | انتخاب رئيس جهة كلميم واد نون 14 سبتمبر 2015 (توزيع أصوات الأحزاب) | انتخاب رئيس جهة كلميم واد نون 14 سبتمبر 2015 (توزيع أصوات الأحزاب) | انتخاب رئيس جهة كلميم واد نون 14 سبتمبر 2015 (توزيع أصوات الأحزاب) | انتخاب رئيس جهة كلميم واد نون 14 سبتمبر 2015 (توزيع أصوات الأحزاب) | انتخاب رئيس جهة كلميم واد نون 14 سبتمبر 2015 (توزيع أصوات الأحزاب) | انتخاب رئيس جهة كلميم واد نون 14 سبتمبر 2015 (توزيع أصوات الأحزاب) | انتخاب رئيس جهة كلميم واد نون 14 سبتمبر 2015 (توزيع أصوات الأحزاب) |
| ------------------------------------------------------------------ | ------------------------------------------------------------------ | ------------------------------------------------------------------ | ------------------------------------------------------------------ | ------------------------------------------------------------------ | ------------------------------------------------------------------ | ------------------------------------------------------------------ | ------------------------------------------------------------------ | ------------------------------------------------------------------ | ------------------------------------------------------------------ |
| الحاضرون                                                           | الحاضرون                                                           | الحاضرون                                                           | الحاضرون                                                           | الحاضرون                                                           | الحاضرون                                                           | الحاضرون                                                           | الحاضرون                                                           | الحاضرون                                                           | 39                                                                 |
| المصوتين                                                           | المصوتين                                                           | المصوتين                                                           | المصوتين                                                           | المصوتين                                                           | المصوتين                                                           | المصوتين                                                           | المصوتين                                                           | المصوتين                                                           | 39                                                                 |
| الممتنعون                                                          | الممتنعون                                                          | الممتنعون                                                          | الممتنعون                                                          | الممتنعون                                                          | الممتنعون                                                          | الممتنعون                                                          | الممتنعون                                                          | الممتنعون                                                          | 0                                                                  |
| المترشح                                                            | الإنتماء الحزبي                                                    | النتيجة                                                            | الأصالة والمعاصرة                                                  | حزب الاستقلال                                                      | العدالة والتنمية                                                   | الحركة الشعبية                                                     | حزب الاصلاح والتنمية                                               | الاتحاد الاشتراكي                                                  | التجمع الوطني للأحرار                                              |
| عبد الرحيم بنبعيدة                                                 | التجمع الوطني للأحرار                                              | 20                                                                 | 2                                                                  | 1                                                                  | 5                                                                  | 2                                                                  | 2                                                                  | -                                                                  | 8                                                                  |
| عبد الوهاب بلفقيه                                                  | الاتحاد الاشتراكي                                                  | 19                                                                 | 4                                                                  | 3                                                                  | -                                                                  | -                                                                  | -                                                                  | 12                                                                 | -                                                                  |

### جهة العيون الساقية الحمراء

انفو جرافيك يوضح النتائج المحصل عليها على صعيد جهة العيون الساقية الحمراء

هيمن حزب الاستقلال على المقدمة بحصوله على 20 مقعدامما يخوله تشكيل مجلس حكم الجهة بدون تحالف، يليه التجمع الوطني للأحرار بـ 10 مقاعد وحزب الأصالة والمعاصرة بــ 4 مقاعج، ثم العدالة والتنمية والحركة الشعبية بمقعدين لكل حزب، والاتحاد الدستوري بمقعد واحد.
| الحزب                 | عدد المقاعد المحققه بالجهة | مقاعد % | أصوات | أصوات % |
| حزب الاستقلال         | 20                         | 51.28   | X     |         |
| التجمع الوطني للأحرار | 10                         | 25.65   | X     |         |
| حزب الأصالة والمعاصرة | 4                          | 10.25   | X     |         |
| حزب العدالة والتنمية  | 2                          | 5.13    | X     |         |
| الحركة الشعبية        | 2                          | 5.13    | X     |         |
| الاتحاد الدستوري      | 1                          | 2.57    | X     |         |
| المجموع               | 39                         | 100.00  | X     |         |

#### نتائج رئاسة الجهة
عقد مجلس جهة العيون الساقية الحمراء يوم 14 سبتمبر 2015، جلسته الأولى بعد اقتراع 4 سبتمبر 2015 لانتخاب رئيس ونواب الرئيس، بمقر الجهة بمدينة العيون[ ؟ ]، وافرز الاقتراع عن انتخاب السيد سيدي حمدي ولد الرشيد عن حزب الاستقلال رئيسا للجهة لمدة 6 سنوات.
| انتخاب رئيس جهة العيون الساقية الحمراء 14 سبتمبر 2015 (توزيع أصوات الأحزاب) | انتخاب رئيس جهة العيون الساقية الحمراء 14 سبتمبر 2015 (توزيع أصوات الأحزاب) | انتخاب رئيس جهة العيون الساقية الحمراء 14 سبتمبر 2015 (توزيع أصوات الأحزاب) | انتخاب رئيس جهة العيون الساقية الحمراء 14 سبتمبر 2015 (توزيع أصوات الأحزاب) | انتخاب رئيس جهة العيون الساقية الحمراء 14 سبتمبر 2015 (توزيع أصوات الأحزاب) | انتخاب رئيس جهة العيون الساقية الحمراء 14 سبتمبر 2015 (توزيع أصوات الأحزاب) | انتخاب رئيس جهة العيون الساقية الحمراء 14 سبتمبر 2015 (توزيع أصوات الأحزاب) | انتخاب رئيس جهة العيون الساقية الحمراء 14 سبتمبر 2015 (توزيع أصوات الأحزاب) | انتخاب رئيس جهة العيون الساقية الحمراء 14 سبتمبر 2015 (توزيع أصوات الأحزاب) |
| --------------------------------------------------------------------------- | --------------------------------------------------------------------------- | --------------------------------------------------------------------------- | --------------------------------------------------------------------------- | --------------------------------------------------------------------------- | --------------------------------------------------------------------------- | --------------------------------------------------------------------------- | --------------------------------------------------------------------------- | --------------------------------------------------------------------------- |
| الحاضرون                                                                    | الحاضرون                                                                    | الحاضرون                                                                    | الحاضرون                                                                    | الحاضرون                                                                    | الحاضرون                                                                    | الحاضرون                                                                    | الحاضرون                                                                    | 36                                                                          |
| الغائبون                                                                    | الغائبون                                                                    | الغائبون                                                                    | الغائبون                                                                    | الغائبون                                                                    | الغائبون                                                                    | الغائبون                                                                    | الغائبون                                                                    | 3                                                                           |
| المصوتين                                                                    | المصوتين                                                                    | المصوتين                                                                    | المصوتين                                                                    | المصوتين                                                                    | المصوتين                                                                    | المصوتين                                                                    | المصوتين                                                                    | 36                                                                          |
| الممتنعون                                                                   | الممتنعون                                                                   | الممتنعون                                                                   | الممتنعون                                                                   | الممتنعون                                                                   | الممتنعون                                                                   | الممتنعون                                                                   | الممتنعون                                                                   | 0                                                                           |
| المترشح                                                                     | الإنتماء الحزبي                                                             | النتيجة                                                                     | الأصالة والمعاصرة                                                           | حزب الاستقلال                                                               | العدالة والتنمية                                                            | الحركة الشعبية                                                              | حزب الاتحاد الدستوري                                                        | التجمع الوطني للأحرار                                                       |
| سيدي حمدي ولد الرشيد                                                        | حزب الاستقلال                                                               | 21                                                                          | -                                                                           | 20                                                                          | -                                                                           | -                                                                           | 1                                                                           | -                                                                           |
| محمد الرزمة                                                                 | التجمع الوطني للأحرار                                                       | 15                                                                          | 5                                                                           | -                                                                           | 2                                                                           | 2                                                                           | -                                                                           | 6                                                                           |

### جهة الداخلة وادي الذهب

انفو جرافيك يوضح النتائج المحصل عليها على صعيد جهة الداخلة وادي الذهب

احتل حزب الاستقلال الصدارة بــ13 مقعدا، متبوعا بالحركة الشعبية (تسعة مقاعد) والعدالة والتنمية والأصالة والمعاصرة والاتحاد الاشتراكي للقوات الشعبية (ثلاثة مقاعد لكل حزب) وحزب التجمع الوطني للأحرار (مقعدان). وتعد الاقاليم الصحراوية المغربية معاقل للحزب خصوصا وأن الانتماء القبلي يلعب دورا مهما في اللعبة السياسية هناك.
| الحزب                                | عدد المقاعد المحققه بالجهة | مقاعد % | أصوات | أصوات % |
| حزب الاستقلال                        | 13                         | 39.40   | X     |         |
| الحركة الشعبية                       | 9                          | 27.28   | X     |         |
| حزب الاتحاد الاشتراكي للقوات الشعبية | 3                          | 9.08    | X     |         |
| حزب الأصالة والمعاصرة                | 3                          | 9.08    | X     |         |
| حزب العدالة والتنمية                 | 3                          | 9.08    | X     |         |
| التجمع الوطني للأحرار                | 2                          | 6.07    | X     |         |
| المجموع                              | 33                         | 100.00  | X     |         |

#### نتائج رئاسة الجهة
عقد مجلس جهة الداخلة وادي الذهب يوم 14 سبتمبر 2015، جلسته الأولى بعد اقتراع 4 سبتمبر 2015 لانتخاب رئيس ونواب الرئيس، بمقر الجهة بمدينة الداخلة[ ؟ ]، وافرز الاقتراع عن انتخاب السيد الخطاط ينجا عن حزب الاستقلال رئيسا للجهة لمدة 6 سنوات.
| انتخاب رئيس جهة الداخلة وادي الذهب 14 سبتمبر 2015 (توزيع أصوات الأحزاب) | انتخاب رئيس جهة الداخلة وادي الذهب 14 سبتمبر 2015 (توزيع أصوات الأحزاب) | انتخاب رئيس جهة الداخلة وادي الذهب 14 سبتمبر 2015 (توزيع أصوات الأحزاب) | انتخاب رئيس جهة الداخلة وادي الذهب 14 سبتمبر 2015 (توزيع أصوات الأحزاب) | انتخاب رئيس جهة الداخلة وادي الذهب 14 سبتمبر 2015 (توزيع أصوات الأحزاب) | انتخاب رئيس جهة الداخلة وادي الذهب 14 سبتمبر 2015 (توزيع أصوات الأحزاب) | انتخاب رئيس جهة الداخلة وادي الذهب 14 سبتمبر 2015 (توزيع أصوات الأحزاب) | انتخاب رئيس جهة الداخلة وادي الذهب 14 سبتمبر 2015 (توزيع أصوات الأحزاب) | انتخاب رئيس جهة الداخلة وادي الذهب 14 سبتمبر 2015 (توزيع أصوات الأحزاب) |
| ----------------------------------------------------------------------- | ----------------------------------------------------------------------- | ----------------------------------------------------------------------- | ----------------------------------------------------------------------- | ----------------------------------------------------------------------- | ----------------------------------------------------------------------- | ----------------------------------------------------------------------- | ----------------------------------------------------------------------- | ----------------------------------------------------------------------- |
| الحاضرون                                                                | الحاضرون                                                                | الحاضرون                                                                | الحاضرون                                                                | الحاضرون                                                                | الحاضرون                                                                | الحاضرون                                                                | الحاضرون                                                                | 33                                                                      |
| المصوتين                                                                | المصوتين                                                                | المصوتين                                                                | المصوتين                                                                | المصوتين                                                                | المصوتين                                                                | المصوتين                                                                | المصوتين                                                                | 33                                                                      |
| الممتنعون                                                               | الممتنعون                                                               | الممتنعون                                                               | الممتنعون                                                               | الممتنعون                                                               | الممتنعون                                                               | الممتنعون                                                               | الممتنعون                                                               | 0                                                                       |
| المترشح                                                                 | الإنتماء الحزبي                                                         | النتيجة                                                                 | الأصالة والمعاصرة                                                       | حزب الاستقلال                                                           | العدالة والتنمية                                                        | الحركة الشعبية                                                          | الاتحاد الاشتراكي                                                       | التجمع الوطني للأحرار                                                   |
| الخطاط ينجا                                                             | حزب الاستقلال                                                           | 18                                                                      | -                                                                       | 13                                                                      | 3                                                                       | -                                                                       | 2                                                                       | -                                                                       |
| عزوها الشكاف                                                            | الأصالة والمعاصرة                                                       | 15                                                                      | 3                                                                       | -                                                                       | -                                                                       | 9                                                                       | 1                                                                       | 2                                                                       |

## نتائج انتخابات مجالس العمالات والأقاليم
جرت يومه الخميس 17 سبتمبر 2015 بمختلف عمالات وأقاليم المغرب الــ75 والموزعين على 12 جهة، انتخاب أعضاء مجالس العمالات والأقاليم.
شارك فيها 29706 مستشارا جماعيا من اصل 30662، أي بنسبة 93,11 %. وينص القانون التنظيمي على وجوب انتخاب رئيس المجلس في ظرف 5 أيام بعد الاقتراع.
هذه المجالس المنتخبة مهمتها الاساسية دفع التنمية في العالم القروي والتشجيع على بلورة المشاريع أكثر كفاءة فيها، فهي الوصية على كل ما هو قروي عبر الاختصاصات الذاتية لها أو التي تمنحها الدولة المركزية أو المشتركة بينها وبين الدولة.
وكانت النتائج العامة على الشكل التالي:
| الحزب                                 | المقاعد الاجمالية | مقاعد % |
| حزب الأصالة والمعاصرة                 | 282               | 20.66   |
| حزب العدالة والتنمية                  | 219               | 16.04   |
| حزب الاستقلال                         | 190               | 13.92   |
| التجمع الوطني للأحرار                 | 161               | 11.79   |
| الحركة الشعبية                        | 129               | 9.45    |
| بدون انتماء سياسي                     | 113               | 8.28    |
| حزب الاتحاد الاشتراكي للقوات الشعبية  | 97                | 7.11    |
| حزب التقدم والاشتراكية                | 68                | 4.98    |
| الاتحاد الدستوري                      | 64                | 4.69    |
| الحركة الديمقراطية والاجتماعية        | 14                | 1.03    |
| جبهة القوى الديمقراطية                | 8                 | 0.59    |
| حزب العهد الديمقراطي                  | 5                 | 0.37    |
| تحالف أحزاب فدرالية اليسار الديمقراطي | 5                 | 0.37    |
| حزب الإصلاح والتنمية                  | 2                 | 0.15    |
| حزب البيئة والتنمية                   | 2                 | 0.15    |
| حزب العمل                             | 2                 | 0.15    |
| حزب الشورى والاستقلال                 | 1                 | 0.07    |

### نتائج جهة طنجة تطوان الحسيمة
وتضم جهة طنجة تطوان الحسيمة 6 أقاليم وعمالتين وهما: عمالة طنجة أصيلة، عمالة المضيق الفنيدق، إقليم الحسيمة، إقليم تطوان، إقليم الفحص أنجرة، إقليم العرائش، إقليم شفشاون، إقليم وزان.
وعلى صعيد كل إقليم وعمالة جاءت النتائج على النحو التالي:
| انتخاب أعضاء مجالس عمالات وأقاليم جهة طنجة تطوان الحسيمة 17 سبتمبر 2015      | انتخاب أعضاء مجالس عمالات وأقاليم جهة طنجة تطوان الحسيمة 17 سبتمبر 2015 | انتخاب أعضاء مجالس عمالات وأقاليم جهة طنجة تطوان الحسيمة 17 سبتمبر 2015 | انتخاب أعضاء مجالس عمالات وأقاليم جهة طنجة تطوان الحسيمة 17 سبتمبر 2015 | انتخاب أعضاء مجالس عمالات وأقاليم جهة طنجة تطوان الحسيمة 17 سبتمبر 2015 | انتخاب أعضاء مجالس عمالات وأقاليم جهة طنجة تطوان الحسيمة 17 سبتمبر 2015 | انتخاب أعضاء مجالس عمالات وأقاليم جهة طنجة تطوان الحسيمة 17 سبتمبر 2015 | انتخاب أعضاء مجالس عمالات وأقاليم جهة طنجة تطوان الحسيمة 17 سبتمبر 2015 | انتخاب أعضاء مجالس عمالات وأقاليم جهة طنجة تطوان الحسيمة 17 سبتمبر 2015 | انتخاب أعضاء مجالس عمالات وأقاليم جهة طنجة تطوان الحسيمة 17 سبتمبر 2015 | انتخاب أعضاء مجالس عمالات وأقاليم جهة طنجة تطوان الحسيمة 17 سبتمبر 2015 | انتخاب أعضاء مجالس عمالات وأقاليم جهة طنجة تطوان الحسيمة 17 سبتمبر 2015 |
| العمالة أو الإقليم                                                           | الواجب إنتخابهم                                                         | الأصالة والمعاصرة                                                       | العدالة والتنمية                                                        | حزب الاستقلال                                                           | الحركة الشعبية                                                          | التقدم والاشتراكية                                                      | الاتحاد الدستوري                                                        | الاتحاد الاشتراكي                                                       | التجمع الوطني للأحرار                                                   | اللامنتمون                                                              |                                                                         |
| ---------------------------------------------------------------------------- | ----------------------------------------------------------------------- | ----------------------------------------------------------------------- | ----------------------------------------------------------------------- | ----------------------------------------------------------------------- | ----------------------------------------------------------------------- | ----------------------------------------------------------------------- | ----------------------------------------------------------------------- | ----------------------------------------------------------------------- | ----------------------------------------------------------------------- | ----------------------------------------------------------------------- | ----------------------------------------------------------------------- |
| عمالة طنجة أصيلة                                                             | 31                                                                      | 7                                                                       | 6                                                                       | 1                                                                       | -                                                                       | -                                                                       | 4                                                                       | -                                                                       | 3                                                                       | 10                                                                      |                                                                         |
| عمالة المضيق الفنيدق                                                         | 15                                                                      | 4                                                                       | 3                                                                       | -                                                                       | 3                                                                       | 5                                                                       | -                                                                       | -                                                                       | -                                                                       | -                                                                       |                                                                         |
| إقليم تطوان                                                                  | 21                                                                      | 3                                                                       | 4                                                                       | -                                                                       | -                                                                       | 6                                                                       | -                                                                       | 2                                                                       | 6                                                                       | -                                                                       |                                                                         |
| إقليم الفحص أنجرة                                                            | 11                                                                      | 3                                                                       | 2                                                                       | -                                                                       | -                                                                       | -                                                                       | -                                                                       | -                                                                       | 2                                                                       | 4                                                                       |                                                                         |
| إقليم العرائش                                                                | 19                                                                      | 4                                                                       | 3                                                                       | 1                                                                       | 4                                                                       | -                                                                       | 3                                                                       | 1                                                                       | -                                                                       | 3                                                                       |                                                                         |
| إقليم الحسيمة                                                                | 17                                                                      | 7                                                                       | 1                                                                       | 2                                                                       | 2                                                                       | -                                                                       | -                                                                       | 2                                                                       | -                                                                       | 3                                                                       |                                                                         |
| إقليم شفشاون                                                                 | 19                                                                      | 5                                                                       | 3                                                                       | 3                                                                       | 3                                                                       | -                                                                       | -                                                                       | 2                                                                       | 3                                                                       | -                                                                       |                                                                         |
| إقليم وزان                                                                   | 17                                                                      | 8                                                                       | 2                                                                       | 3                                                                       | 1                                                                       | -                                                                       | -                                                                       | 2                                                                       | 1                                                                       | -                                                                       |                                                                         |
| انتخاب رؤساء مجالس العمالات والأقاليم لجهة طنجة تطوان الحسيمة 26 سبتمبر 2015 |                                                                         |                                                                         |                                                                         |                                                                         |                                                                         |                                                                         |                                                                         |                                                                         |                                                                         |                                                                         |                                                                         |
| الرئيس المنتخب                                                               | الرئيس المنتخب                                                          | الرئيس المنتخب                                                          | الرئيس المنتخب                                                          | الانتماء الحزبي                                                         | الانتماء الحزبي                                                         | الانتماء الحزبي                                                         | الانتماء الحزبي                                                         | عن العمالة أو الإقليم                                                   | عن العمالة أو الإقليم                                                   | عن العمالة أو الإقليم                                                   | عن العمالة أو الإقليم                                                   |
| عبد الحميد أبرشان                                                            | عبد الحميد أبرشان                                                       | عبد الحميد أبرشان                                                       | عبد الحميد أبرشان                                                       | حزب الاتحاد الدستوري                                                    | حزب الاتحاد الدستوري                                                    | حزب الاتحاد الدستوري                                                    | حزب الاتحاد الدستوري                                                    | عمالة طنجة أصيلة                                                        | عمالة طنجة أصيلة                                                        | عمالة طنجة أصيلة                                                        | عمالة طنجة أصيلة                                                        |
| عبد الحق بنعبود                                                              | عبد الحق بنعبود                                                         | عبد الحق بنعبود                                                         | عبد الحق بنعبود                                                         | حزب التقدم والاشتراكية                                                  | حزب التقدم والاشتراكية                                                  | حزب التقدم والاشتراكية                                                  | حزب التقدم والاشتراكية                                                  | عمالة المضيق الفنيدق                                                    | عمالة المضيق الفنيدق                                                    | عمالة المضيق الفنيدق                                                    | عمالة المضيق الفنيدق                                                    |
| محمد المسياح                                                                 | محمد المسياح                                                            | محمد المسياح                                                            | محمد المسياح                                                            | حزب الأصالة والمعاصرة                                                   | حزب الأصالة والمعاصرة                                                   | حزب الأصالة والمعاصرة                                                   | حزب الأصالة والمعاصرة                                                   | إقليم الفحص أنجرة                                                       | إقليم الفحص أنجرة                                                       | إقليم الفحص أنجرة                                                       | إقليم الفحص أنجرة                                                       |
| محمد العربي المطني                                                           | محمد العربي المطني                                                      | محمد العربي المطني                                                      | محمد العربي المطني                                                      | حزب التقدم والاشتراكية                                                  | حزب التقدم والاشتراكية                                                  | حزب التقدم والاشتراكية                                                  | حزب التقدم والاشتراكية                                                  | إقليم تطوان                                                             | إقليم تطوان                                                             | إقليم تطوان                                                             | إقليم تطوان                                                             |
| إسماعيل الرايس                                                               | إسماعيل الرايس                                                          | إسماعيل الرايس                                                          | إسماعيل الرايس                                                          | حزب الأصالة والمعاصرة                                                   | حزب الأصالة والمعاصرة                                                   | حزب الأصالة والمعاصرة                                                   | حزب الأصالة والمعاصرة                                                   | إقليم الحسيمة                                                           | إقليم الحسيمة                                                           | إقليم الحسيمة                                                           | إقليم الحسيمة                                                           |
| العربي المحرشي                                                               | العربي المحرشي                                                          | العربي المحرشي                                                          | العربي المحرشي                                                          | حزب الأصالة والمعاصرة                                                   | حزب الأصالة والمعاصرة                                                   | حزب الأصالة والمعاصرة                                                   | حزب الأصالة والمعاصرة                                                   | إقليم وزان                                                              | إقليم وزان                                                              | إقليم وزان                                                              | إقليم وزان                                                              |
| مصطفى الشنتوف                                                                | مصطفى الشنتوف                                                           | مصطفى الشنتوف                                                           | مصطفى الشنتوف                                                           | حزب الأصالة والمعاصرة                                                   | حزب الأصالة والمعاصرة                                                   | حزب الأصالة والمعاصرة                                                   | حزب الأصالة والمعاصرة                                                   | إقليم العرائش                                                           | إقليم العرائش                                                           | إقليم العرائش                                                           | إقليم العرائش                                                           |
| عبد الرحيم بوعزة                                                             | عبد الرحيم بوعزة                                                        | عبد الرحيم بوعزة                                                        | عبد الرحيم بوعزة                                                        | حزب الأصالة والمعاصرة                                                   | حزب الأصالة والمعاصرة                                                   | حزب الأصالة والمعاصرة                                                   | حزب الأصالة والمعاصرة                                                   | إقليم شفشاون                                                            | إقليم شفشاون                                                            | إقليم شفشاون                                                            | إقليم شفشاون                                                            |

### نتائج جهة الشرق
تضم جهة الشرق 7 أقاليم وعمالة واحدة وهما: عمالة وجدة أنكاد، إقليم الناضور، إقليم الدريوش، إقليم جرادة، إقليم بركان، إقليم تاوريرت، إقليم جرسيف، إقليم فجيج.
وعلى صعيد كل إقليم وعمالة جاءت النتائج على النحو التالي:
| انتخاب أعضاء مجالس عمالات وأقاليم جهة الشرق 17 سبتمبر 2015      | انتخاب أعضاء مجالس عمالات وأقاليم جهة الشرق 17 سبتمبر 2015 | انتخاب أعضاء مجالس عمالات وأقاليم جهة الشرق 17 سبتمبر 2015 | انتخاب أعضاء مجالس عمالات وأقاليم جهة الشرق 17 سبتمبر 2015 | انتخاب أعضاء مجالس عمالات وأقاليم جهة الشرق 17 سبتمبر 2015 | انتخاب أعضاء مجالس عمالات وأقاليم جهة الشرق 17 سبتمبر 2015 | انتخاب أعضاء مجالس عمالات وأقاليم جهة الشرق 17 سبتمبر 2015 | انتخاب أعضاء مجالس عمالات وأقاليم جهة الشرق 17 سبتمبر 2015 | انتخاب أعضاء مجالس عمالات وأقاليم جهة الشرق 17 سبتمبر 2015 | انتخاب أعضاء مجالس عمالات وأقاليم جهة الشرق 17 سبتمبر 2015 | انتخاب أعضاء مجالس عمالات وأقاليم جهة الشرق 17 سبتمبر 2015 | انتخاب أعضاء مجالس عمالات وأقاليم جهة الشرق 17 سبتمبر 2015 | انتخاب أعضاء مجالس عمالات وأقاليم جهة الشرق 17 سبتمبر 2015 | انتخاب أعضاء مجالس عمالات وأقاليم جهة الشرق 17 سبتمبر 2015 |
| العمالة أو الإقليم                                              | الواجب إنتخابهم                                            | الأصالة والمعاصرة                                          | العدالة والتنمية                                           | حزب الاستقلال                                              | الحركة الشعبية                                             | التقدم والاشتراكية                                         | الاتحاد الدستوري                                           | الاتحاد الاشتراكي                                          | التجمع الوطني للأحرار                                      | اللامنتمون                                                 | العهد                                                      | جبهة القوى                                                 | فدرالية اليسار                                             |
| --------------------------------------------------------------- | ---------------------------------------------------------- | ---------------------------------------------------------- | ---------------------------------------------------------- | ---------------------------------------------------------- | ---------------------------------------------------------- | ---------------------------------------------------------- | ---------------------------------------------------------- | ---------------------------------------------------------- | ---------------------------------------------------------- | ---------------------------------------------------------- | ---------------------------------------------------------- | ---------------------------------------------------------- | ---------------------------------------------------------- |
| عمالة وجدة أنكاد                                                | 21                                                         | 13                                                         | 5                                                          | 3                                                          | -                                                          | -                                                          | -                                                          | -                                                          | -                                                          | -                                                          | -                                                          | -                                                          | -                                                          |
| إقليم الناضور                                                   | 21                                                         | 5                                                          | 2                                                          | 2                                                          | 5                                                          | -                                                          | -                                                          | 1                                                          | 2                                                          | 3                                                          | 1                                                          | -                                                          | -                                                          |
| إقليم الدريوش                                                   | 15                                                         | 2                                                          | -                                                          | -                                                          | 2                                                          | 1                                                          | -                                                          | -                                                          | 3                                                          | 5                                                          | 2                                                          | -                                                          | -                                                          |
| إقليم جرادة                                                     | 11                                                         | 1                                                          | 1                                                          | 1                                                          | 1                                                          | -                                                          | 1                                                          | 1                                                          | -                                                          | 5                                                          | -                                                          | -                                                          | -                                                          |
| إقليم بركان                                                     | 15                                                         | 2                                                          | 2                                                          | 4                                                          | 2                                                          | -                                                          | 1                                                          | 1                                                          | -                                                          | 2                                                          | -                                                          | 1                                                          | -                                                          |
| إقليم تاوريرت                                                   | 15                                                         | 2                                                          | 2                                                          | 1                                                          | 2                                                          | -                                                          | 4                                                          | 2                                                          | 2                                                          | -                                                          | -                                                          | -                                                          | -                                                          |
| إقليم جرسيف                                                     | 15                                                         | 5                                                          | 4                                                          | 4                                                          | 1                                                          | -                                                          | -                                                          | 1                                                          | -                                                          | -                                                          | -                                                          | -                                                          | -                                                          |
| إقليم فجيج                                                      | 11                                                         | 2                                                          | -                                                          | 3                                                          | 2                                                          | -                                                          | -                                                          | -                                                          | 2                                                          | -                                                          | -                                                          | -                                                          | 2                                                          |
| انتخاب رؤساء مجالس العمالات والأقاليم لجهة الشرق 26 سبتمبر 2015 |                                                            |                                                            |                                                            |                                                            |                                                            |                                                            |                                                            |                                                            |                                                            |                                                            |                                                            |                                                            |                                                            |
| الرئيس المنتخب                                                  | الرئيس المنتخب                                             | الرئيس المنتخب                                             | الرئيس المنتخب                                             | الرئيس المنتخب                                             | الانتماء الحزبي                                            | الانتماء الحزبي                                            | الانتماء الحزبي                                            | الانتماء الحزبي                                            | الانتماء الحزبي                                            | عن العمالة أو الإقليم                                      | عن العمالة أو الإقليم                                      | عن العمالة أو الإقليم                                      | عن العمالة أو الإقليم                                      |
| هشام الصغير                                                     | هشام الصغير                                                | هشام الصغير                                                | هشام الصغير                                                | هشام الصغير                                                | حزب الأصالة والمعاصرة                                      | حزب الأصالة والمعاصرة                                      | حزب الأصالة والمعاصرة                                      | حزب الأصالة والمعاصرة                                      | حزب الأصالة والمعاصرة                                      | عمالة وجدة أنكاد                                           | عمالة وجدة أنكاد                                           | عمالة وجدة أنكاد                                           | عمالة وجدة أنكاد                                           |
| سعيد الرحموني                                                   | سعيد الرحموني                                              | سعيد الرحموني                                              | سعيد الرحموني                                              | سعيد الرحموني                                              | الحركة الشعبية                                             | الحركة الشعبية                                             | الحركة الشعبية                                             | الحركة الشعبية                                             | الحركة الشعبية                                             | إقليم الناضور                                              | إقليم الناضور                                              | إقليم الناضور                                              | إقليم الناضور                                              |
| عبد المنعم الفتاحي                                              | عبد المنعم الفتاحي                                         | عبد المنعم الفتاحي                                         | عبد المنعم الفتاحي                                         | عبد المنعم الفتاحي                                         | حزب العهد الديمقراطي                                       | حزب العهد الديمقراطي                                       | حزب العهد الديمقراطي                                       | حزب العهد الديمقراطي                                       | حزب العهد الديمقراطي                                       | إقليم الدريوش                                              | إقليم الدريوش                                              | إقليم الدريوش                                              | إقليم الدريوش                                              |
| محمد عبدالاوي                                                   | محمد عبدالاوي                                              | محمد عبدالاوي                                              | محمد عبدالاوي                                              | محمد عبدالاوي                                              | الحركة الشعبية                                             | الحركة الشعبية                                             | الحركة الشعبية                                             | الحركة الشعبية                                             | الحركة الشعبية                                             | إقليم جرادة                                                | إقليم جرادة                                                | إقليم جرادة                                                | إقليم جرادة                                                |
| محمد نصيري                                                      | محمد نصيري                                                 | محمد نصيري                                                 | محمد نصيري                                                 | محمد نصيري                                                 | حزب الاستقلال                                              | حزب الاستقلال                                              | حزب الاستقلال                                              | حزب الاستقلال                                              | حزب الاستقلال                                              | إقليم بركان                                                | إقليم بركان                                                | إقليم بركان                                                | إقليم بركان                                                |
| احميدة محجوبي                                                   | احميدة محجوبي                                              | احميدة محجوبي                                              | احميدة محجوبي                                              | احميدة محجوبي                                              | حزب العدالة والتنمية                                       | حزب العدالة والتنمية                                       | حزب العدالة والتنمية                                       | حزب العدالة والتنمية                                       | حزب العدالة والتنمية                                       | إقليم تاوريرت                                              | إقليم تاوريرت                                              | إقليم تاوريرت                                              | إقليم تاوريرت                                              |
| أحمد عزوزي                                                      | أحمد عزوزي                                                 | أحمد عزوزي                                                 | أحمد عزوزي                                                 | أحمد عزوزي                                                 | حزب العدالة والتنمية                                       | حزب العدالة والتنمية                                       | حزب العدالة والتنمية                                       | حزب العدالة والتنمية                                       | حزب العدالة والتنمية                                       | إقليم جرسيف                                                | إقليم جرسيف                                                | إقليم جرسيف                                                | إقليم جرسيف                                                |
| حميد الشاية                                                     | حميد الشاية                                                | حميد الشاية                                                | حميد الشاية                                                | حميد الشاية                                                | حزب الاستقلال                                              | حزب الاستقلال                                              | حزب الاستقلال                                              | حزب الاستقلال                                              | حزب الاستقلال                                              | إقليم فجيج                                                 | إقليم فجيج                                                 | إقليم فجيج                                                 | إقليم فجيج                                                 |

### نتائج جهة فاس مكناس
تضم جهة فاس مكناس 7 أقاليم وعمالتين وهما: عمالة فاس، عمالة مكناس، إقليم الحاجب، إقليم إفران، إقليم مولاي يعقوب، إقليم صفرو، إقليم بولمان، إقليم تاونات، إقليم تازة.
وعلى صعيد كل إقليم وعمالة جاءت النتائج على النحو التالي:
| انتخاب أعضاء مجالس عمالات وأقاليم جهة فاس مكناس 17 سبتمبر 2015      | انتخاب أعضاء مجالس عمالات وأقاليم جهة فاس مكناس 17 سبتمبر 2015 | انتخاب أعضاء مجالس عمالات وأقاليم جهة فاس مكناس 17 سبتمبر 2015 | انتخاب أعضاء مجالس عمالات وأقاليم جهة فاس مكناس 17 سبتمبر 2015 | انتخاب أعضاء مجالس عمالات وأقاليم جهة فاس مكناس 17 سبتمبر 2015 | انتخاب أعضاء مجالس عمالات وأقاليم جهة فاس مكناس 17 سبتمبر 2015 | انتخاب أعضاء مجالس عمالات وأقاليم جهة فاس مكناس 17 سبتمبر 2015 | انتخاب أعضاء مجالس عمالات وأقاليم جهة فاس مكناس 17 سبتمبر 2015 | انتخاب أعضاء مجالس عمالات وأقاليم جهة فاس مكناس 17 سبتمبر 2015 | انتخاب أعضاء مجالس عمالات وأقاليم جهة فاس مكناس 17 سبتمبر 2015 | انتخاب أعضاء مجالس عمالات وأقاليم جهة فاس مكناس 17 سبتمبر 2015 | انتخاب أعضاء مجالس عمالات وأقاليم جهة فاس مكناس 17 سبتمبر 2015 | انتخاب أعضاء مجالس عمالات وأقاليم جهة فاس مكناس 17 سبتمبر 2015 | انتخاب أعضاء مجالس عمالات وأقاليم جهة فاس مكناس 17 سبتمبر 2015 |
| العمالة أو الإقليم                                                  | الواجب إنتخابهم                                                | الأصالة والمعاصرة                                              | العدالة والتنمية                                               | حزب الاستقلال                                                  | الحركة الشعبية                                                 | التقدم والاشتراكية                                             | الاتحاد الدستوري                                               | الاتحاد الاشتراكي                                              | التجمع الوطني للأحرار                                          | اللامنتمون                                                     | الحركة د ج                                                     | جبهة القوى                                                     | فدرالية اليسار                                                 |
| ------------------------------------------------------------------- | -------------------------------------------------------------- | -------------------------------------------------------------- | -------------------------------------------------------------- | -------------------------------------------------------------- | -------------------------------------------------------------- | -------------------------------------------------------------- | -------------------------------------------------------------- | -------------------------------------------------------------- | -------------------------------------------------------------- | -------------------------------------------------------------- | -------------------------------------------------------------- | -------------------------------------------------------------- | -------------------------------------------------------------- |
| عمالة فاس                                                           | 31                                                             | -                                                              | 18                                                             | 6                                                              | -                                                              | -                                                              | -                                                              | -                                                              | 7                                                              | -                                                              | -                                                              | -                                                              | -                                                              |
| عمالة مكناس                                                         | 27                                                             | 3                                                              | 5                                                              | 3                                                              | 9                                                              | -                                                              | 4                                                              | -                                                              | 3                                                              | -                                                              | -                                                              | -                                                              | -                                                              |
| إقليم الحاجب                                                        | 15                                                             | -                                                              | -                                                              | 3                                                              | -                                                              | 1                                                              | -                                                              | 2                                                              | 2                                                              | 7                                                              | -                                                              | -                                                              | -                                                              |
| إقليم إفران                                                         | 13                                                             | 2                                                              | -                                                              | 1                                                              | 4                                                              | 3                                                              | -                                                              | 1                                                              | 2                                                              | -                                                              | -                                                              | -                                                              | -                                                              |
| إقليم مولاي يعقوب                                                   | 13                                                             | 2                                                              | 1                                                              | 2                                                              | 3                                                              | 1                                                              | -                                                              | -                                                              | 1                                                              | 1                                                              | 2                                                              | -                                                              | -                                                              |
| إقليم صفرو                                                          | 15                                                             | 1                                                              | 2                                                              | 1                                                              | 3                                                              | 1                                                              | -                                                              | 5                                                              | -                                                              | 2                                                              | -                                                              | -                                                              | -                                                              |
| إقليم بولمان                                                        | 13                                                             | 1                                                              | 1                                                              | 1                                                              | 1                                                              | -                                                              | -                                                              | -                                                              | 1                                                              | 7                                                              | -                                                              | -                                                              | 1                                                              |
| إقليم تاونات                                                        | 23                                                             | 3                                                              | 2                                                              | 4                                                              | 3                                                              | 2                                                              | -                                                              | 3                                                              | 6                                                              | -                                                              | -                                                              | -                                                              | -                                                              |
| إقليم تازة                                                          | 21                                                             | 5                                                              | 2                                                              | 2                                                              | 4                                                              | 1                                                              | -                                                              | 2                                                              | 2                                                              | 2                                                              | -                                                              | 1                                                              | -                                                              |
| انتخاب رؤساء مجالس العمالات والأقاليم لجهة فاس مكناس 26 سبتمبر 2015 |                                                                |                                                                |                                                                |                                                                |                                                                |                                                                |                                                                |                                                                |                                                                |                                                                |                                                                |                                                                |                                                                |
| الرئيس المنتخب                                                      | الرئيس المنتخب                                                 | الرئيس المنتخب                                                 | الرئيس المنتخب                                                 | الرئيس المنتخب                                                 | الانتماء الحزبي                                                | الانتماء الحزبي                                                | الانتماء الحزبي                                                | الانتماء الحزبي                                                | الانتماء الحزبي                                                | عن العمالة أو الإقليم                                          | عن العمالة أو الإقليم                                          | عن العمالة أو الإقليم                                          | عن العمالة أو الإقليم                                          |
| الحسين العبادي                                                      | الحسين العبادي                                                 | الحسين العبادي                                                 | الحسين العبادي                                                 | الحسين العبادي                                                 | حزب العدالة والتنمية                                           | حزب العدالة والتنمية                                           | حزب العدالة والتنمية                                           | حزب العدالة والتنمية                                           | حزب العدالة والتنمية                                           | عمالة فاس                                                      | عمالة فاس                                                      | عمالة فاس                                                      | عمالة فاس                                                      |
| التهامي اللحكي                                                      | التهامي اللحكي                                                 | التهامي اللحكي                                                 | التهامي اللحكي                                                 | التهامي اللحكي                                                 | الحركة الشعبية                                                 | الحركة الشعبية                                                 | الحركة الشعبية                                                 | الحركة الشعبية                                                 | الحركة الشعبية                                                 | عمالة مكناس                                                    | عمالة مكناس                                                    | عمالة مكناس                                                    | عمالة مكناس                                                    |
| حفيظ أوعشي                                                          | حفيظ أوعشي                                                     | حفيظ أوعشي                                                     | حفيظ أوعشي                                                     | حفيظ أوعشي                                                     | حزب الاستقلال                                                  | حزب الاستقلال                                                  | حزب الاستقلال                                                  | حزب الاستقلال                                                  | حزب الاستقلال                                                  | إقليم الحاجب                                                   | إقليم الحاجب                                                   | إقليم الحاجب                                                   | إقليم الحاجب                                                   |
| حمو أوحلي                                                           | حمو أوحلي                                                      | حمو أوحلي                                                      | حمو أوحلي                                                      | حمو أوحلي                                                      | الحركة الشعبية                                                 | الحركة الشعبية                                                 | الحركة الشعبية                                                 | الحركة الشعبية                                                 | الحركة الشعبية                                                 | إقليم إفران                                                    | إقليم إفران                                                    | إقليم إفران                                                    | إقليم إفران                                                    |
| جواد الدواحي                                                        | جواد الدواحي                                                   | جواد الدواحي                                                   | جواد الدواحي                                                   | جواد الدواحي                                                   | حزب الأصالة والمعاصرة                                          | حزب الأصالة والمعاصرة                                          | حزب الأصالة والمعاصرة                                          | حزب الأصالة والمعاصرة                                          | حزب الأصالة والمعاصرة                                          | إقليم مولاي يعقوب                                              | إقليم مولاي يعقوب                                              | إقليم مولاي يعقوب                                              | إقليم مولاي يعقوب                                              |
| امحمد أزلماض                                                        | امحمد أزلماض                                                   | امحمد أزلماض                                                   | امحمد أزلماض                                                   | امحمد أزلماض                                                   | الحركة الشعبية                                                 | الحركة الشعبية                                                 | الحركة الشعبية                                                 | الحركة الشعبية                                                 | الحركة الشعبية                                                 | إقليم صفرو                                                     | إقليم صفرو                                                     | إقليم صفرو                                                     | إقليم صفرو                                                     |
| عبد القادر كمو                                                      | عبد القادر كمو                                                 | عبد القادر كمو                                                 | عبد القادر كمو                                                 | عبد القادر كمو                                                 | تحالف فدرالية اليسار الديمقراطي                                | تحالف فدرالية اليسار الديمقراطي                                | تحالف فدرالية اليسار الديمقراطي                                | تحالف فدرالية اليسار الديمقراطي                                | تحالف فدرالية اليسار الديمقراطي                                | إقليم بولمان                                                   | إقليم بولمان                                                   | إقليم بولمان                                                   | إقليم بولمان                                                   |
| محمد السلافي                                                        | محمد السلافي                                                   | محمد السلافي                                                   | محمد السلافي                                                   | محمد السلافي                                                   | التجمع الوطني للأحرار                                          | التجمع الوطني للأحرار                                          | التجمع الوطني للأحرار                                          | التجمع الوطني للأحرار                                          | التجمع الوطني للأحرار                                          | إقليم تاونات                                                   | إقليم تاونات                                                   | إقليم تاونات                                                   | إقليم تاونات                                                   |
| عبد الواحد المسعودي                                                 | عبد الواحد المسعودي                                            | عبد الواحد المسعودي                                            | عبد الواحد المسعودي                                            | عبد الواحد المسعودي                                            | حزب الأصالة والمعاصرة                                          | حزب الأصالة والمعاصرة                                          | حزب الأصالة والمعاصرة                                          | حزب الأصالة والمعاصرة                                          | حزب الأصالة والمعاصرة                                          | إقليم تازة                                                     | إقليم تازة                                                     | إقليم تازة                                                     | إقليم تازة                                                     |

### نتائج جهة الرباط سلا القنيطرة
تضم الرباط سلا القنيطرة 4 أقاليم و3 عمالات وهما: عمالة الرباط، عمالة سلا، عمالة الصخيرات تمارة، إقليم القنيطرة، إقليم الخميسات، إقليم سيدي قاسم، إقليم سيدي سليمان.
وعلى صعيد كل إقليم وعمالة جاءت النتائج على النحو التالي:
| انتخاب أعضاء مجالس عمالات وأقاليم جهة الرباط سلا القنيطرة 17 سبتمبر 2015      | انتخاب أعضاء مجالس عمالات وأقاليم جهة الرباط سلا القنيطرة 17 سبتمبر 2015 | انتخاب أعضاء مجالس عمالات وأقاليم جهة الرباط سلا القنيطرة 17 سبتمبر 2015 | انتخاب أعضاء مجالس عمالات وأقاليم جهة الرباط سلا القنيطرة 17 سبتمبر 2015 | انتخاب أعضاء مجالس عمالات وأقاليم جهة الرباط سلا القنيطرة 17 سبتمبر 2015 | انتخاب أعضاء مجالس عمالات وأقاليم جهة الرباط سلا القنيطرة 17 سبتمبر 2015 | انتخاب أعضاء مجالس عمالات وأقاليم جهة الرباط سلا القنيطرة 17 سبتمبر 2015 | انتخاب أعضاء مجالس عمالات وأقاليم جهة الرباط سلا القنيطرة 17 سبتمبر 2015 | انتخاب أعضاء مجالس عمالات وأقاليم جهة الرباط سلا القنيطرة 17 سبتمبر 2015 | انتخاب أعضاء مجالس عمالات وأقاليم جهة الرباط سلا القنيطرة 17 سبتمبر 2015 | انتخاب أعضاء مجالس عمالات وأقاليم جهة الرباط سلا القنيطرة 17 سبتمبر 2015 | انتخاب أعضاء مجالس عمالات وأقاليم جهة الرباط سلا القنيطرة 17 سبتمبر 2015 | انتخاب أعضاء مجالس عمالات وأقاليم جهة الرباط سلا القنيطرة 17 سبتمبر 2015 | انتخاب أعضاء مجالس عمالات وأقاليم جهة الرباط سلا القنيطرة 17 سبتمبر 2015 |
| العمالة أو الإقليم                                                            | الواجب إنتخابهم                                                          | الأصالة والمعاصرة                                                        | العدالة والتنمية                                                         | حزب الاستقلال                                                            | الحركة الشعبية                                                           | التقدم والاشتراكية                                                       | الاتحاد الدستوري                                                         | الاتحاد الاشتراكي                                                        | التجمع الوطني للأحرار                                                    | اللامنتمون                                                               | العهد                                                                    | الحركة د ج                                                               | الشورى                                                                   |
| ----------------------------------------------------------------------------- | ------------------------------------------------------------------------ | ------------------------------------------------------------------------ | ------------------------------------------------------------------------ | ------------------------------------------------------------------------ | ------------------------------------------------------------------------ | ------------------------------------------------------------------------ | ------------------------------------------------------------------------ | ------------------------------------------------------------------------ | ------------------------------------------------------------------------ | ------------------------------------------------------------------------ | ------------------------------------------------------------------------ | ------------------------------------------------------------------------ | ------------------------------------------------------------------------ |
| عمالة الرباط                                                                  | 21                                                                       | 5                                                                        | 7                                                                        | -                                                                        | 2                                                                        | -                                                                        | 1                                                                        | -                                                                        | 3                                                                        | 3                                                                        | -                                                                        | -                                                                        | -                                                                        |
| عمالة سلا                                                                     | 29                                                                       | 4                                                                        | -                                                                        | 1                                                                        | -                                                                        | 7                                                                        | 1                                                                        | -                                                                        | -                                                                        | 16                                                                       | -                                                                        | -                                                                        | -                                                                        |
| عمالة الصخيرات تمارة                                                          | 21                                                                       | 6                                                                        | 8                                                                        | -                                                                        | -                                                                        | 1                                                                        | -                                                                        | -                                                                        | 6                                                                        | -                                                                        | -                                                                        | -                                                                        | -                                                                        |
| إقليم القنيطرة                                                                | 31                                                                       | 5                                                                        | 10                                                                       | 3                                                                        | 1                                                                        | -                                                                        | 6                                                                        | -                                                                        | 4                                                                        | -                                                                        | -                                                                        | 2                                                                        | -                                                                        |
| إقليم الخميسات                                                                | 21                                                                       | 2                                                                        | 2                                                                        | 1                                                                        | 4                                                                        | 1                                                                        | -                                                                        | -                                                                        | 4                                                                        | 1                                                                        | -                                                                        | 6                                                                        | -                                                                        |
| إقليم سيدي سليمان                                                             | 17                                                                       | 1                                                                        | 1                                                                        | -                                                                        | 1                                                                        | 1                                                                        | 9                                                                        | 3                                                                        | -                                                                        | -                                                                        | -                                                                        | -                                                                        | 1                                                                        |
| إقليم سيدي قاسم                                                               | 21                                                                       | 4                                                                        | 2                                                                        | 4                                                                        | 2                                                                        | 4                                                                        | 2                                                                        | 1                                                                        | -                                                                        | -                                                                        | 2                                                                        | -                                                                        | -                                                                        |
| انتخاب رؤساء مجالس العمالات والأقاليم لجهة الرباط سلا القنيطرة 26 سبتمبر 2015 |                                                                          |                                                                          |                                                                          |                                                                          |                                                                          |                                                                          |                                                                          |                                                                          |                                                                          |                                                                          |                                                                          |                                                                          |                                                                          |
| الرئيس المنتخب                                                                | الرئيس المنتخب                                                           | الرئيس المنتخب                                                           | الرئيس المنتخب                                                           | الرئيس المنتخب                                                           | الانتماء الحزبي                                                          | الانتماء الحزبي                                                          | الانتماء الحزبي                                                          | الانتماء الحزبي                                                          | الانتماء الحزبي                                                          | عن العمالة أو الإقليم                                                    | عن العمالة أو الإقليم                                                    | عن العمالة أو الإقليم                                                    | عن العمالة أو الإقليم                                                    |
| سعد بنمبارك                                                                   | سعد بنمبارك                                                              | سعد بنمبارك                                                              | سعد بنمبارك                                                              | سعد بنمبارك                                                              | التجمع الوطني للأحرار                                                    | التجمع الوطني للأحرار                                                    | التجمع الوطني للأحرار                                                    | التجمع الوطني للأحرار                                                    | التجمع الوطني للأحرار                                                    | عمالة الرباط                                                             | عمالة الرباط                                                             | عمالة الرباط                                                             | عمالة الرباط                                                             |
| حماني امحزون                                                                  | حماني امحزون                                                             | حماني امحزون                                                             | حماني امحزون                                                             | حماني امحزون                                                             | بدون انتماء سياسي                                                        | بدون انتماء سياسي                                                        | بدون انتماء سياسي                                                        | بدون انتماء سياسي                                                        | بدون انتماء سياسي                                                        | عمالة سلا                                                                | عمالة سلا                                                                | عمالة سلا                                                                | عمالة سلا                                                                |
| زهير الزمزامي                                                                 | زهير الزمزامي                                                            | زهير الزمزامي                                                            | زهير الزمزامي                                                            | زهير الزمزامي                                                            | حزب التقدم والاشتراكية                                                   | حزب التقدم والاشتراكية                                                   | حزب التقدم والاشتراكية                                                   | حزب التقدم والاشتراكية                                                   | حزب التقدم والاشتراكية                                                   | عمالة الصخيرات تمارة                                                     | عمالة الصخيرات تمارة                                                     | عمالة الصخيرات تمارة                                                     | عمالة الصخيرات تمارة                                                     |
| الغازي الغراربة                                                               | الغازي الغراربة                                                          | الغازي الغراربة                                                          | الغازي الغراربة                                                          | الغازي الغراربة                                                          | حزب الاتحاد الدستوري                                                     | حزب الاتحاد الدستوري                                                     | حزب الاتحاد الدستوري                                                     | حزب الاتحاد الدستوري                                                     | حزب الاتحاد الدستوري                                                     | إقليم القنيطرة                                                           | إقليم القنيطرة                                                           | إقليم القنيطرة                                                           | إقليم القنيطرة                                                           |
| محمد لحموش                                                                    | محمد لحموش                                                               | محمد لحموش                                                               | محمد لحموش                                                               | محمد لحموش                                                               | الحركة الشعبية                                                           | الحركة الشعبية                                                           | الحركة الشعبية                                                           | الحركة الشعبية                                                           | الحركة الشعبية                                                           | إقليم الخميسات                                                           | إقليم الخميسات                                                           | إقليم الخميسات                                                           | إقليم الخميسات                                                           |
| ياسين الراضي                                                                  | ياسين الراضي                                                             | ياسين الراضي                                                             | ياسين الراضي                                                             | ياسين الراضي                                                             | حزب الاتحاد الدستوري                                                     | حزب الاتحاد الدستوري                                                     | حزب الاتحاد الدستوري                                                     | حزب الاتحاد الدستوري                                                     | حزب الاتحاد الدستوري                                                     | إقليم سيدي سليمان                                                        | إقليم سيدي سليمان                                                        | إقليم سيدي سليمان                                                        | إقليم سيدي سليمان                                                        |
| السعد ابن زروال                                                               | السعد ابن زروال                                                          | السعد ابن زروال                                                          | السعد ابن زروال                                                          | السعد ابن زروال                                                          | حزب الأصالة والمعاصرة                                                    | حزب الأصالة والمعاصرة                                                    | حزب الأصالة والمعاصرة                                                    | حزب الأصالة والمعاصرة                                                    | حزب الأصالة والمعاصرة                                                    | إقليم سيدي قاسم                                                          | إقليم سيدي قاسم                                                          | إقليم سيدي قاسم                                                          | إقليم سيدي قاسم                                                          |

### نتائج جهة الدار البيضاء سطات
جهة الدار البيضاء سطات تضم 7 أقاليم وعمالتين واحدة وهما: عمالة الدار البيضاء والتي بدورها تضم (عمالة مقاطعات الدار البيضاء أنفا - عمالة مقاطعات الفداء مرس السلطان - عمالة مقاطعات عين السبع الحي المحمدي - عمالة مقاطعات سيدي البرنوصي - عمالة مقاطعات ابن مسيك - عمالة مقاطعات مولاي رشيد - عمالة مقاطعة الحي الحسني - عمالة مقاطعة عين الشق)، عمالة المحمدية، إقليم الجديدة، إقليم مديونة، إقليم النواصر، إقليم برشيد، إقليم بن سليمان، إقليم سيدي بنور، إقليم سطات.
وعلى صعيد كل إقليم وعمالة جاءت النتائج على النحو التالي:
| انتخاب أعضاء مجالس عمالات وأقاليم جهة الدار البيضاء سطات 17 سبتمبر 2015      | انتخاب أعضاء مجالس عمالات وأقاليم جهة الدار البيضاء سطات 17 سبتمبر 2015 | انتخاب أعضاء مجالس عمالات وأقاليم جهة الدار البيضاء سطات 17 سبتمبر 2015 | انتخاب أعضاء مجالس عمالات وأقاليم جهة الدار البيضاء سطات 17 سبتمبر 2015 | انتخاب أعضاء مجالس عمالات وأقاليم جهة الدار البيضاء سطات 17 سبتمبر 2015 | انتخاب أعضاء مجالس عمالات وأقاليم جهة الدار البيضاء سطات 17 سبتمبر 2015 | انتخاب أعضاء مجالس عمالات وأقاليم جهة الدار البيضاء سطات 17 سبتمبر 2015 | انتخاب أعضاء مجالس عمالات وأقاليم جهة الدار البيضاء سطات 17 سبتمبر 2015 | انتخاب أعضاء مجالس عمالات وأقاليم جهة الدار البيضاء سطات 17 سبتمبر 2015 | انتخاب أعضاء مجالس عمالات وأقاليم جهة الدار البيضاء سطات 17 سبتمبر 2015 | انتخاب أعضاء مجالس عمالات وأقاليم جهة الدار البيضاء سطات 17 سبتمبر 2015 | انتخاب أعضاء مجالس عمالات وأقاليم جهة الدار البيضاء سطات 17 سبتمبر 2015 | انتخاب أعضاء مجالس عمالات وأقاليم جهة الدار البيضاء سطات 17 سبتمبر 2015 |                       |
| العمالة أو الإقليم                                                           | الواجب إنتخابهم                                                         | الأصالة والمعاصرة                                                       | العدالة والتنمية                                                        | حزب الاستقلال                                                           | الحركة الشعبية                                                          | التقدم والاشتراكية                                                      | الاتحاد الدستوري                                                        | الاتحاد الاشتراكي                                                       | التجمع الوطني للأحرار                                                   | حزب البيئة                                                              | جبهة القوى                                                              |                                                                         |                       |
| ---------------------------------------------------------------------------- | ----------------------------------------------------------------------- | ----------------------------------------------------------------------- | ----------------------------------------------------------------------- | ----------------------------------------------------------------------- | ----------------------------------------------------------------------- | ----------------------------------------------------------------------- | ----------------------------------------------------------------------- | ----------------------------------------------------------------------- | ----------------------------------------------------------------------- | ----------------------------------------------------------------------- | ----------------------------------------------------------------------- | ----------------------------------------------------------------------- | --------------------- |
| عمالة الدار البيضاء                                                          | 31                                                                      | 2                                                                       | 17                                                                      | 2                                                                       | -                                                                       | 1                                                                       | 2                                                                       | 1                                                                       | 6                                                                       | -                                                                       | -                                                                       |                                                                         |                       |
| عمالة المحمدية                                                               | 19                                                                      | 2                                                                       | 5                                                                       | -                                                                       | 4                                                                       | -                                                                       | -                                                                       | 3                                                                       | 5                                                                       | -                                                                       | -                                                                       |                                                                         |                       |
| إقليم الجديدة                                                                | 25                                                                      | 7                                                                       | 2                                                                       | 5                                                                       | 6                                                                       | -                                                                       | -                                                                       | 5                                                                       | -                                                                       | -                                                                       | -                                                                       |                                                                         |                       |
| إقليم النواصر                                                                | 17                                                                      | 4                                                                       | 5                                                                       | 7                                                                       | -                                                                       | -                                                                       | 1                                                                       | -                                                                       | -                                                                       | -                                                                       | -                                                                       |                                                                         |                       |
| إقليم مديونة                                                                 | 13                                                                      | 6                                                                       | 1                                                                       | 4                                                                       | -                                                                       | 1                                                                       | 1                                                                       | -                                                                       | -                                                                       | -                                                                       | -                                                                       |                                                                         |                       |
| إقليم بن سليمان                                                              | 15                                                                      | -                                                                       | -                                                                       | 6                                                                       | 2                                                                       | 3                                                                       | -                                                                       | -                                                                       | 3                                                                       | 1                                                                       | -                                                                       |                                                                         |                       |
| إقليم برشيد                                                                  | 19                                                                      | 8                                                                       | -                                                                       | 5                                                                       | 2                                                                       | -                                                                       | -                                                                       | 1                                                                       | 3                                                                       | -                                                                       | -                                                                       |                                                                         |                       |
| إقليم سطات                                                                   | 23                                                                      | 5                                                                       | 4                                                                       | 5                                                                       | -                                                                       | 2                                                                       | 2                                                                       | 3                                                                       | -                                                                       | -                                                                       | 2                                                                       |                                                                         |                       |
| إقليم سيدي بنور                                                              | 19                                                                      | 8                                                                       | -                                                                       | 2                                                                       | -                                                                       | 3                                                                       | -                                                                       | 2                                                                       | 4                                                                       | -                                                                       | -                                                                       |                                                                         |                       |
| انتخاب رؤساء مجالس العمالات والأقاليم لجهة الدار البيضاء سطات 26 سبتمبر 2015 |                                                                         |                                                                         |                                                                         |                                                                         |                                                                         |                                                                         |                                                                         |                                                                         |                                                                         |                                                                         |                                                                         |                                                                         |                       |
| الرئيس المنتخب                                                               | الرئيس المنتخب                                                          | الرئيس المنتخب                                                          | الرئيس المنتخب                                                          | الرئيس المنتخب                                                          | الانتماء الحزبي                                                         | الانتماء الحزبي                                                         | الانتماء الحزبي                                                         | الانتماء الحزبي                                                         | عن العمالة أو الإقليم                                                   | عن العمالة أو الإقليم                                                   | عن العمالة أو الإقليم                                                   | عن العمالة أو الإقليم                                                   | عن العمالة أو الإقليم |
| نجيب عمور                                                                    | نجيب عمور                                                               | نجيب عمور                                                               | نجيب عمور                                                               | نجيب عمور                                                               | حزب العدالة والتنمية                                                    | حزب العدالة والتنمية                                                    | حزب العدالة والتنمية                                                    | حزب العدالة والتنمية                                                    | عمالة الدار البيضاء                                                     | عمالة الدار البيضاء                                                     | عمالة الدار البيضاء                                                     | عمالة الدار البيضاء                                                     | عمالة الدار البيضاء   |
| حمد العطواني                                                                 | حمد العطواني                                                            | حمد العطواني                                                            | حمد العطواني                                                            | حمد العطواني                                                            | التجمع الوطني للأحرار                                                   | التجمع الوطني للأحرار                                                   | التجمع الوطني للأحرار                                                   | التجمع الوطني للأحرار                                                   | عمالة المحمدية                                                          | عمالة المحمدية                                                          | عمالة المحمدية                                                          | عمالة المحمدية                                                          | عمالة المحمدية        |
| محمد الزاهيدي                                                                | محمد الزاهيدي                                                           | محمد الزاهيدي                                                           | محمد الزاهيدي                                                           | محمد الزاهيدي                                                           | حزب الأصالة والمعاصرة                                                   | حزب الأصالة والمعاصرة                                                   | حزب الأصالة والمعاصرة                                                   | حزب الأصالة والمعاصرة                                                   | إقليم الجديدة                                                           | إقليم الجديدة                                                           | إقليم الجديدة                                                           | إقليم الجديدة                                                           | إقليم الجديدة         |
| عبد العزيز الجدعي                                                            | عبد العزيز الجدعي                                                       | عبد العزيز الجدعي                                                       | عبد العزيز الجدعي                                                       | عبد العزيز الجدعي                                                       | حزب الاستقلال                                                           | حزب الاستقلال                                                           | حزب الاستقلال                                                           | حزب الاستقلال                                                           | إقليم النواصر                                                           | إقليم النواصر                                                           | إقليم النواصر                                                           | إقليم النواصر                                                           | إقليم النواصر         |
| زكرياء الادريسي                                                              | زكرياء الادريسي                                                         | زكرياء الادريسي                                                         | زكرياء الادريسي                                                         | زكرياء الادريسي                                                         | حزب التقدم والاشتراكية                                                  | حزب التقدم والاشتراكية                                                  | حزب التقدم والاشتراكية                                                  | حزب التقدم والاشتراكية                                                  | إقليم مديونة                                                            | إقليم مديونة                                                            | إقليم مديونة                                                            | إقليم مديونة                                                            | إقليم مديونة          |
| خليل الذهي                                                                   | خليل الذهي                                                              | خليل الذهي                                                              | خليل الذهي                                                              | خليل الذهي                                                              | حزب الاستقلال                                                           | حزب الاستقلال                                                           | حزب الاستقلال                                                           | حزب الاستقلال                                                           | إقليم بن سليمان                                                         | إقليم بن سليمان                                                         | إقليم بن سليمان                                                         | إقليم بن سليمان                                                         | إقليم بن سليمان       |
| نورالدين البيضي                                                              | نورالدين البيضي                                                         | نورالدين البيضي                                                         | نورالدين البيضي                                                         | نورالدين البيضي                                                         | حزب الأصالة والمعاصرة                                                   | حزب الأصالة والمعاصرة                                                   | حزب الأصالة والمعاصرة                                                   | حزب الأصالة والمعاصرة                                                   | إقليم برشيد                                                             | إقليم برشيد                                                             | إقليم برشيد                                                             | إقليم برشيد                                                             | إقليم برشيد           |
| عبد القادر قنديل                                                             | عبد القادر قنديل                                                        | عبد القادر قنديل                                                        | عبد القادر قنديل                                                        | عبد القادر قنديل                                                        | التجمع الوطني للأحرار                                                   | التجمع الوطني للأحرار                                                   | التجمع الوطني للأحرار                                                   | التجمع الوطني للأحرار                                                   | إقليم سيدي بنور                                                         | إقليم سيدي بنور                                                         | إقليم سيدي بنور                                                         | إقليم سيدي بنور                                                         | إقليم سيدي بنور       |
| المصطفى القاسمي                                                              | المصطفى القاسمي                                                         | المصطفى القاسمي                                                         | المصطفى القاسمي                                                         | المصطفى القاسمي                                                         | حزب الاستقلال                                                           | حزب الاستقلال                                                           | حزب الاستقلال                                                           | حزب الاستقلال                                                           | إقليم سطات                                                              | إقليم سطات                                                              | إقليم سطات                                                              | إقليم سطات                                                              | إقليم سطات            |

### نتائج جهة بني ملال خنيفرة
تضم جهة بني ملال خنيفرة 5 أقاليم وهي: إقليم بني ملال، إقليم أزيلال، إقليم الفقيه بن صالح، إقليم خنيفرة، إقليم خريبكة.
وعلى صعيد كل إقليم وعمالة جاءت النتائج على النحو التالي:
| انتخاب أعضاء مجالس عمالات وأقاليم جهة بني ملال خنيفرة 17 سبتمبر 2015      | انتخاب أعضاء مجالس عمالات وأقاليم جهة بني ملال خنيفرة 17 سبتمبر 2015 | انتخاب أعضاء مجالس عمالات وأقاليم جهة بني ملال خنيفرة 17 سبتمبر 2015 | انتخاب أعضاء مجالس عمالات وأقاليم جهة بني ملال خنيفرة 17 سبتمبر 2015 | انتخاب أعضاء مجالس عمالات وأقاليم جهة بني ملال خنيفرة 17 سبتمبر 2015 | انتخاب أعضاء مجالس عمالات وأقاليم جهة بني ملال خنيفرة 17 سبتمبر 2015 | انتخاب أعضاء مجالس عمالات وأقاليم جهة بني ملال خنيفرة 17 سبتمبر 2015 | انتخاب أعضاء مجالس عمالات وأقاليم جهة بني ملال خنيفرة 17 سبتمبر 2015 | انتخاب أعضاء مجالس عمالات وأقاليم جهة بني ملال خنيفرة 17 سبتمبر 2015 | انتخاب أعضاء مجالس عمالات وأقاليم جهة بني ملال خنيفرة 17 سبتمبر 2015 | انتخاب أعضاء مجالس عمالات وأقاليم جهة بني ملال خنيفرة 17 سبتمبر 2015 | انتخاب أعضاء مجالس عمالات وأقاليم جهة بني ملال خنيفرة 17 سبتمبر 2015 | انتخاب أعضاء مجالس عمالات وأقاليم جهة بني ملال خنيفرة 17 سبتمبر 2015 | انتخاب أعضاء مجالس عمالات وأقاليم جهة بني ملال خنيفرة 17 سبتمبر 2015 | انتخاب أعضاء مجالس عمالات وأقاليم جهة بني ملال خنيفرة 17 سبتمبر 2015 |
| العمالة أو الإقليم                                                        | الواجب إنتخابهم                                                      | الأصالة والمعاصرة                                                    | العدالة والتنمية                                                     | حزب الاستقلال                                                        | الحركة الشعبية                                                       | التقدم والاشتراكية                                                   | الاتحاد الدستوري                                                     | الاتحاد الاشتراكي                                                    | التجمع الوطني للأحرار                                                | اللامنتمون                                                           | حزب البيئة                                                           | جبهة القوى                                                           | فدرالية اليسار                                                       | الحركة د ج                                                           |
| ------------------------------------------------------------------------- | -------------------------------------------------------------------- | -------------------------------------------------------------------- | -------------------------------------------------------------------- | -------------------------------------------------------------------- | -------------------------------------------------------------------- | -------------------------------------------------------------------- | -------------------------------------------------------------------- | -------------------------------------------------------------------- | -------------------------------------------------------------------- | -------------------------------------------------------------------- | -------------------------------------------------------------------- | -------------------------------------------------------------------- | -------------------------------------------------------------------- | -------------------------------------------------------------------- |
| إقليم بني ملال                                                            | 21                                                                   | 7                                                                    | 3                                                                    | 3                                                                    | 5                                                                    | -                                                                    | -                                                                    | 2                                                                    | -                                                                    | 1                                                                    | -                                                                    | -                                                                    | -                                                                    | -                                                                    |
| إقليم أزيلال                                                              | 21                                                                   | 6                                                                    | -                                                                    | 3                                                                    | 2                                                                    | 1                                                                    | 1                                                                    | 2                                                                    | 2                                                                    | -                                                                    | 1                                                                    | -                                                                    | 1                                                                    | 2                                                                    |
| إقليم الفقيه بن صالح                                                      | 21                                                                   | 4                                                                    | 2                                                                    | -                                                                    | 4                                                                    | -                                                                    | -                                                                    | 7                                                                    | 4                                                                    | -                                                                    | -                                                                    | -                                                                    | -                                                                    | -                                                                    |
| إقليم خنيفرة                                                              | 17                                                                   | 3                                                                    | 1                                                                    | 3                                                                    | 4                                                                    | -                                                                    | 2                                                                    | 2                                                                    | 1                                                                    | -                                                                    | -                                                                    | 1                                                                    | -                                                                    | -                                                                    |
| إقليم خريبكة                                                              | 21                                                                   | -                                                                    | 3                                                                    | 2                                                                    | 6                                                                    | -                                                                    | 6                                                                    | 3                                                                    | 1                                                                    | -                                                                    | -                                                                    | -                                                                    | -                                                                    | -                                                                    |
| انتخاب رؤساء مجالس العمالات والأقاليم لجهة بني ملال خنيفرة 26 سبتمبر 2015 |                                                                      |                                                                      |                                                                      |                                                                      |                                                                      |                                                                      |                                                                      |                                                                      |                                                                      |                                                                      |                                                                      |                                                                      |                                                                      |                                                                      |
| الرئيس المنتخب                                                            | الرئيس المنتخب                                                       | الرئيس المنتخب                                                       | الرئيس المنتخب                                                       | الرئيس المنتخب                                                       | الانتماء الحزبي                                                      | الانتماء الحزبي                                                      | الانتماء الحزبي                                                      | الانتماء الحزبي                                                      | الانتماء الحزبي                                                      | عن العمالة أو الإقليم                                                | عن العمالة أو الإقليم                                                | عن العمالة أو الإقليم                                                | عن العمالة أو الإقليم                                                | عن العمالة أو الإقليم                                                |
| محمد حلحال                                                                | محمد حلحال                                                           | محمد حلحال                                                           | محمد حلحال                                                           | محمد حلحال                                                           | حزب الأصالة والمعاصرة                                                | حزب الأصالة والمعاصرة                                                | حزب الأصالة والمعاصرة                                                | حزب الأصالة والمعاصرة                                                | حزب الأصالة والمعاصرة                                                | إقليم بني ملال                                                       | إقليم بني ملال                                                       | إقليم بني ملال                                                       | إقليم بني ملال                                                       | إقليم بني ملال                                                       |
| محمد قرشي                                                                 | محمد قرشي                                                            | محمد قرشي                                                            | محمد قرشي                                                            | محمد قرشي                                                            | حزب الأصالة والمعاصرة                                                | حزب الأصالة والمعاصرة                                                | حزب الأصالة والمعاصرة                                                | حزب الأصالة والمعاصرة                                                | حزب الأصالة والمعاصرة                                                | إقليم أزيلال                                                         | إقليم أزيلال                                                         | إقليم أزيلال                                                         | إقليم أزيلال                                                         | إقليم أزيلال                                                         |
| كمال المحفوظ                                                              | كمال المحفوظ                                                         | كمال المحفوظ                                                         | كمال المحفوظ                                                         | كمال المحفوظ                                                         | حزب الاتحاد الاشتراكي للقوات الشعبية                                 | حزب الاتحاد الاشتراكي للقوات الشعبية                                 | حزب الاتحاد الاشتراكي للقوات الشعبية                                 | حزب الاتحاد الاشتراكي للقوات الشعبية                                 | حزب الاتحاد الاشتراكي للقوات الشعبية                                 | إقليم الفقيه بن صالح                                                 | إقليم الفقيه بن صالح                                                 | إقليم الفقيه بن صالح                                                 | إقليم الفقيه بن صالح                                                 | إقليم الفقيه بن صالح                                                 |
| صالح أوغبال                                                               | صالح أوغبال                                                          | صالح أوغبال                                                          | صالح أوغبال                                                          | صالح أوغبال                                                          | حزب الاستقلال                                                        | حزب الاستقلال                                                        | حزب الاستقلال                                                        | حزب الاستقلال                                                        | حزب الاستقلال                                                        | إقليم خنيفرة                                                         | إقليم خنيفرة                                                         | إقليم خنيفرة                                                         | إقليم خنيفرة                                                         | إقليم خنيفرة                                                         |
| محمد زكراني                                                               | محمد زكراني                                                          | محمد زكراني                                                          | محمد زكراني                                                          | محمد زكراني                                                          | حزب الاتحاد الدستوري                                                 | حزب الاتحاد الدستوري                                                 | حزب الاتحاد الدستوري                                                 | حزب الاتحاد الدستوري                                                 | حزب الاتحاد الدستوري                                                 | إقليم خريبكة                                                         | إقليم خريبكة                                                         | إقليم خريبكة                                                         | إقليم خريبكة                                                         | إقليم خريبكة                                                         |

### نتائج جهة درعة تافيلالت
وتضم جهة درعة تافيلالت 5 أقاليم وهم: إقليم الرشيدية، إقليم ورزازات، إقليم ميدلت، إقليم تنغير، إقليم زاكورة.
وعلى صعيد كل إقليم جاءت النتائج على النحو التالي:
| انتخاب أعضاء مجالس عمالات وأقاليم جهة درعة تافيلالت 17 سبتمبر 2015      | انتخاب أعضاء مجالس عمالات وأقاليم جهة درعة تافيلالت 17 سبتمبر 2015 | انتخاب أعضاء مجالس عمالات وأقاليم جهة درعة تافيلالت 17 سبتمبر 2015 | انتخاب أعضاء مجالس عمالات وأقاليم جهة درعة تافيلالت 17 سبتمبر 2015 | انتخاب أعضاء مجالس عمالات وأقاليم جهة درعة تافيلالت 17 سبتمبر 2015 | انتخاب أعضاء مجالس عمالات وأقاليم جهة درعة تافيلالت 17 سبتمبر 2015 | انتخاب أعضاء مجالس عمالات وأقاليم جهة درعة تافيلالت 17 سبتمبر 2015 | انتخاب أعضاء مجالس عمالات وأقاليم جهة درعة تافيلالت 17 سبتمبر 2015 | انتخاب أعضاء مجالس عمالات وأقاليم جهة درعة تافيلالت 17 سبتمبر 2015 | انتخاب أعضاء مجالس عمالات وأقاليم جهة درعة تافيلالت 17 سبتمبر 2015 | انتخاب أعضاء مجالس عمالات وأقاليم جهة درعة تافيلالت 17 سبتمبر 2015 | انتخاب أعضاء مجالس عمالات وأقاليم جهة درعة تافيلالت 17 سبتمبر 2015 |
| العمالة أو الإقليم                                                      | الواجب إنتخابهم                                                    | الأصالة والمعاصرة                                                  | العدالة والتنمية                                                   | حزب الاستقلال                                                      | الحركة الشعبية                                                     | التقدم والاشتراكية                                                 | الاتحاد الدستوري                                                   | الاتحاد الاشتراكي                                                  | التجمع الوطني للأحرار                                              | اللامنتمون                                                         |                                                                    |
| ----------------------------------------------------------------------- | ------------------------------------------------------------------ | ------------------------------------------------------------------ | ------------------------------------------------------------------ | ------------------------------------------------------------------ | ------------------------------------------------------------------ | ------------------------------------------------------------------ | ------------------------------------------------------------------ | ------------------------------------------------------------------ | ------------------------------------------------------------------ | ------------------------------------------------------------------ | ------------------------------------------------------------------ |
| إقليم الرشيدية                                                          | 19                                                                 | 1                                                                  | 7                                                                  | 2                                                                  | 2                                                                  | 1                                                                  | -                                                                  | 2                                                                  | 2                                                                  | 2                                                                  |                                                                    |
| إقليم ورزازات                                                           | 15                                                                 | -                                                                  | 2                                                                  | 1                                                                  | 2                                                                  | 2                                                                  | -                                                                  | -                                                                  | 1                                                                  | 7                                                                  |                                                                    |
| إقليم ميدلت                                                             | 15                                                                 | 3                                                                  | 1                                                                  | 1                                                                  | 2                                                                  | -                                                                  | -                                                                  | -                                                                  | 3                                                                  | 5                                                                  |                                                                    |
| إقليم تنغير                                                             | 17                                                                 | 4                                                                  | 2                                                                  | 1                                                                  | 2                                                                  | 2                                                                  | -                                                                  | -                                                                  | 6                                                                  | -                                                                  |                                                                    |
| إقليم زاكورة                                                            | 17                                                                 | 1                                                                  | 3                                                                  | 4                                                                  | 1                                                                  | 2                                                                  | 1                                                                  | 2                                                                  | 3                                                                  | -                                                                  |                                                                    |
| انتخاب رؤساء مجالس العمالات والأقاليم لجهة درعة تافيلالت 26 سبتمبر 2015 |                                                                    |                                                                    |                                                                    |                                                                    |                                                                    |                                                                    |                                                                    |                                                                    |                                                                    |                                                                    |                                                                    |
| الرئيس المنتخب                                                          | الرئيس المنتخب                                                     | الرئيس المنتخب                                                     | الرئيس المنتخب                                                     | الانتماء الحزبي                                                    | الانتماء الحزبي                                                    | الانتماء الحزبي                                                    | الانتماء الحزبي                                                    | عن العمالة أو الإقليم                                              | عن العمالة أو الإقليم                                              | عن العمالة أو الإقليم                                              | عن العمالة أو الإقليم                                              |
| الحبيب أبو الحسن                                                        | الحبيب أبو الحسن                                                   | الحبيب أبو الحسن                                                   | الحبيب أبو الحسن                                                   | التجمع الوطني للأحرار                                              | التجمع الوطني للأحرار                                              | التجمع الوطني للأحرار                                              | التجمع الوطني للأحرار                                              | إقليم الرشيدية                                                     | إقليم الرشيدية                                                     | إقليم الرشيدية                                                     | إقليم الرشيدية                                                     |
| لحسن الداودي                                                            | لحسن الداودي                                                       | لحسن الداودي                                                       | لحسن الداودي                                                       | التجمع الوطني للأحرار                                              | التجمع الوطني للأحرار                                              | التجمع الوطني للأحرار                                              | التجمع الوطني للأحرار                                              | إقليم تنغير                                                        | إقليم تنغير                                                        | إقليم تنغير                                                        | إقليم تنغير                                                        |
| سعيد الطاهري                                                            | سعيد الطاهري                                                       | سعيد الطاهري                                                       | سعيد الطاهري                                                       | التجمع الوطني للأحرار                                              | التجمع الوطني للأحرار                                              | التجمع الوطني للأحرار                                              | التجمع الوطني للأحرار                                              | إقليم ميدلت                                                        | إقليم ميدلت                                                        | إقليم ميدلت                                                        | إقليم ميدلت                                                        |
| سعيد أفروخ                                                              | سعيد أفروخ                                                         | سعيد أفروخ                                                         | سعيد أفروخ                                                         | الحركة الشعبية                                                     | الحركة الشعبية                                                     | الحركة الشعبية                                                     | الحركة الشعبية                                                     | إقليم ورزازات                                                      | إقليم ورزازات                                                      | إقليم ورزازات                                                      | إقليم ورزازات                                                      |
| عبد الرحيم شهيد                                                         | عبد الرحيم شهيد                                                    | عبد الرحيم شهيد                                                    | عبد الرحيم شهيد                                                    | حزب الاتحاد الاشتراكي للقوات الشعبية                               | حزب الاتحاد الاشتراكي للقوات الشعبية                               | حزب الاتحاد الاشتراكي للقوات الشعبية                               | حزب الاتحاد الاشتراكي للقوات الشعبية                               | إقليم زاكورة                                                       | إقليم زاكورة                                                       | إقليم زاكورة                                                       | إقليم زاكورة                                                       |

### نتائج جهة مراكش أسفي
تضم جهة مراكش أسفي 7 أقاليم وعمالة واحدة وهما: عمالة مراكش، إقليم شيشاوة، إقليم الحوز، إقليم قلعة السراغنة، إقليم الصويرة، إقليم الرحامنة، إقليم أسفي، إقليم اليوسفية.
وعلى صعيد كل إقليم وعمالة جاءت النتائج على النحو التالي:
| انتخاب أعضاء مجالس عمالات وأقاليم جهة مراكش أسفي 17 سبتمبر 2015      | انتخاب أعضاء مجالس عمالات وأقاليم جهة مراكش أسفي 17 سبتمبر 2015 | انتخاب أعضاء مجالس عمالات وأقاليم جهة مراكش أسفي 17 سبتمبر 2015 | انتخاب أعضاء مجالس عمالات وأقاليم جهة مراكش أسفي 17 سبتمبر 2015 | انتخاب أعضاء مجالس عمالات وأقاليم جهة مراكش أسفي 17 سبتمبر 2015 | انتخاب أعضاء مجالس عمالات وأقاليم جهة مراكش أسفي 17 سبتمبر 2015 | انتخاب أعضاء مجالس عمالات وأقاليم جهة مراكش أسفي 17 سبتمبر 2015 | انتخاب أعضاء مجالس عمالات وأقاليم جهة مراكش أسفي 17 سبتمبر 2015 | انتخاب أعضاء مجالس عمالات وأقاليم جهة مراكش أسفي 17 سبتمبر 2015 | انتخاب أعضاء مجالس عمالات وأقاليم جهة مراكش أسفي 17 سبتمبر 2015 | انتخاب أعضاء مجالس عمالات وأقاليم جهة مراكش أسفي 17 سبتمبر 2015 | انتخاب أعضاء مجالس عمالات وأقاليم جهة مراكش أسفي 17 سبتمبر 2015 | انتخاب أعضاء مجالس عمالات وأقاليم جهة مراكش أسفي 17 سبتمبر 2015 |
| العمالة أو الإقليم                                                   | الواجب إنتخابهم                                                 | الأصالة والمعاصرة                                               | العدالة والتنمية                                                | حزب الاستقلال                                                   | الحركة الشعبية                                                  | التقدم والاشتراكية                                              | الاتحاد الدستوري                                                | الاتحاد الاشتراكي                                               | التجمع الوطني للأحرار                                           | اللامنتمون                                                      | وسط                                                             | جبهة القوى                                                      |
| -------------------------------------------------------------------- | --------------------------------------------------------------- | --------------------------------------------------------------- | --------------------------------------------------------------- | --------------------------------------------------------------- | --------------------------------------------------------------- | --------------------------------------------------------------- | --------------------------------------------------------------- | --------------------------------------------------------------- | --------------------------------------------------------------- | --------------------------------------------------------------- | --------------------------------------------------------------- | --------------------------------------------------------------- |
| عمالة مراكش                                                          | 31                                                              | 15                                                              | 7                                                               | 1                                                               | 3                                                               | 1                                                               | -                                                               | 1                                                               | 2                                                               | -                                                               | -                                                               | 1                                                               |
| إقليم شيشاوة                                                         | 17                                                              | 6                                                               | 1                                                               | 2                                                               | 2                                                               | -                                                               | 1                                                               | 2                                                               | 1                                                               | -                                                               | 1                                                               | 1                                                               |
| إقليم الحوز                                                          | 21                                                              | 5                                                               | 4                                                               | 1                                                               | 2                                                               | -                                                               | 3                                                               | -                                                               | -                                                               | 6                                                               | -                                                               | -                                                               |
| إقليم قلعة السراغنة                                                  | 21                                                              | 9                                                               | 2                                                               | 2                                                               | 2                                                               | 1                                                               | 1                                                               | 1                                                               | 2                                                               | -                                                               | -                                                               | 1                                                               |
| إقليم الصويرة                                                        | 19                                                              | 5                                                               | 1                                                               | 1                                                               | 1                                                               | 1                                                               | -                                                               | 5                                                               | 1                                                               | 3                                                               | -                                                               | 1                                                               |
| إقليم الرحامنة                                                       | 17                                                              | 11                                                              | 3                                                               | 1                                                               | -                                                               | -                                                               | -                                                               | -                                                               | 2                                                               | -                                                               | -                                                               | -                                                               |
| إقليم أسفي                                                           | 23                                                              | 7                                                               | 3                                                               | 4                                                               | 1                                                               | 3                                                               | 1                                                               | 2                                                               | 2                                                               | -                                                               | -                                                               | -                                                               |
| إقليم اليوسفية                                                       | 15                                                              | 4                                                               | 2                                                               | -                                                               | -                                                               | 3                                                               | 2                                                               | 1                                                               | 1                                                               | 2                                                               | -                                                               | -                                                               |
| انتخاب رؤساء مجالس العمالات والأقاليم لجهة مراكش أسفي 26 سبتمبر 2015 |                                                                 |                                                                 |                                                                 |                                                                 |                                                                 |                                                                 |                                                                 |                                                                 |                                                                 |                                                                 |                                                                 |                                                                 |
| الرئيس المنتخب                                                       | الرئيس المنتخب                                                  | الرئيس المنتخب                                                  | الرئيس المنتخب                                                  | الانتماء الحزبي                                                 | الانتماء الحزبي                                                 | الانتماء الحزبي                                                 | الانتماء الحزبي                                                 | عن العمالة أو الإقليم                                           | عن العمالة أو الإقليم                                           | عن العمالة أو الإقليم                                           | عن العمالة أو الإقليم                                           | عن العمالة أو الإقليم                                           |
| جميلة عفيف                                                           | جميلة عفيف                                                      | جميلة عفيف                                                      | جميلة عفيف                                                      | حزب الأصالة والمعاصرة                                           | حزب الأصالة والمعاصرة                                           | حزب الأصالة والمعاصرة                                           | حزب الأصالة والمعاصرة                                           | عمالة مراكش                                                     | عمالة مراكش                                                     | عمالة مراكش                                                     | عمالة مراكش                                                     | عمالة مراكش                                                     |
| السعيد المهاجري                                                      | السعيد المهاجري                                                 | السعيد المهاجري                                                 | السعيد المهاجري                                                 | حزب الأصالة والمعاصرة                                           | حزب الأصالة والمعاصرة                                           | حزب الأصالة والمعاصرة                                           | حزب الأصالة والمعاصرة                                           | إقليم شيشاوة                                                    | إقليم شيشاوة                                                    | إقليم شيشاوة                                                    | إقليم شيشاوة                                                    | إقليم شيشاوة                                                    |
| إبراهيم اتكارت                                                       | إبراهيم اتكارت                                                  | إبراهيم اتكارت                                                  | إبراهيم اتكارت                                                  | حزب الاتحاد الدستوري                                            | حزب الاتحاد الدستوري                                            | حزب الاتحاد الدستوري                                            | حزب الاتحاد الدستوري                                            | إقليم الحوز                                                     | إقليم الحوز                                                     | إقليم الحوز                                                     | إقليم الحوز                                                     | إقليم الحوز                                                     |
| عبد الرحيم واعمر                                                     | عبد الرحيم واعمر                                                | عبد الرحيم واعمر                                                | عبد الرحيم واعمر                                                | حزب الأصالة والمعاصرة                                           | حزب الأصالة والمعاصرة                                           | حزب الأصالة والمعاصرة                                           | حزب الأصالة والمعاصرة                                           | إقليم قلعة السراغنة                                             | إقليم قلعة السراغنة                                             | إقليم قلعة السراغنة                                             | إقليم قلعة السراغنة                                             | إقليم قلعة السراغنة                                             |
| علال الجرارعي                                                        | علال الجرارعي                                                   | علال الجرارعي                                                   | علال الجرارعي                                                   | حزب الأصالة والمعاصرة                                           | حزب الأصالة والمعاصرة                                           | حزب الأصالة والمعاصرة                                           | حزب الأصالة والمعاصرة                                           | إقليم الصويرة                                                   | إقليم الصويرة                                                   | إقليم الصويرة                                                   | إقليم الصويرة                                                   | إقليم الصويرة                                                   |
| كمال عبد الفتاح                                                      | كمال عبد الفتاح                                                 | كمال عبد الفتاح                                                 | كمال عبد الفتاح                                                 | حزب الأصالة والمعاصرة                                           | حزب الأصالة والمعاصرة                                           | حزب الأصالة والمعاصرة                                           | حزب الأصالة والمعاصرة                                           | إقليم الرحامنة                                                  | إقليم الرحامنة                                                  | إقليم الرحامنة                                                  | إقليم الرحامنة                                                  | إقليم الرحامنة                                                  |
| عبدالله كاريم                                                        | عبدالله كاريم                                                   | عبدالله كاريم                                                   | عبدالله كاريم                                                   | حزب الأصالة والمعاصرة                                           | حزب الأصالة والمعاصرة                                           | حزب الأصالة والمعاصرة                                           | حزب الأصالة والمعاصرة                                           | إقليم أسفي                                                      | إقليم أسفي                                                      | إقليم أسفي                                                      | إقليم أسفي                                                      | إقليم أسفي                                                      |
| (*) عبد المجيد مبروك                                                 | (*) عبد المجيد مبروك                                            | (*) عبد المجيد مبروك                                            | (*) عبد المجيد مبروك                                            | حزب الاتحاد الاشتراكي للقوات الشعبية                            | حزب الاتحاد الاشتراكي للقوات الشعبية                            | حزب الاتحاد الاشتراكي للقوات الشعبية                            | حزب الاتحاد الاشتراكي للقوات الشعبية                            | إقليم اليوسفية                                                  | إقليم اليوسفية                                                  | إقليم اليوسفية                                                  | إقليم اليوسفية                                                  | إقليم اليوسفية                                                  |

### نتائج جهة سوس ماسة
تضم جهة سوس ماسة 4 أقاليم وعمالتين وهما: عمالة أكادير إدا وتنان، عمالة إنزكان آيت ملول، إقليم شتوكة آيت باها، إقليم طاطا، إقليم تيزنيت، إقليم تارودانت.
وعلى صعيد كل إقليم وعمالة جاءت النتائج على النحو التالي:
| انتخاب أعضاء مجالس عمالات وأقاليم جهة سوس ماسة 17 سبتمبر 2015      | انتخاب أعضاء مجالس عمالات وأقاليم جهة سوس ماسة 17 سبتمبر 2015 | انتخاب أعضاء مجالس عمالات وأقاليم جهة سوس ماسة 17 سبتمبر 2015 | انتخاب أعضاء مجالس عمالات وأقاليم جهة سوس ماسة 17 سبتمبر 2015 | انتخاب أعضاء مجالس عمالات وأقاليم جهة سوس ماسة 17 سبتمبر 2015 | انتخاب أعضاء مجالس عمالات وأقاليم جهة سوس ماسة 17 سبتمبر 2015 | انتخاب أعضاء مجالس عمالات وأقاليم جهة سوس ماسة 17 سبتمبر 2015 | انتخاب أعضاء مجالس عمالات وأقاليم جهة سوس ماسة 17 سبتمبر 2015 | انتخاب أعضاء مجالس عمالات وأقاليم جهة سوس ماسة 17 سبتمبر 2015 | انتخاب أعضاء مجالس عمالات وأقاليم جهة سوس ماسة 17 سبتمبر 2015 | انتخاب أعضاء مجالس عمالات وأقاليم جهة سوس ماسة 17 سبتمبر 2015 | انتخاب أعضاء مجالس عمالات وأقاليم جهة سوس ماسة 17 سبتمبر 2015 | انتخاب أعضاء مجالس عمالات وأقاليم جهة سوس ماسة 17 سبتمبر 2015 |
| العمالة أو الإقليم                                                 | الواجب إنتخابهم                                               | الأصالة والمعاصرة                                             | العدالة والتنمية                                              | حزب الاستقلال                                                 | التقدم والاشتراكية                                            | الاتحاد الدستوري                                              | الاتحاد الاشتراكي                                             | التجمع الوطني للأحرار                                         | اللامنتمون                                                    | جبهة القوى                                                    | فدرالية اليسار                                                |                                                               |
| ------------------------------------------------------------------ | ------------------------------------------------------------- | ------------------------------------------------------------- | ------------------------------------------------------------- | ------------------------------------------------------------- | ------------------------------------------------------------- | ------------------------------------------------------------- | ------------------------------------------------------------- | ------------------------------------------------------------- | ------------------------------------------------------------- | ------------------------------------------------------------- | ------------------------------------------------------------- | ------------------------------------------------------------- |
| عمالة أكادير إدا وتنان                                             | 23                                                            | 6                                                             | 6                                                             | -                                                             | -                                                             | -                                                             | 2                                                             | 9                                                             | -                                                             | -                                                             | -                                                             |                                                               |
| عمالة إنزكان آيت ملول                                              | 21                                                            | 3                                                             | 13                                                            | 2                                                             | 2                                                             | -                                                             | -                                                             | -                                                             | -                                                             | 1                                                             | -                                                             |                                                               |
| إقليم شتوكة آيت باها                                               | 17                                                            | 2                                                             | 3                                                             | 2                                                             | -                                                             | -                                                             | -                                                             | -                                                             | 9                                                             | -                                                             | 1                                                             |                                                               |
| إقليم تارودانت                                                     | 27                                                            | 2                                                             | 5                                                             | 7                                                             | -                                                             | 1                                                             | 1                                                             | 7                                                             | 4                                                             | -                                                             | -                                                             |                                                               |
| إقليم تيزنيت                                                       | 15                                                            | 1                                                             | 2                                                             | 1                                                             | 2                                                             | -                                                             | 2                                                             | 7                                                             | -                                                             | -                                                             | -                                                             |                                                               |
| إقليم طاطا                                                         | 11                                                            | 1                                                             | 2                                                             | 3                                                             | -                                                             | 1                                                             | -                                                             | 4                                                             | -                                                             | -                                                             | -                                                             |                                                               |
| انتخاب رؤساء مجالس العمالات والأقاليم لجهة سوس ماسة 26 سبتمبر 2015 |                                                               |                                                               |                                                               |                                                               |                                                               |                                                               |                                                               |                                                               |                                                               |                                                               |                                                               |                                                               |
| الرئيس المنتخب                                                     | الرئيس المنتخب                                                | الرئيس المنتخب                                                | الرئيس المنتخب                                                | الانتماء الحزبي                                               | الانتماء الحزبي                                               | الانتماء الحزبي                                               | الانتماء الحزبي                                               | عن العمالة أو الإقليم                                         | عن العمالة أو الإقليم                                         | عن العمالة أو الإقليم                                         | عن العمالة أو الإقليم                                         |                                                               |
| لحسن بيجديكن                                                       | لحسن بيجديكن                                                  | لحسن بيجديكن                                                  | لحسن بيجديكن                                                  | التجمع الوطني للأحرار                                         | التجمع الوطني للأحرار                                         | التجمع الوطني للأحرار                                         | التجمع الوطني للأحرار                                         | عمالة أكادير إدا وتنان                                        | عمالة أكادير إدا وتنان                                        | عمالة أكادير إدا وتنان                                        | عمالة أكادير إدا وتنان                                        |                                                               |
| مختار الرضى                                                        | مختار الرضى                                                   | مختار الرضى                                                   | مختار الرضى                                                   | حزب العدالة والتنمية                                          | حزب العدالة والتنمية                                          | حزب العدالة والتنمية                                          | حزب العدالة والتنمية                                          | عمالة إنزكان آيت ملول                                         | عمالة إنزكان آيت ملول                                         | عمالة إنزكان آيت ملول                                         | عمالة إنزكان آيت ملول                                         |                                                               |
| محمد مطيع                                                          | محمد مطيع                                                     | محمد مطيع                                                     | محمد مطيع                                                     | حزب الأصالة والمعاصرة                                         | حزب الأصالة والمعاصرة                                         | حزب الأصالة والمعاصرة                                         | حزب الأصالة والمعاصرة                                         | إقليم شتوكة آيت باها                                          | إقليم شتوكة آيت باها                                          | إقليم شتوكة آيت باها                                          | إقليم شتوكة آيت باها                                          |                                                               |
| الحسان مامز                                                        | الحسان مامز                                                   | الحسان مامز                                                   | الحسان مامز                                                   | حزب الاتحاد الدستوري                                          | حزب الاتحاد الدستوري                                          | حزب الاتحاد الدستوري                                          | حزب الاتحاد الدستوري                                          | إقليم طاطا                                                    | إقليم طاطا                                                    | إقليم طاطا                                                    | إقليم طاطا                                                    |                                                               |
| حميد البهجة                                                        | حميد البهجة                                                   | حميد البهجة                                                   | حميد البهجة                                                   | التجمع الوطني للأحرار                                         | التجمع الوطني للأحرار                                         | التجمع الوطني للأحرار                                         | التجمع الوطني للأحرار                                         | إقليم تارودانت                                                | إقليم تارودانت                                                | إقليم تارودانت                                                | إقليم تارودانت                                                |                                                               |
| عبدالله غازي                                                       | عبدالله غازي                                                  | عبدالله غازي                                                  | عبدالله غازي                                                  | التجمع الوطني للأحرار                                         | التجمع الوطني للأحرار                                         | التجمع الوطني للأحرار                                         | التجمع الوطني للأحرار                                         | إقليم تيزنيت                                                  | إقليم تيزنيت                                                  | إقليم تيزنيت                                                  | إقليم تيزنيت                                                  |                                                               |

### نتائج جهة كلميم واد نون
جهة كلميم واد نون تضم 4 أقاليم وهي: إقليم كلميم، إقليم سيدي إفني، إقليم طانطان، إقليم اسا الزاك.
وعلى صعيد كل إقليم وعمالة جاءت النتائج على النحو التالي:
| انتخاب أعضاء مجالس عمالات وأقاليم جهة كلميم واد نون 17 سبتمبر 2015      | انتخاب أعضاء مجالس عمالات وأقاليم جهة كلميم واد نون 17 سبتمبر 2015 | انتخاب أعضاء مجالس عمالات وأقاليم جهة كلميم واد نون 17 سبتمبر 2015 | انتخاب أعضاء مجالس عمالات وأقاليم جهة كلميم واد نون 17 سبتمبر 2015 | انتخاب أعضاء مجالس عمالات وأقاليم جهة كلميم واد نون 17 سبتمبر 2015 | انتخاب أعضاء مجالس عمالات وأقاليم جهة كلميم واد نون 17 سبتمبر 2015 | انتخاب أعضاء مجالس عمالات وأقاليم جهة كلميم واد نون 17 سبتمبر 2015 | انتخاب أعضاء مجالس عمالات وأقاليم جهة كلميم واد نون 17 سبتمبر 2015 | انتخاب أعضاء مجالس عمالات وأقاليم جهة كلميم واد نون 17 سبتمبر 2015 | انتخاب أعضاء مجالس عمالات وأقاليم جهة كلميم واد نون 17 سبتمبر 2015 | انتخاب أعضاء مجالس عمالات وأقاليم جهة كلميم واد نون 17 سبتمبر 2015 | انتخاب أعضاء مجالس عمالات وأقاليم جهة كلميم واد نون 17 سبتمبر 2015 |
| العمالة أو الإقليم                                                      | الواجب إنتخابهم                                                    | الأصالة والمعاصرة                                                  | العدالة والتنمية                                                   | حزب الاستقلال                                                      | الحركة الشعبية                                                     | التقدم والاشتراكية                                                 | الاتحاد الدستوري                                                   | الاتحاد الاشتراكي                                                  | التجمع الوطني للأحرار                                              | اللامنتمون                                                         | الاصلاح والتنمية                                                   |
| ----------------------------------------------------------------------- | ------------------------------------------------------------------ | ------------------------------------------------------------------ | ------------------------------------------------------------------ | ------------------------------------------------------------------ | ------------------------------------------------------------------ | ------------------------------------------------------------------ | ------------------------------------------------------------------ | ------------------------------------------------------------------ | ------------------------------------------------------------------ | ------------------------------------------------------------------ | ------------------------------------------------------------------ |
| إقليم كلميم                                                             | 13                                                                 | 1                                                                  | 1                                                                  | 2                                                                  | -                                                                  | -                                                                  | -                                                                  | 7                                                                  | 1                                                                  | 1                                                                  | -                                                                  |
| إقليم اسا الزاك                                                         | 11                                                                 | 5                                                                  | -                                                                  | 2                                                                  | -                                                                  | -                                                                  | 1                                                                  | 2                                                                  | 1                                                                  | -                                                                  | -                                                                  |
| إقليم طانطان                                                            | 11                                                                 | 1                                                                  | 1                                                                  | 5                                                                  | 1                                                                  | -                                                                  | -                                                                  | 1                                                                  | -                                                                  | -                                                                  | 2                                                                  |
| إقليم سيدي إفني                                                         | 11                                                                 | 2                                                                  | 1                                                                  | 2                                                                  | 1                                                                  | 1                                                                  | -                                                                  | 3                                                                  | 1                                                                  | -                                                                  | -                                                                  |
| انتخاب رؤساء مجالس العمالات والأقاليم لجهة كلميم واد نون 26 سبتمبر 2015 |                                                                    |                                                                    |                                                                    |                                                                    |                                                                    |                                                                    |                                                                    |                                                                    |                                                                    |                                                                    |                                                                    |
| الرئيس المنتخب                                                          | الرئيس المنتخب                                                     | الرئيس المنتخب                                                     | الرئيس المنتخب                                                     | الانتماء الحزبي                                                    | الانتماء الحزبي                                                    | الانتماء الحزبي                                                    | الانتماء الحزبي                                                    | عن العمالة أو الإقليم                                              | عن العمالة أو الإقليم                                              | عن العمالة أو الإقليم                                              | عن العمالة أو الإقليم                                              |
| احيا افردان                                                             | احيا افردان                                                        | احيا افردان                                                        | احيا افردان                                                        | حزب الاتحاد الاشتراكي للقوات الشعبية                               | حزب الاتحاد الاشتراكي للقوات الشعبية                               | حزب الاتحاد الاشتراكي للقوات الشعبية                               | حزب الاتحاد الاشتراكي للقوات الشعبية                               | إقليم كلميم                                                        | إقليم كلميم                                                        | إقليم كلميم                                                        | إقليم كلميم                                                        |
| السالك بولون                                                            | السالك بولون                                                       | السالك بولون                                                       | السالك بولون                                                       | حزب الاستقلال                                                      | حزب الاستقلال                                                      | حزب الاستقلال                                                      | حزب الاستقلال                                                      | إقليم طانطان                                                       | إقليم طانطان                                                       | إقليم طانطان                                                       | إقليم طانطان                                                       |
| إبراهيم بوليد                                                           | إبراهيم بوليد                                                      | إبراهيم بوليد                                                      | إبراهيم بوليد                                                      | حزب الاتحاد الاشتراكي للقوات الشعبية                               | حزب الاتحاد الاشتراكي للقوات الشعبية                               | حزب الاتحاد الاشتراكي للقوات الشعبية                               | حزب الاتحاد الاشتراكي للقوات الشعبية                               | إقليم سيدي إفني                                                    | إقليم سيدي إفني                                                    | إقليم سيدي إفني                                                    | إقليم سيدي إفني                                                    |
| رشيد التامك                                                             | رشيد التامك                                                        | رشيد التامك                                                        | رشيد التامك                                                        | حزب الأصالة والمعاصرة                                              | حزب الأصالة والمعاصرة                                              | حزب الأصالة والمعاصرة                                              | حزب الأصالة والمعاصرة                                              | إقليم اسا الزاك                                                    | إقليم اسا الزاك                                                    | إقليم اسا الزاك                                                    | إقليم اسا الزاك                                                    |

### نتائج جهة العيون الساقية الحمراء
جهة العيون الساقية الحمراء تضم 4 أقاليم وهي: إقليم العيون، إقليم بوجدور، إقليم طرفاية، إقليم السمارة.
وعلى صعيد كل إقليم جاءت النتائج على النحو التالي:
| انتخاب أعضاء مجالس عمالات وأقاليم جهة العيون الساقية الحمراء 17 سبتمبر 2015      | انتخاب أعضاء مجالس عمالات وأقاليم جهة العيون الساقية الحمراء 17 سبتمبر 2015 | انتخاب أعضاء مجالس عمالات وأقاليم جهة العيون الساقية الحمراء 17 سبتمبر 2015 | انتخاب أعضاء مجالس عمالات وأقاليم جهة العيون الساقية الحمراء 17 سبتمبر 2015 | انتخاب أعضاء مجالس عمالات وأقاليم جهة العيون الساقية الحمراء 17 سبتمبر 2015 | انتخاب أعضاء مجالس عمالات وأقاليم جهة العيون الساقية الحمراء 17 سبتمبر 2015 | انتخاب أعضاء مجالس عمالات وأقاليم جهة العيون الساقية الحمراء 17 سبتمبر 2015 | انتخاب أعضاء مجالس عمالات وأقاليم جهة العيون الساقية الحمراء 17 سبتمبر 2015 | انتخاب أعضاء مجالس عمالات وأقاليم جهة العيون الساقية الحمراء 17 سبتمبر 2015 |
| العمالة أو الإقليم                                                               | الواجب إنتخابهم                                                             | الأصالة والمعاصرة                                                           | العدالة والتنمية                                                            | حزب الاستقلال                                                               | الحركة الشعبية                                                              | التقدم والاشتراكية                                                          | التجمع الوطني للأحرار                                                       | حزب العمل                                                                   |
| -------------------------------------------------------------------------------- | --------------------------------------------------------------------------- | --------------------------------------------------------------------------- | --------------------------------------------------------------------------- | --------------------------------------------------------------------------- | --------------------------------------------------------------------------- | --------------------------------------------------------------------------- | --------------------------------------------------------------------------- | --------------------------------------------------------------------------- |
| إقليم العيون                                                                     | 15                                                                          | -                                                                           | 1                                                                           | 12                                                                          | -                                                                           | -                                                                           | 2                                                                           | -                                                                           |
| إقليم السمارة                                                                    | 11                                                                          | 4                                                                           | -                                                                           | 6                                                                           | -                                                                           | -                                                                           | 1                                                                           | -                                                                           |
| إقليم طرفاية                                                                     | 11                                                                          | -                                                                           | -                                                                           | 5                                                                           | -                                                                           | 1                                                                           | 5                                                                           | -                                                                           |
| إقليم بوجدور                                                                     | 11                                                                          | 3                                                                           | 1                                                                           | 2                                                                           | 1                                                                           | -                                                                           | 2                                                                           | 2                                                                           |
| انتخاب رؤساء مجالس العمالات والأقاليم لجهة العيون الساقية الحمراء 26 سبتمبر 2015 |                                                                             |                                                                             |                                                                             |                                                                             |                                                                             |                                                                             |                                                                             |                                                                             |
| الرئيس المنتخب                                                                   | الرئيس المنتخب                                                              | الرئيس المنتخب                                                              | الانتماء الحزبي                                                             | الانتماء الحزبي                                                             | الانتماء الحزبي                                                             | عن العمالة أو الإقليم                                                       | عن العمالة أو الإقليم                                                       | عن العمالة أو الإقليم                                                       |
| مولود علوات                                                                      | مولود علوات                                                                 | مولود علوات                                                                 | حزب الاستقلال                                                               | حزب الاستقلال                                                               | حزب الاستقلال                                                               | إقليم العيون                                                                | إقليم العيون                                                                | إقليم العيون                                                                |
| احمد خيار                                                                        | احمد خيار                                                                   | احمد خيار                                                                   | حزب الأصالة والمعاصرة                                                       | حزب الأصالة والمعاصرة                                                       | حزب الأصالة والمعاصرة                                                       | إقليم بوجدور                                                                | إقليم بوجدور                                                                | إقليم بوجدور                                                                |
| سيدي محمد سالم البيهي                                                            | سيدي محمد سالم البيهي                                                       | سيدي محمد سالم البيهي                                                       | حزب الاستقلال                                                               | حزب الاستقلال                                                               | حزب الاستقلال                                                               | إقليم السمارة                                                               | إقليم السمارة                                                               | إقليم السمارة                                                               |
| محمد سالم بهيا                                                                   | محمد سالم بهيا                                                              | محمد سالم بهيا                                                              | التجمع الوطني للأحرار                                                       | التجمع الوطني للأحرار                                                       | التجمع الوطني للأحرار                                                       | إقليم طرفاية                                                                | إقليم طرفاية                                                                | إقليم طرفاية                                                                |

### نتائج جهة الداخلة وادي الذهب
جهة الداخلة وادي الذهب تضم إقليمين وهما: إقليم وادي الذهب، إقليم أوسرد.
وعلى صعيد كل إقليم جاءت النتائج على النحو التالي:
| انتخاب أعضاء مجالس عمالات وأقاليم جهة الداخلة وادي الذهب 17 سبتمبر 2015      | انتخاب أعضاء مجالس عمالات وأقاليم جهة الداخلة وادي الذهب 17 سبتمبر 2015 | انتخاب أعضاء مجالس عمالات وأقاليم جهة الداخلة وادي الذهب 17 سبتمبر 2015 | انتخاب أعضاء مجالس عمالات وأقاليم جهة الداخلة وادي الذهب 17 سبتمبر 2015 | انتخاب أعضاء مجالس عمالات وأقاليم جهة الداخلة وادي الذهب 17 سبتمبر 2015 | انتخاب أعضاء مجالس عمالات وأقاليم جهة الداخلة وادي الذهب 17 سبتمبر 2015 | انتخاب أعضاء مجالس عمالات وأقاليم جهة الداخلة وادي الذهب 17 سبتمبر 2015 | انتخاب أعضاء مجالس عمالات وأقاليم جهة الداخلة وادي الذهب 17 سبتمبر 2015 | انتخاب أعضاء مجالس عمالات وأقاليم جهة الداخلة وادي الذهب 17 سبتمبر 2015 |
| العمالة أو الإقليم                                                           | الواجب إنتخابهم                                                         | الأصالة والمعاصرة                                                       | العدالة والتنمية                                                        | حزب الاستقلال                                                           | الحركة الشعبية                                                          | التجمع الوطني للأحرار                                                   | الاتحاد الدستورري                                                       | حزب الامل                                                               |
| ---------------------------------------------------------------------------- | ----------------------------------------------------------------------- | ----------------------------------------------------------------------- | ----------------------------------------------------------------------- | ----------------------------------------------------------------------- | ----------------------------------------------------------------------- | ----------------------------------------------------------------------- | ----------------------------------------------------------------------- | ----------------------------------------------------------------------- |
| إقليم وادي الذهب                                                             | 11                                                                      | 1                                                                       | 1                                                                       | 3                                                                       | 4                                                                       | -                                                                       | 1                                                                       | 1                                                                       |
| إقليم أوسرد                                                                  | 11                                                                      | -                                                                       | -                                                                       | 8                                                                       | 2                                                                       | 1                                                                       | -                                                                       | -                                                                       |
| انتخاب رؤساء مجالس العمالات والأقاليم لجهة الداخلة وادي الذهب 22 سبتمبر 2015 |                                                                         |                                                                         |                                                                         |                                                                         |                                                                         |                                                                         |                                                                         |                                                                         |
| الرئيس المنتخب                                                               | الرئيس المنتخب                                                          | الرئيس المنتخب                                                          | الانتماء الحزبي                                                         | الانتماء الحزبي                                                         | الانتماء الحزبي                                                         | عن العمالة أو الإقليم                                                   | عن العمالة أو الإقليم                                                   | عن العمالة أو الإقليم                                                   |
| سيدي احمد بكار                                                               | سيدي احمد بكار                                                          | سيدي احمد بكار                                                          | الحركة الشعبية                                                          | الحركة الشعبية                                                          | الحركة الشعبية                                                          | إقليم وادي الذهب                                                        | إقليم وادي الذهب                                                        | إقليم وادي الذهب                                                        |
| الشيخ بنان                                                                   | الشيخ بنان                                                              | الشيخ بنان                                                              | حزب الاستقلال                                                           | حزب الاستقلال                                                           | حزب الاستقلال                                                           | إقليم أوسرد                                                             | إقليم أوسرد                                                             | إقليم أوسرد                                                             |

## روابط خارجية
- الموقع الرسمي للانتخابات المغربية.
- صفحة التعريف بالانتخابات المغربية 2015 على موقع الجزيرة نت.